# Karl V. (HRR)

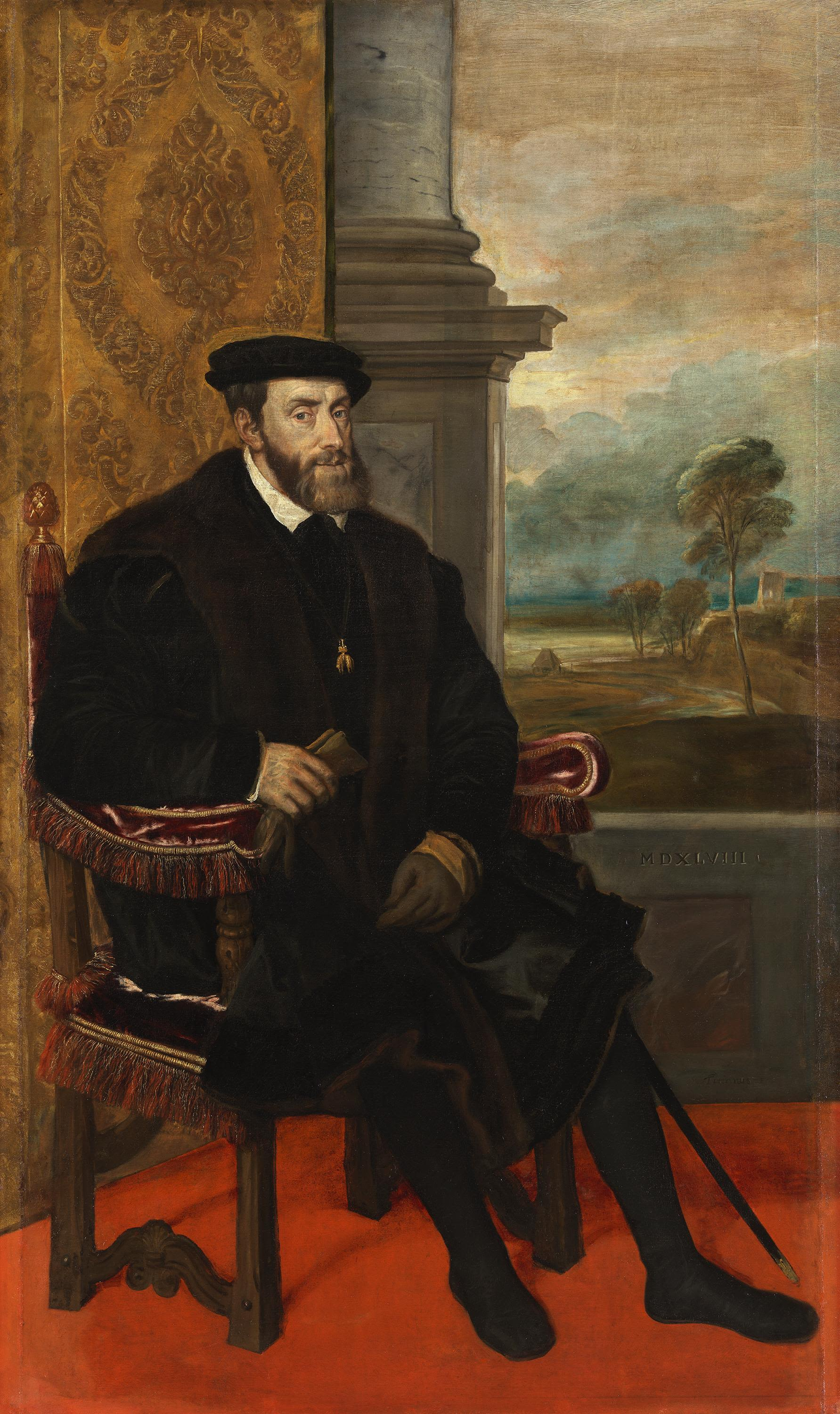
Karl V. um 1548 als Kaiser des Heiligen Römischen Reiches, Sacrum Romanum Imperium (von 1520 bis 1556). Ursprünglich Tizian zugeschrieben, jetzt Zuschreibung an Lambert Sustris. Alte Pinakothek, München.

Unterschrift: „Yo, el Rey“ (Ich, der König) geleistet als Karl I. von Kastilien

Großes Wappen Karls V. ab 1530

Karl V. (spanisch Carlos I, französisch Charles Quint, niederländisch Karel V; * 24. Februar 1500 im Prinzenhof, Gent, Burgundische Niederlande; † 21. September 1558 in Cuacos de Yuste, Spanien) war ein Angehöriger des Herrscherhauses Habsburg, Kaiser des Heiligen Römischen Reiches und als Karl I. König von Spanien.
Nach dem frühen Tod seines Vaters Philipp I. von Kastilien wurde Karl im Jahr 1506 Landesherr der Burgundischen Niederlande, bestehend aus elf Herzogtümern und Grafschaften, und ab 1516 nach dem Tod seines Großvaters Ferdinand II. von Aragón zusammen mit seiner für unzurechnungsfähig erklärten Mutter Johanna von Kastilien als Carlos I. der erste König von Spanien, genauer von Kastilien, León und Aragón, die er erblich in einer Personalunion vereinigte. Im Jahr 1519 erbte er das Erzherzogtum Österreich und wurde als Karl V. zum römisch-deutschen König gewählt. 1520 wurde er im Kaiserdom zu Aachen durch den Kölner Erzbischof Hermann V. von Wied zum König gekrönt und trug danach, wie sein Großvater Maximilian I. und seine künftigen Nachfolger, zunächst den Titel „erwählter Kaiser des Heiligen Römischen Reiches“. Im Jahre 1530 wurde er in der Basilika San Petronio in Bologna, nicht wie üblich in Rom, als letzter römisch-deutscher König und nach Friedrich III. als zweiter und letzter Habsburger von einem Papst – Clemens VII. – zum Kaiser gekrönt.
Karl verfolgte den Reichsgedanken der Universalmonarchie, wonach dem Kaiser Vorrang vor allen Königen zukam. Er verstand sich als Friedenswahrer in Europa, Beschützer des Abendlandes vor der Expansion des Osmanischen Reiches unter Süleyman I. und als Verteidiger sowie Erneuerer der römisch-katholischen Kirche. Um seine hegemoniale Herrschaftsidee durchsetzen zu können, führte er gegen den französischen König Franz I. zahlreiche Kriege (Italienische Kriege). Dabei konnte sich Karl finanziell auf seine spanischen Besitzungen in Amerika (Vizekönigreich Neuspanien, Vizekönigreich Peru) stützen, jedoch sein angestrebtes Ziel einer dauerhaften Schwächung des zeitweise mit den Osmanen verbündeten Frankreich nicht erreichen.
Im Heiligen Römischen Reich war Karl V. vergeblich bestrebt, die Macht des Monarchen gegenüber den Reichsständen nachhaltig zu stärken. Wesentliche Ursache für sein Scheitern in diesem Bemühen war die ab 1517 einsetzende Reformation, die teilweise durch reichsständische Kräfte unterstützt wurde. Karls häufige kriegsbedingte Abwesenheit trug ein Übriges dazu bei, dass sich die Reformationsbewegung ausbreiten konnte. Die konfessionelle Spaltung des Reiches vor Augen, versuchte er ihr durch die Einberufung des Konzils von Trient (1545 bis 1563) entgegenzuwirken, was jedoch nicht zur Versöhnung der Religionsparteien führte, sondern nach Karls Tod zum Ausgangspunkt der katholischen Gegenreformation wurde. Nach dem Scheitern seiner Bemühungen um einen Ausgleich mit den Protestanten versuchte Karl im Zuge des gewonnenen Schmalkaldischen Krieges, den Reichsständen 1548 mit dem Augsburger Interim eine Lösung des Religionskonflikts zu diktieren. Durch den daraufhin ausbrechenden Fürstenaufstand und die damit verbundene französische Invasion war er gezwungen, eine Koexistenz der Konfessionen im Passauer Vertrag (1552) anzuerkennen, die dann schließlich im Augsburger Religionsfrieden (1555) reichsrechtlich reguliert wurde. Mit der 1532 verfassten Constitutio Criminalis Carolina erließ Karl V. das erste allgemeine Strafgesetzbuch im Heiligen Römischen Reich.
1556 trat Karl von seinen Herrscherämtern zurück und teilte seine Herrschaftsgebiete zwischen seinem ältesten Sohn Philipp II., der die spanischen und burgundischen Besitzungen erbte, und seinem jüngeren Bruder Ferdinand I. auf, der die österreichischen Erblande bereits 1521 erhalten hatte und dem aufgrund seiner Königswahl 1531 nun auch der Kaisertitel zufiel. Durch diese Teilung spaltete sich das Haus Habsburg in eine spanische (Casa de Austria) und eine österreichische Linie (Haus Habsburg-Österreich). Karl verstarb 1558 in seinem Palast neben dem Kloster von Yuste in Spanien.

## Leben

### Familie und Herkunft

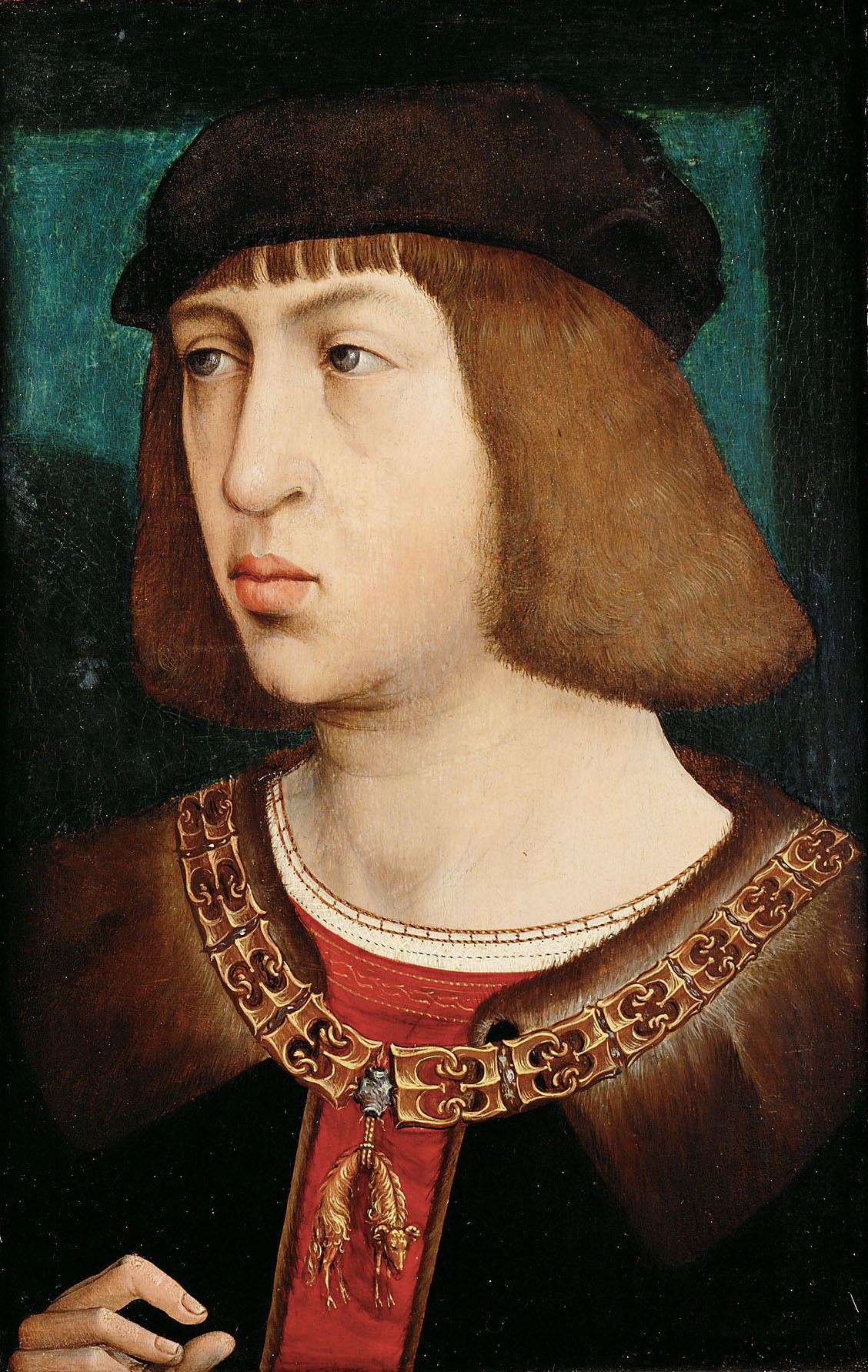
Philipp der Schöne (gemalt von Juan de Flandes)

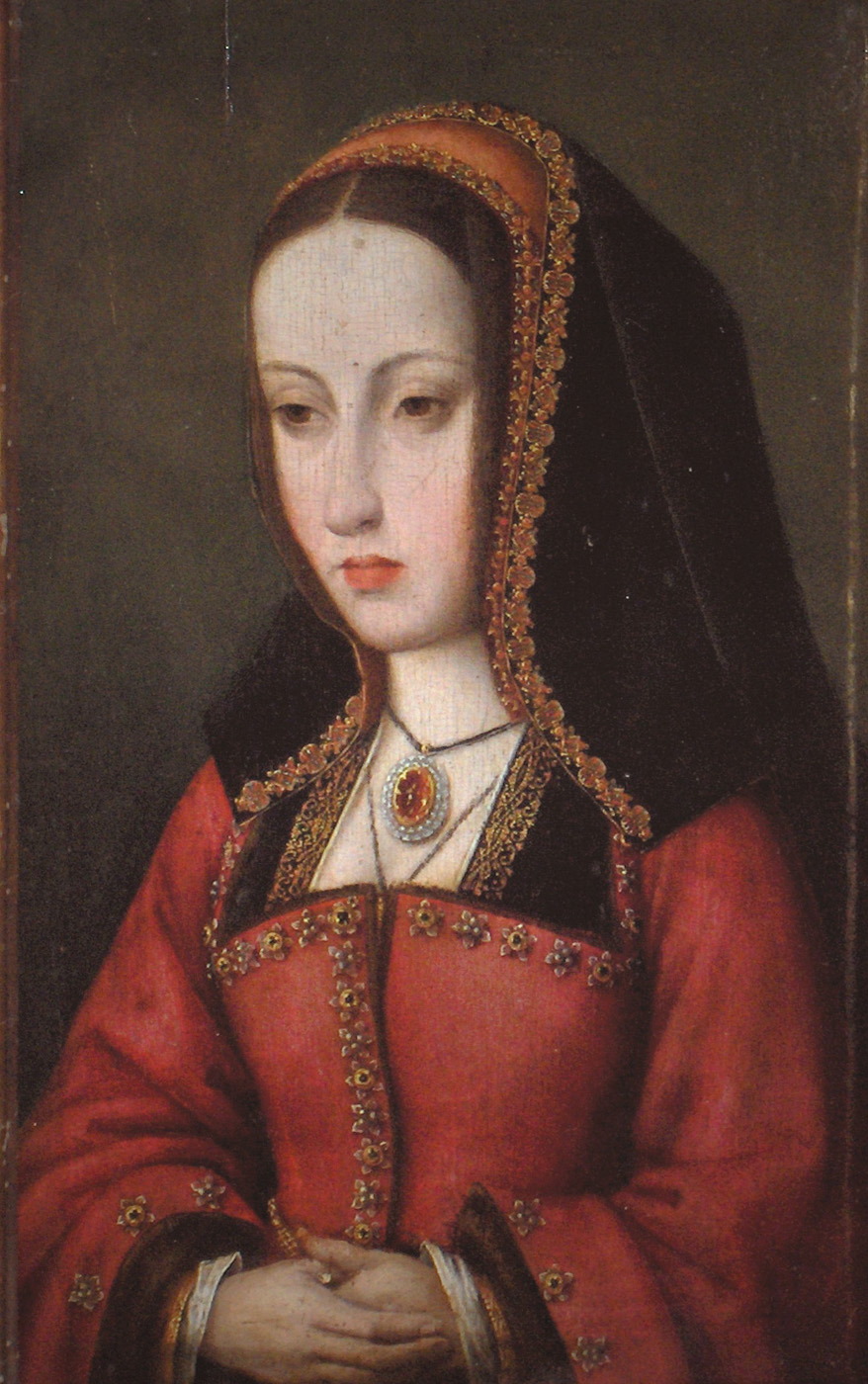
Johanna die Wahnsinnige, Juana I de Castilla (gemalt vom Meister der Josephsfolge)

Durch die Ehe Maximilians von Österreich mit Maria von Burgund begann 1477 der Aufstieg des Hauses Habsburg zur europäischen Großmacht. Als Erbin des Herzogtums Burgund war Maria die reichste Braut ihrer Zeit und erhoffte sich durch die Verbindung mit dem Kaiserhaus Unterstützung im Erbfolgekrieg gegen Frankreich. Maximilian wiederum versprach sich einen großen Machtgewinn für seine Dynastie. Letztlich begründete seine Heirat mit Maria den fast 300 Jahre währenden Habsburgisch-französischen Gegensatz. Aus der Ehe gingen zwei Kinder hervor: Philipp der Schöne und Margarete von Österreich. Maria starb bereits 1482 an den Folgen eines Reitunfalls.
Maximilian, ab 1486 als Maximilian I. römisch-deutscher König, war nun Vormund und Regent seines minderjährigen Sohnes in den burgundischen Territorien. Erst mit dem Vertrag von Senlis (1493) gelang es ihm, den Anspruch seiner Dynastie auf die Erbfolge in Burgund gegenüber Frankreich teilweise durchzusetzen und seinem Sohn die Regierung der Freigrafschaft Burgund zu übertragen.
Als Familienoberhaupt war Maximilian auf eine politisch möglichst vorteilhafte Heirat Philipps bedacht und arrangierte eine Verbindung nach Spanien. Dort herrschten die Katholischen Könige Ferdinand II. von Aragón und Isabella I. von Kastilien. Um das Bündnis zu festigen, arrangierten sie 1496/97 eine Doppelhochzeit zwischen Philipp und Johanna, der zweitältesten Tochter des Königspaares, sowie zwischen Margarete und dem spanischen Thronfolger Johann. Nach dem Tod ihrer älteren Geschwister (Johann 1497, Isabella 1498) und ihres Neffen (Miguel da Paz 1500) erkannten die verschiedenen Cortes der spanischen Herrschaftsbereiche Johanna und ihren Ehemann Philipp als Thronfolger der Königreiche Aragón und Kastilien an. In diesen Jahren traten bei Johanna erste Symptome einer Depression auf.
Philipp und Johanna hatten insgesamt sechs Kinder:
- Eleonore (* 15. November 1498; † 18. Februar 1558)
- Karl (* 24. Februar 1500; † 21. September 1558)
- Isabella (* 18. Juli 1501; † 19. Januar 1526)
- Ferdinand (* 10. März 1503; † 25. Juli 1564)
- Maria (* 17. September 1505; † 17. Oktober 1558)
- Katharina (* 14. Januar 1507; † 12. Februar 1578)

Während Karl, Eleonore, Isabella und Maria in den Niederlanden aufwuchsen, lebten Ferdinand und Katharina in Spanien.
Nach dem Tod ihrer Mutter Isabella I. folgte ihr Johanna 1504 als Königin Kastiliens. Philipp einigte sich im Vertrag von Villafáfila (1506) mit seinem Schwiegervater Ferdinand II. über die Ausübung der Regierungsgewalt. Kurz nach Vertragsabschluss verstarb Philipp am 25. September 1506 und stürzte Johanna in krankhaften Trübsinn, was ihr den Beinamen „die Wahnsinnige“ einbrachte. Ihr Vater übernahm die Regentschaft in Kastilien und verfügte im Jahr 1509 ihren dauernden Aufenthalt im Schloss von Tordesillas. Johanna verstarb am 12. April 1555 im Alter von 75 Jahren in völliger geistiger Umnachtung. Durch die Heiratspolitik seiner Großeltern vereinigte Karl die Erblinien vier eigenständiger Territorien in seiner Person:
- von Maximilian I.: das Erzherzogtum Österreich
- von Maria von Burgund: das Herzogtum Burgund, die burgundischen Niederlande
- von Ferdinand II.: die Länder der Krone von Aragonien einschließlich Neapel, Sizilien und Sardinien
- von Isabella I.: die Länder der Krone von Kastilien mit den nach der Entdeckung Amerikas eroberten Überseegebieten

### Jugend in den Niederlanden

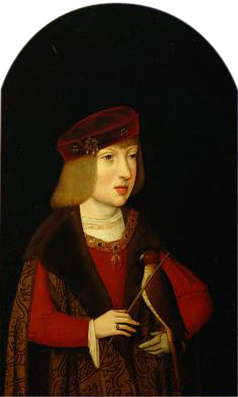
Kinderporträt des siebenjährigen Karl (Gemälde des Meisters von der Magdalenen-Legende um 1507)

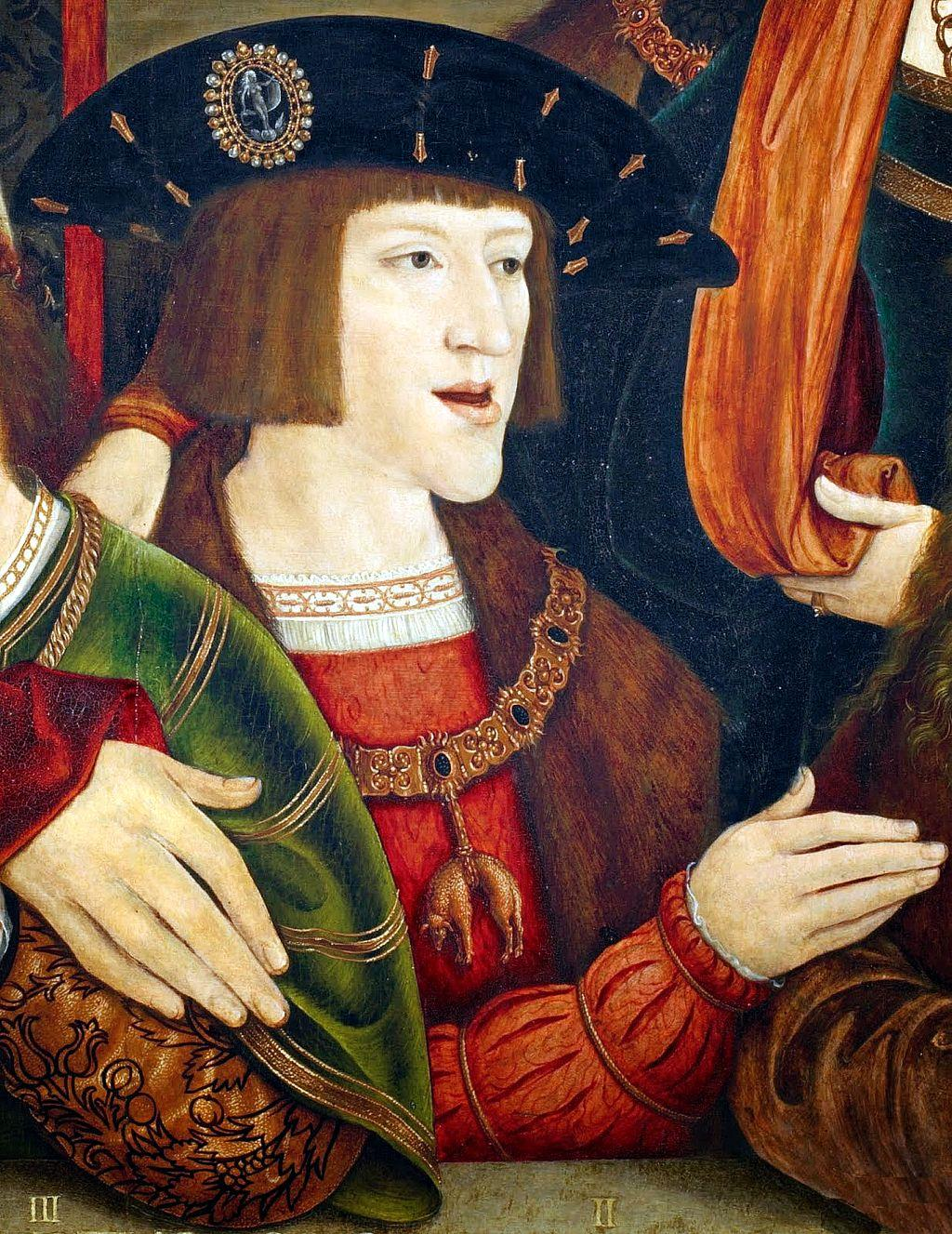
Karl als Jüngling (Ausschnitt aus einem Familiengemälde von Bernhard Strigel, ca. 1516)

Karl, Erzherzog von Österreich, wurde am 24. Februar 1500 im Prinzenhof, einer Residenz in der flandrischen Handelsstadt Gent, geboren. In Gedenken an seinen Urgroßvater väterlicherseits, den burgundischen Herzog Karl den Kühnen, wurde er am 7. März 1500 in der Genter St.-Bavo-Kathedrale durch den Bischof von Tournai auf den Namen Karl (Charles) getauft. Taufpaten waren Margarete von Österreich und Margareta von York sowie Charles I. de Croÿ, ein Berater seines Vaters. Bereits 1501 verlieh Philipp der Schöne seinem Sohn den Titel Graf von Luxemburg und ernannte ihn zum Ritter des Ordens vom Goldenen Vlies.
Karl wuchs faktisch elternlos auf. An der Seite seiner Schwestern Eleonore und Isabella verblieb Karl in den Niederlanden, während seine Eltern 1502 nach Spanien reisten, um als Thronfolger vereidigt zu werden. Kurz nach ihrer Rückkehr reisten sie, nach der Geburt von Karls Schwester Maria, endgültig nach Spanien. Als Philipp 1506 starb, bestimmte Maximilian (ab 1508 römisch-deutscher Kaiser) seine Tochter Margarete sowohl zur Regentin in Burgund als auch zur Pflegemutter des sechsjährigen Karl und seiner Schwestern. Seine Mutter traf Karl erst 1517 wieder. Mit allem Nachdruck erzog Margarete ihren Neffen zur Erbfolge und bereitete ihn sorgfältig auf die fürstlichen Aufgaben seines künftigen Lebens vor. Die politisch und geistig hochbegabte, aber auch kunstverständige Statthalterin erzog die ihr anvertrauten Kinder liebevoll. Sie ließ sie von niederländischen und spanischen Gelehrten unterrichten. An ihren von der flandrischen Kultur geprägten Höfen in Brüssel und Mechelen versammelte sie Künstler und Gelehrte, die diese zu Zentren des Renaissance-Humanismus werden ließ.
Neben der Tante kam dem Theologen Adrian von Utrecht, Rektor der Universität Löwen (der spätere Papst Hadrian VI.), eine wichtige Rolle in der Erziehung Karls zu; er legte den Grundstein zur Frömmigkeit und Glaubensgewissheit (devotio moderna), die das Wesen seines Zöglings zeitlebens kennzeichneten. 1509 ernannte Kaiser Maximilian den Adeligen Guillaume II. de Croÿ zum Großkämmerer und beauftragte ihn, Karl in das politische und höfische Leben einzuführen. Der Kaiser legte großen Wert auf die Vermittlung ritterlicher Tugenden; denn das Hofzeremoniell Burgunds, eines der reichsten Länder des ausgehenden Spätmittelalters, lebte noch in der Tradition der mittelalterlich-ritterlichen Kultur und war prägend für die höfische Gesellschaft der Zeit. De Croÿ weckte in seinem Schüler das Interesse an Politik, erzog ihn zu regelmäßiger Arbeit und Pflichterfüllung. Im Gegensatz zur anglophilen Margarete war de Croÿ darauf bedacht, Feindseligkeiten mit Frankreich zu vermeiden.
Bereits in seinen Jugendjahren zeigten sich bei Karl wesentliche Charaktereigenschaften, die sein Leben prägen sollten: Mit hoheitlicher Würde auftretend, umgab ihn die Aura der Einsamkeit und er wurde im Laufe seines Lebens immer unnahbarer. Unterstützt wurde diese Tendenz durch seine ausgeprägte Habsburger Unterlippe (Progenie), die ihm das Sprechen und Atmen erschwert haben soll und die Distanz zu seiner Umgebung verstärkte. Daneben besaß Karl eine große Willenskraft, mit der er seinen häufig kränklichen und schwächlichen Körper beherrschte. Sehr zur Freude seines kaiserlichen Großvaters bewies Karl im Reiten, Fechten, Schießen, Jagen und in Turnieren große Geschicklichkeit und Ausdauer.
Neben der französischen Sprache, der Sprache der flämischen Aristokratie, beherrschte Karl Latein und Niederländisch bzw. Belgisches Niederländisch, hatte geringe Sprachkenntnisse in Deutsch und musste Spanisch ab 1517 erst erlernen.

### Burgundisches und spanisches Erbe

Das Gemälde Karls um 1514/16 zeigt deutlich dessen Habsburger Unterlippe

Europäischer Herrschaftsbereich Karls V., nach seiner Wahl im Jahr 1519
Kastilien (weinrot)
Besitzungen Aragons (rot)
Burgundische Besitzungen (orange)
Österreichische Erblande (gelb)
weitere Gebiete des Heiligen Römischen Reiches (blassgelb), die außer den österreichischen und burgundischen Besitzungen zum Herrschaftsgebiet Karls gehörten

Aufgrund des Drucks des niederländischen Adels sowie anhaltender Spannungen zwischen Maximilian und Margarete, die dem Kaiser politisch zu selbstständig geworden war, erklärte dieser seinen Enkel vorzeitig mündig und beendete die Vormundschaft Margaretes. Die Großjährigkeit Karls, des Herzogs von Burgund, wurde am 15. Januar 1515 im Brüsseler Palast Coudenberg feierlich vor den Generalstaaten verkündet. Karl gründete seinen eigenen Hofstaat mit dem mittelalterlichen Zeremoniell Burgunds, während sich anderweitig schon Nationalstaaten neuzeitlichen Zuschnitts zu bilden begannen. Die Huldigungsfeierlichkeiten wurden begleitet von Turnieren, Jagden und prächtigen Banketten.
Im Folgejahr, am 23. Januar 1516, starb Karls Großvater mütterlicherseits, Ferdinand II. von Aragón. Dieser hatte in seinem Testament seine Tochter Johanna zu seiner Nachfolgerin in den Reichen der Krone von Aragonien und Karl zum Regenten bestimmt. Karl ließ sich aber, in unterschiedlich lautenden Aufrufen, zum König von Kastilien und von Aragonien zusammen mit seiner Mutter proklamieren. Der Erbanspruch des Hauses Habsburg wurde in Kastilien zwar anerkannt, jedoch wurde Karl gedrängt, die Huldigungen der spanischen Stände in Persona entgegenzunehmen. Trotz der Mahnungen des Kardinals Francisco Jiménez de Cisneros, Regent von Kastilien, sollten mehr als anderthalb Jahre vergehen, ehe Karl dem Begehren nachkam, sich in Spanien offiziell anerkennen zu lassen. Beraten durch Guillaume II. de Croÿ suchte Karl zunächst im Vertrag von Noyon (13. August 1516) eine Verständigung mit dem französischen König Franz I., um seine Position in Burgund während der zu erwartenden Abwesenheit abzusichern. Dieser Schritt entsprach der profranzösischen Haltung eines Teils des burgundischen Adels, zu der auch wichtige Berater Karls zählten. Erst nach der vertraglichen Absicherung seiner Herrschaft reiste Karl gemeinsam mit seiner Schwester Eleonore im September 1517 nach Spanien. Dort besuchten sie zunächst die kranke Mutter in Tordesillas, ehe Karl erstmals mit seinem Bruder Ferdinand zusammentraf. Zur Vermeidung von Rivalitäten verließ dieser bald darauf Spanien, überließ seinem älteren Bruder die Erbfolge und begab sich seinerseits in die Niederlande, um seine Ausbildung bei Erzherzogin Margarete abzuschließen.
Karl und sein flämischer Hofstaat wurden in Spanien als Fremde wahrgenommen, weshalb er dem einheimischen Adel Zugeständnisse machen musste – darunter die Zusicherung, kein Geld ins Ausland zu transferieren sowie keine Ämter und Pfründen an Ausländer zu vergeben. Auch wurde Karl, der sich eines Dolmetschers bediente, gebeten, Spanisch zu erlernen. Im Februar 1518 schließlich huldigten die kastilischen Cortes in Valladolid dem neuen König, Aragón und Katalonien folgten. Da Karl erstmals die Herrschaft in den Reichen der Krone von Kastilien und der Krone von Aragonien (d. h. der Katholischen Könige Spaniens), mitsamt den Nebenreichen wie Navarra, Neapel, Sizilien und Sardinien, in einer Person vereinigte, gilt er als der erste König von Spanien (als Carlos I). Zu seinem Herrschaftsbereich zählten auch die Besitzungen in Amerika sowie der pazifische Raum östlich der Molukken.

### Königswahl im Reich

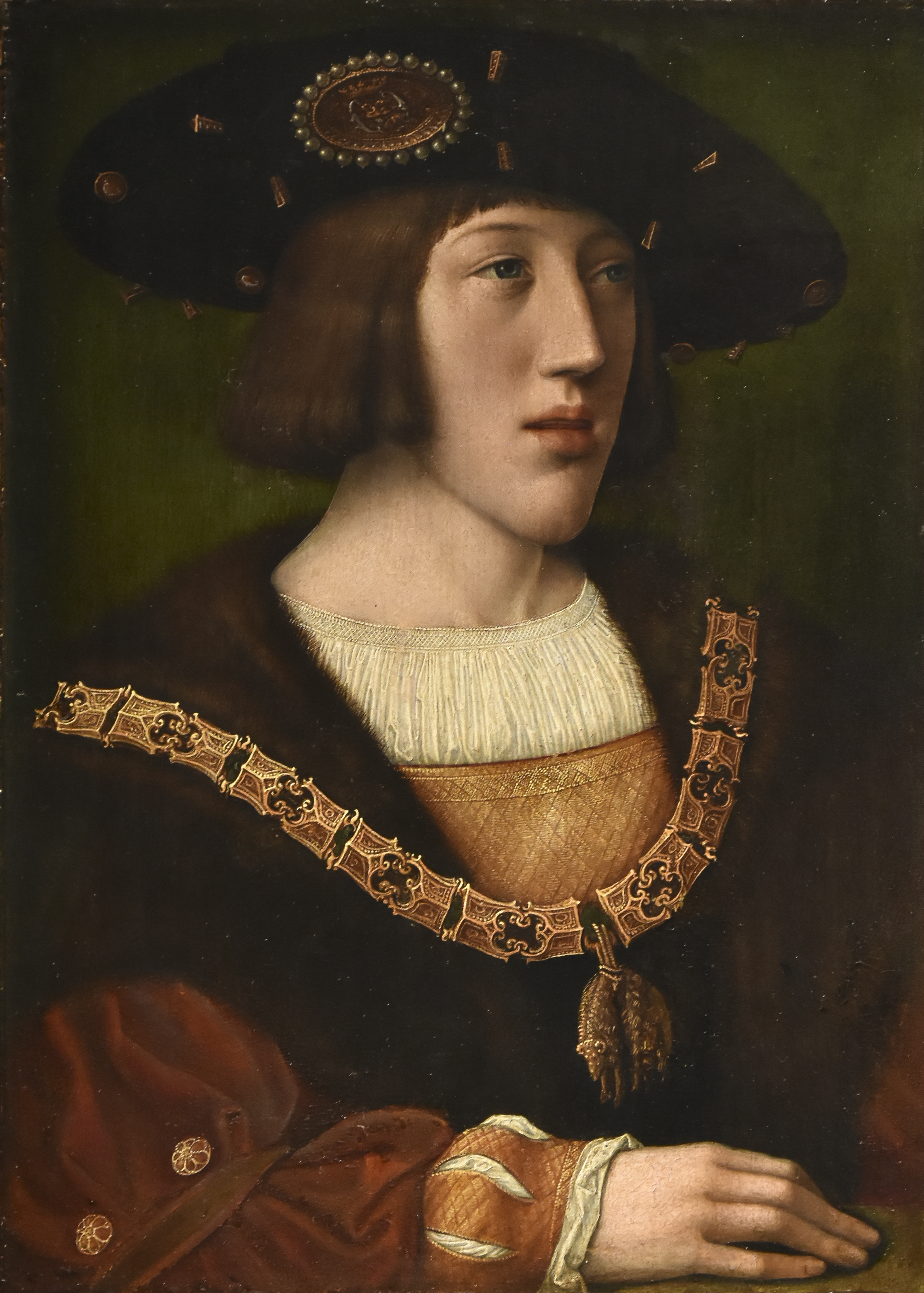
Der junge Karl um 1520 (Gemälde von Bernard van Orley)

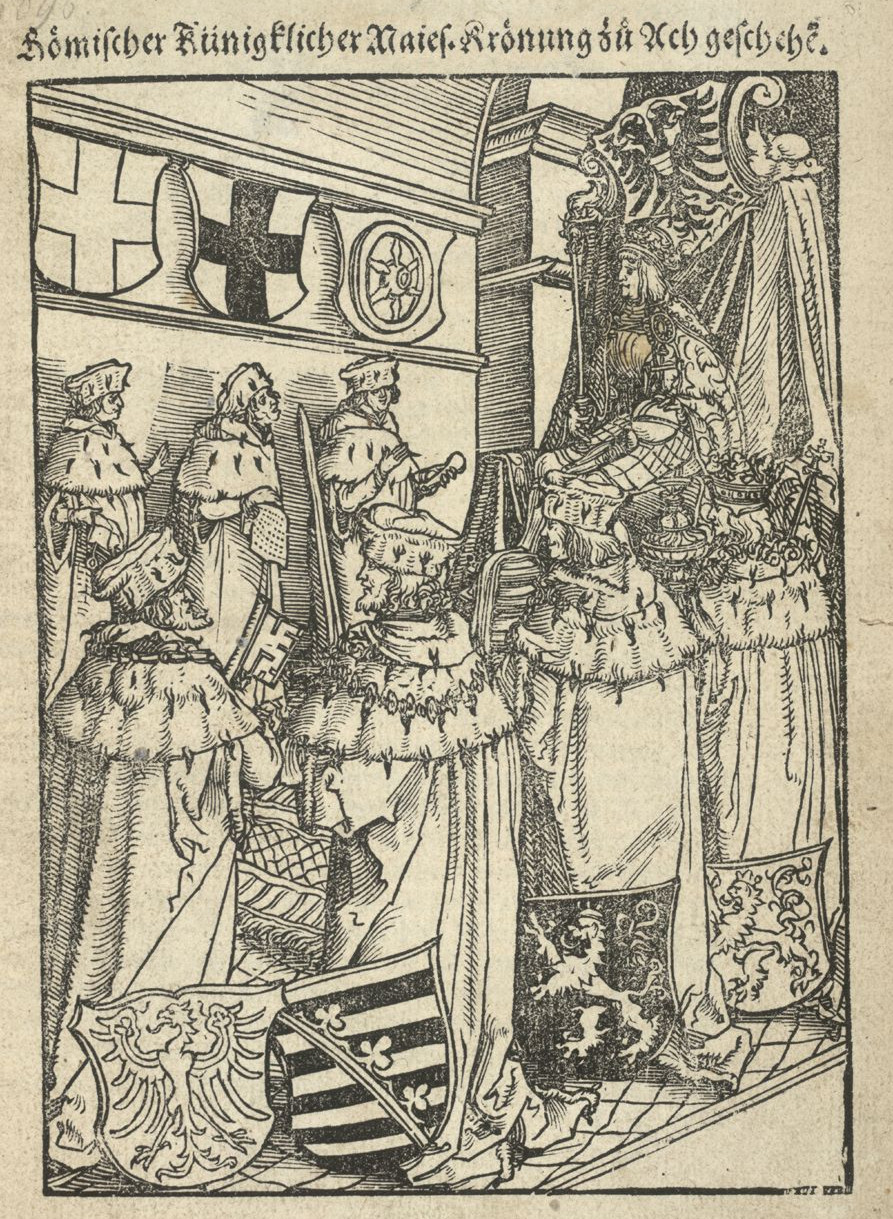
Krönung in Aachen (Holzschnitt, 1520)

Karl V. erbte von beiden Großelternpaaren vier politisch eigenständige Reiche:
- von Ferdinand dem Katholischen: Aragón und die italienischen Besitzungen (Sizilien, Neapel und Sardinien)
- von Isabella der Katholischen: Kastilien und die eroberten Überseegebiete
- von Maximilian I.: die österreichischen Erblande
- von Maria von Burgund: die burgundischen Länder, das sind die Freigrafschaft Burgund (heutige Franche-Comté) und die burgundischen Niederlande (im Wesentlichen das heutige Belgien, Luxemburg und die Niederlande).

Kaiser Maximilian verstarb im Januar 1519 und hinterließ seinem Enkel Karl, Herzog von Burgund und spanischer König, die Habsburgischen Erblande (Kerngebiet des heutigen Österreich) und einen umstrittenen Anspruch auf den römisch-deutschen Kaisertitel. Vor seinem Tod war es Maximilian nicht mehr gelungen, die Nachfolge im Reich im Sinne des Hauses Habsburg zu regeln. Um die Nachfolge als römisch-deutscher König und Kaiser bewarben sich neben Karl noch Franz I. von Frankreich und Heinrich VIII. von England, am Ende des Wahlkampfs brachte die Kurie überdies Kurfürst Friedrich von Sachsen ins Spiel, auch Karls Bruder Ferdinand wurde zeitweise als Kandidat in Erwägung gezogen. Indes war selbst Karls Bewerbung umstritten. Spanische Kreise befürchteten, dass durch die Wahl Karls die Iberische Halbinsel an den Rand von dessen Interesse geraten könnte. Vorangetrieben wurde die Bewerbung vor allem durch den seit 1518 amtierenden Großkanzler Mercurino Arborio di Gattinara, der Karl zum „deutschen“ Kandidaten stilisierte. Dies war keineswegs einfach, reichte doch nur die patrilineare Ahnenreihe Karls ins Reich zurück und er sprach zwar Niederländisch, aber noch kaum Deutsch. Immerhin konnte er als Habsburger sechs Vorgänger aus seiner Dynastie auf dem Thron der römisch-deutschen Könige vorweisen.
Die eigentliche Auseinandersetzung fand zwischen Karl und Franz I. statt, die in ihrer Intensität alle früheren und folgenden Wahlen dieser Art übertraf. Beide Kandidaten vertraten die Reichsidee einer „universellen Monarchie“, welche die nationalstaatliche Trennung Europas überwinden sollte. Ein dominanter Herrscher sollte den innereuropäischen Frieden sichern und das Abendland vor dem Expansionsstreben der muslimischen Osmanen („Türkengefahr“) schützen. Kritik daran übte beispielsweise der Humanist Erasmus von Rotterdam, aber die Idee eines einheitlichen Europas war durchaus wirkmächtig. Für Karl sprachen die Tradition der habsburgischen Kaiser, als deren natürlicher Erbe er betrachtet wurde, und die Bedeutung der Dynastie im Reich. Auf der anderen Seite war er durch seine außerdeutschen Besitzungen deutlich mächtiger als seine Vorgänger, und seine bisherigen Schwerpunkte lagen außerhalb des Reiches. Daher fürchteten die Reichsfürsten eine Übermacht des Monarchen über die Reichsstände, der französische König hingegen wurde nicht als Bedrohung empfunden. Franz I. hatte sich im Vorfeld der Wahl die Wahlstimmen des Kurfürsten und Erzbischofs von Trier sowie des Kurfürsten von der Pfalz gesichert und überdies 300.000 Gulden Wahlgeld geboten. Das Kurfürstenkollegium bestand aus drei geistlichen (den Erzbischöfen von Mainz, Köln und Trier) sowie vier weltlichen Fürsten (dem König von Böhmen, dem Herzog von Sachsen, dem Markgrafen von Brandenburg und dem Pfalzgrafen bei Rhein). Dies waren zu dieser Wahl die Erzbischöfe Albrecht von Brandenburg (Mainz), Hermann V. von Wied (Köln), Richard von Greiffenklau zu Vollrads (Trier) sowie die weltlichen Kurfürsten Ludwig II. (Böhmen und Ungarn), Friedrich III. (Sachsen), Joachim I. (Brandenburg) und Ludwig V. von der Pfalz. Dabei war die Ehefrau des Königs von Böhmen, Maria von Ungarn, eine Schwester des Kandidaten Karl; zwei der Wahlberechtigten, der Markgraf von Brandenburg und der Erzbischof von Mainz (gleichzeitig auch Reichserzkanzler), waren Brüder aus dem Hause Hohenzollern.
Der Kurfürst von Brandenburg, der ein Parteigänger des französischen Königs war, ließ notariell beglaubigen, dass er die Wahl „aus rechter Furcht tue und nicht aus rechtem Wissen“.
In dieser für Karl sehr schwierigen Situation entschied die Kapitalkraft des Kaufmanns Jakob Fugger die Wahl zugunsten des Habsburgers. Er transferierte die ungeheuerliche Summe von 851.918 Gulden an die sieben Kurfürsten, woraufhin Karl, der sich in Spanien aufhielt, in Abwesenheit am 28. Juni 1519 in Frankfurt am Main in St. Bartholomäus einstimmig zum römisch-deutschen König gewählt wurde. Danach sollte der Römische König eigentlich in Rom vom Papst zum Kaiser gekrönt werden; das Prozedere wurde aber aufgrund der politischen Situation in Italien geändert und die Krönung Karls V. wurde erst 1530 in Bologna von Papst Clemens VII. vollzogen. Von der Gesamtsumme brachte Jakob Fugger beinahe zwei Drittel, nämlich 543.585 Gulden selbst auf. Das restliche Drittel wurde von den Welsern (rund 143.000 Gulden) und von drei italienischen Bankiers (jeweils 55.000 Gulden) finanziert. Diese Wahlgelder werden des Öfteren als Bestechung verstanden. Doch der Interessenausgleich zwischen neuem König und Kurfürsten war auch bei früheren und späteren römisch-deutschen Königswahlen nicht ungewöhnlich. Bemerkenswert war lediglich die Höhe des Betrags von 1519, der aus der Unsicherheit über den Wahlausgang resultierte, sowie der Ausgleich in Geld statt in Land, Titeln oder Rechten. Zwischen den Kurfürsten und Karls Gesandten wurde eine Wahlkapitulation ausgehandelt – eine neue Erscheinung bei einer Königswahl. Der Inhalt hatte fast den Charakter eines Reichsgrundgesetzes, wie sie etwa die Goldene Bulle darstellte. Darin kam Karl den Reichsständen in verschiedenen Punkten bis hin zur Regierung des Reiches und der äußeren Politik entgegen. Zugesagt wurde etwa die Einrichtung eines Reichsregiments, ebenso wurden alle Regalien, Privilegien und Reichspfandschaften der Reichsfürsten bestätigt. Die Furcht vor einer Fremdherrschaft kam in Bestimmungen zum Ausdruck, dass in wichtige Reichsämter nur Deutsche eingesetzt werden sollten und fremdes Kriegsvolk nicht auf Boden des Reiches stationiert werden durfte. Auch sollten die Geldforderungen der Kurie begrenzt und die großen Handelsgesellschaften abgeschafft werden.
Karl wurde am 23. Oktober 1520 im Aachener Dom durch den Kölner Erzbischof Hermann V. von Wied gekrönt und nannte sich anschließend „König der Römer, erwählter römischer Kaiser, immer Augustus“. Papst Leo X. willigte am 26. Oktober 1520 in das Führen dieses Titels ein. Fortan trug Karl den Titel:
Wir, Karl der Fünfte, von Gottes Gnaden erwählter Römischer Kaiser, immer Augustus, zu allen Zeiten Mehrer des Reiches, in Germanien, zu Kastilien, Aragón, León, beider Sizilien, Jerusalem, Ungarn, Dalmatien, Kroatien, Navarra, Granada, Toledo, Valencia, Galicien, Mallorca, Sevilla, Sardinien, Córdoba, Korsika, Murcia, Jaén, Algarve, Algeciras, Gibraltar, der Kanarischen und Indianischen Inseln und des Festlandes, des Ozeanischen Meers &c. König, Erzherzog zu Österreich, Herzog zu Burgund, zu Lothringen, zu Brabant, zu Steyr, zu Kärnten, zu Krain, zu Limburg, zu Luxemburg, zu Geldern, zu Kalabrien, zu Athen, zu Neopatria und zu Württemberg &c. Graf zu Habsburg, zu Flandern, zu Tirol, zu Görz, zu Barcelona, zu Artois und zu Burgund &c. Pfalzgraf zu Hennegau, zu Holland, zu Seeland, zu Pfirt, zu Kyburg, zu Namur, zu Roussillon, zu Cerdagne und zu Zutphen &c. Landgraf im Elsass, Markgraf zu Burgau, zu Oristan, zu Goziani und des Heiligen Römischen Reiches, Fürst zu Schwaben, zu Katalonien, zu Asturien &c. Herr zu Friesland und der Windischen Mark, zu Pordenone, zu Biscaya, zu Molin, zu Salins, zu Tripolis und zu Mecheln &c.
Plus Ultra (lat. für „immer weiter“) erklärte er zu seinem Wahlspruch.
Karl V., der über ein Reich gebot, „in dem die Sonne nie unterging“, stand nun tief in der Schuld der Fugger. 1521 beliefen sich seine Schulden bei Jakob Fugger auf 600.000 Gulden. Der Kaiser tilgte 415.000 Gulden dadurch, dass er die Fugger durch die Tiroler Silber- und Kupferproduktion entschädigte. Als auf dem Reichstag in Nürnberg 1523 die Reichsstände eine Begrenzung des Handelskapitals und der Beschränkung der Zahl der Niederlassungen von Firmen diskutierten und über die Ulrich von Hutten mit den Worten klagte: „Suchten nicht bisher die Fugger auf jede erlaubte und unerlaubte Weise alle übrigen Kaufleute vom Handel mit indischen Erzeugnissen auszuschließen, (...) um den Deutschen ihr Geld und Silber abzunehmen?“, erinnerte Jakob Fugger seinen Kaiser an die seinerzeit gewährte Wahlbeihilfe: „Es ist auch wissentlich und liegt am Tage, dass Eure Kaiserliche Majestät die römische Krone ohne mein Zutun nicht hätte erlangen können, …“ Mit der gleichzeitig erhobenen Forderung nach sofortiger Begleichung der offenen Verbindlichkeiten erreichte Jakob von Kaiser Karl, dass die Überlegungen zur Monopolbeschränkung nicht weiterverfolgt wurden. 1525 erhielt Jakob Fugger außerdem die dreijährige Pacht der Quecksilber- und Zinnoberminen im kastilischen Almadén zugesprochen. Bis 1645 blieben die Fugger im spanischen Bergbaugeschäft.

### Herrschaftsorganisation und Selbstverständnis

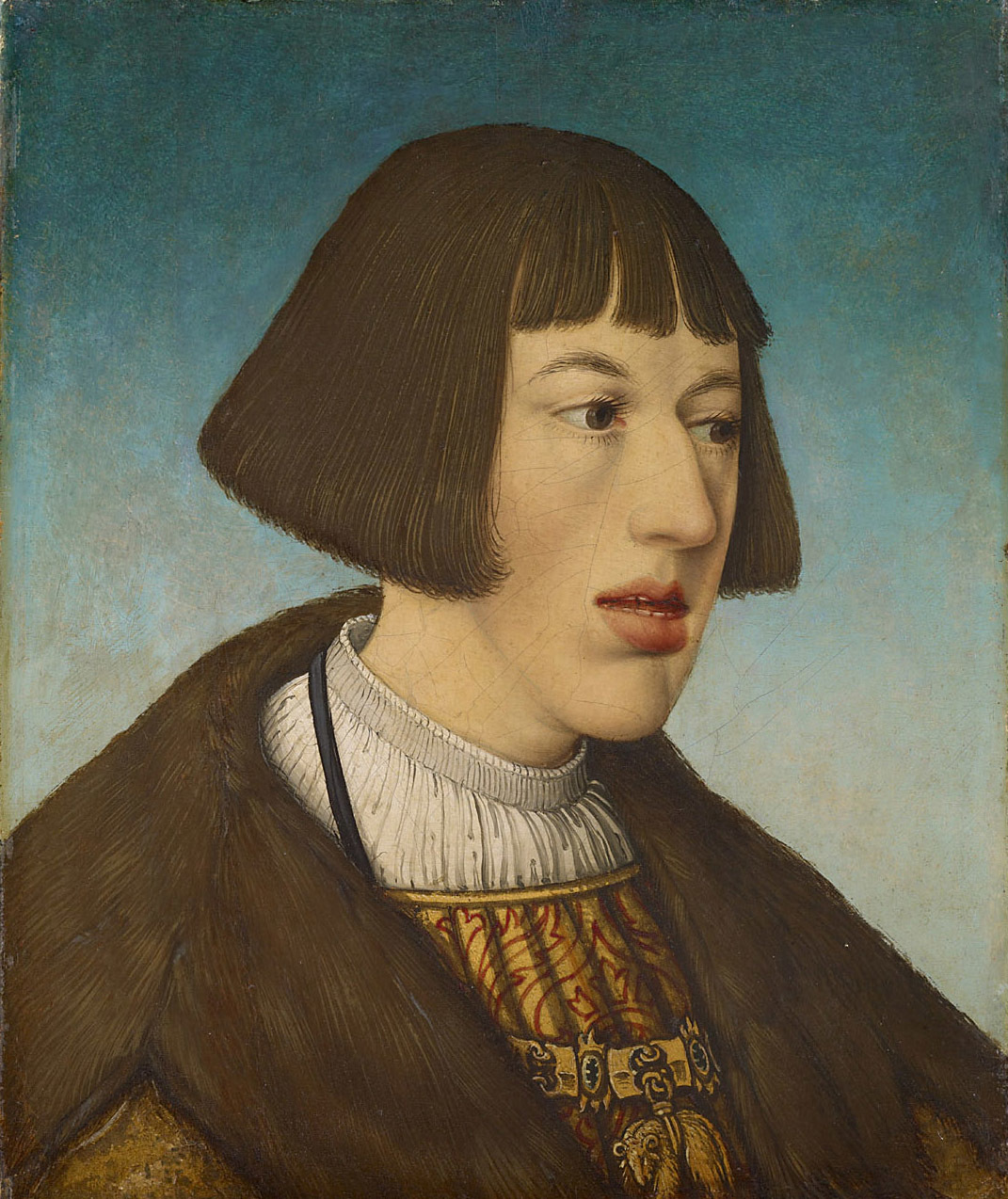
Karls jüngerer Bruder Ferdinand, Stellvertreter im Reich (Hans Maler zu Schwaz)

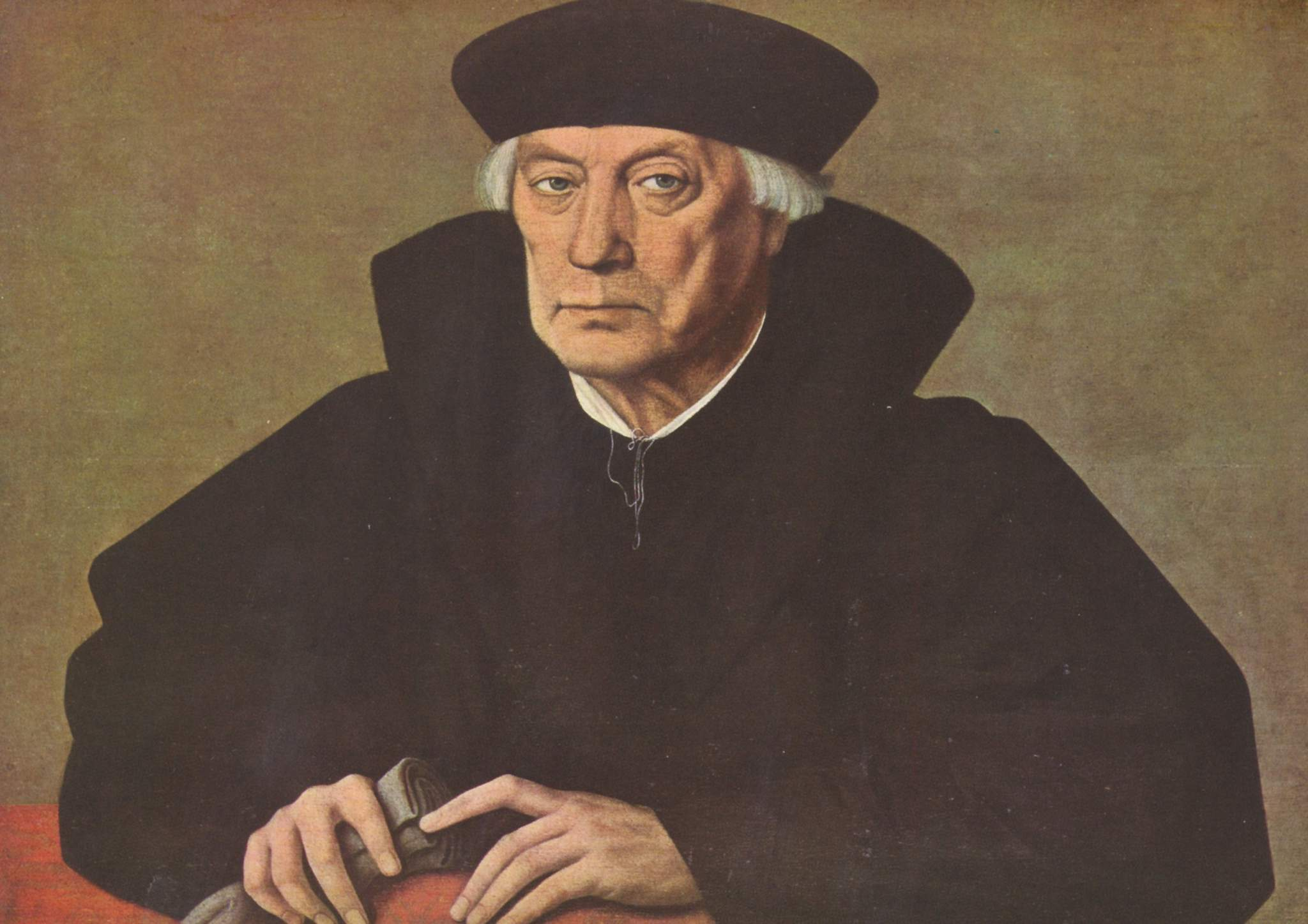
Mercurino Gattinara, Gemälde von Jan Cornelisz Vermeyen (um 1530)

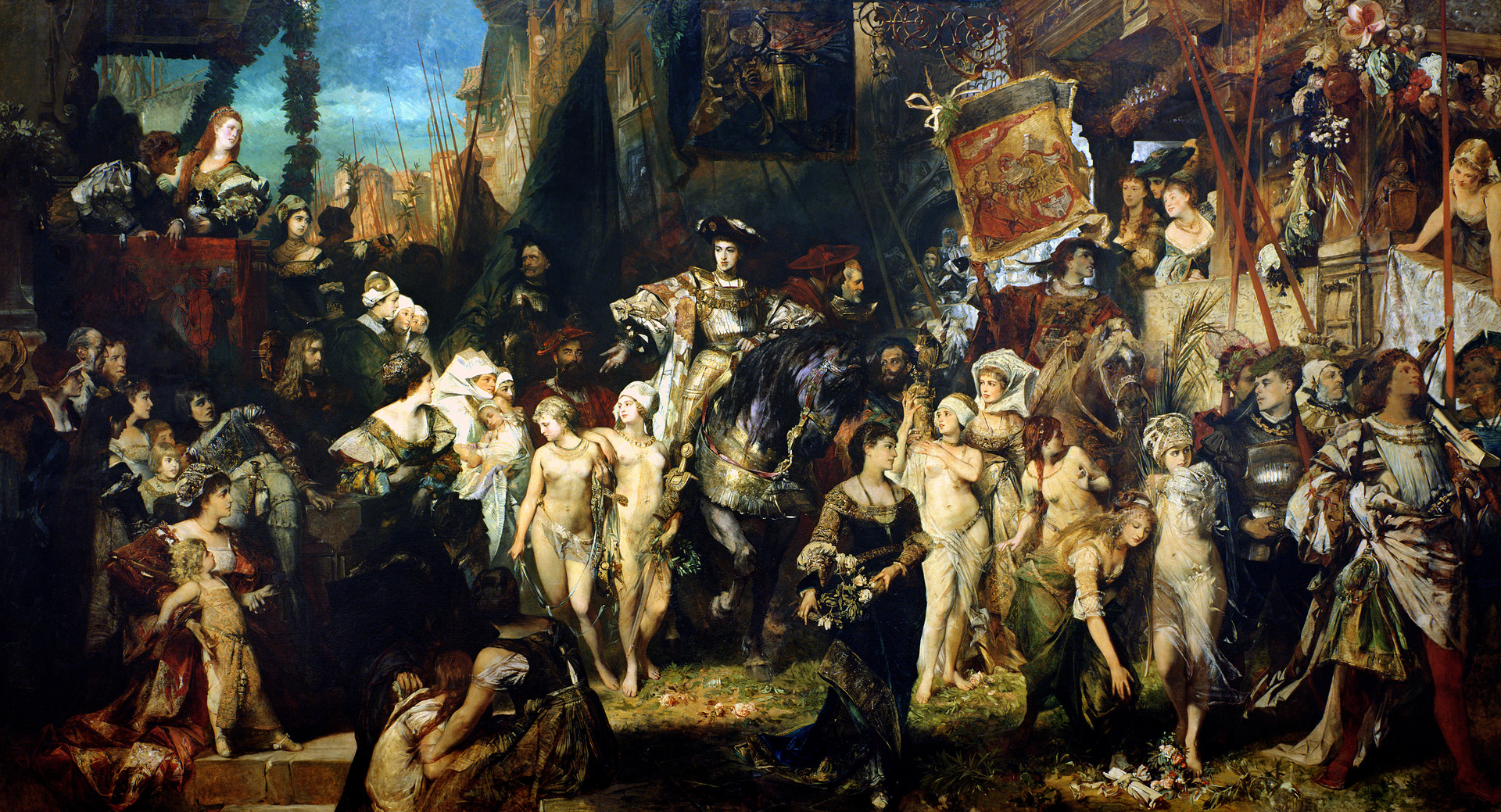
Einzug Karls V. in Antwerpen im Jahr 1520, Historiengemälde von Hans Makart

Die Nachricht von seiner Königswahl erreichte Karl in der Nähe von Barcelona. Hier verweilte der vor der Pest geflohene Karl in einem Kloster im 20 Kilometer entfernten Molino del Rey. Um das Verhältnis zu den im Wettbewerb um das Kaisertum unterlegenen Herrschern zu normalisieren, reiste er 1520 von Spanien über England, wo er am 26. Mai in Dover Heinrich VIII. traf, und die Niederlande ins Reich zu seiner Krönung. Der unterlegene französische König Franz I. versuchte daraufhin, ein Bündnis Karls und Heinrichs zu verhindern, indem er Heinrich im Juni 1520 bei einem über 2-wöchigen Treffen, dem Camp du Drap d’Or bei Calais, umschmeichelte. Im Reich verbanden sich mit Karls Herrschaftsantritt große Hoffnungen. Martin Luther schrieb: „Gott hat uns ein junges, edles Blut zum Haupt gegeben und damit viel Herzen zu großer guter Hoffnung erweckt.“
Zum Aufbau von Institutionen, die den gesamten Herrschaftskomplex umfassten, ist es nie gekommen. Die einzelnen Herrschaftsgebiete (Territorialisierung) wurden allein durch die Person des Kaisers zusammengehalten, dessen zentrale Aufgabe es war, die verschiedenen Bestandteile („Casas“) zusammenzuführen. Seine Herrschaft übte Karl weniger durch den Versuch einer Zentralisation als durch Koordination aus. Von Bedeutung waren persönliche und auch Klientelbeziehungen, der Hof und die Dynastie, weshalb der Hofstaat Karls V. zu den komplexesten seiner Zeit gehörte. Insbesondere die anfängliche Vorherrschaft der Burgunder löste bei den spanischen Eliten, die neben den Burgundern besonderes Gewicht genossen, Unmut aus. Der Kaiser übertrug das burgundische Hofzeremoniell, welches kirchlich-sakral aufgeladen wurde, nach Spanien – dieses wurde später als spanisches Hofzeremoniell bekannt. Obwohl der Hof zu bestimmten Anlässen seine Pracht entfaltete, war diese unter Karl deutlich schwächer ausgeprägt als bei früheren burgundischen Herrschern. Kaiser Karl war der letzte Kaiser ohne eine feste Residenz oder Hauptstadt. Der zwischen 1000 und 2000 Personen umfassende, multinationale Hofstaat zog zwischen den einzelnen Territorien umher, weshalb insbesondere die Reichsstädte unter den damit verbundenen Belastungen stark zu leiden hatten. Im Deutschen Reich waren die spanischen Hofangehörigen ausgesprochen unbeliebt.
Auf Reichsebene installierte Karl zeitweise führende Berater oder „Minister“, zu den bedeutendsten zählen Guillaume II. de Croÿ und der piemontesische Jurist Mercurino Arborio di Gattinara. In militärischen Fragen vertraute Karl zunächst Charles de Lannoy, der bereits seinem Großvater als Heerführer gedient hatte. Welche Rolle Karl selbst in der Frühzeit seiner Herrschaft spielte, ist nicht völlig geklärt. Nicolas Perrenot de Granvelle und dessen Sohn Antoine Perrenot de Granvelle hatten später deutlich geringeren Einfluss. Um 1530 verfügte Karl eine Zweiteilung der Aufgabengebiete: Francisco de los Cobos y Molina war zuständig für die spanischen Gebiete, die überseeischen Besitzungen in Amerika sowie Italien, daneben bestand ein burgundisches Staatssekretariat für die burgundischen Besitzungen unter Granvelle, welchem das Amt des Reichsvizekanzlers untergeordnet war. Der Mainzer Erzbischof als Reichserzkanzler gab seine Kompetenzen weitgehend an Gattinara ab. In den letzten Jahren der Herrschaft Karls wurde so etwas wie ein für das gesamte Reich zuständiges Kabinett geschaffen, das sich aber als wenig effektiv erwies.
Zur Sicherung der Macht in seinem weit gespannten, heterogenen Herrschaftsbereich setzte Karl Familienangehörige als Regenten und Statthalter in den spanischen Ländern, in den Niederlanden, in den Erblanden und auch im Reich ein. Nach den Bestimmungen des Wormser Vertrags (1521) und des Vertrags von Brüssel (1522) wurde sein jüngerer Bruder Ferdinand mit der Regentschaft über die österreichischen Erblande sowie des Herzogtums Württemberg betraut, die letzten Reste landesherrlicher Rechte im Reich trat Karl 1525 an Ferdinand ab. Im Bedarfsfall vertrat Ferdinand den Kaiser in Reichsangelegenheiten, der Kontakt wurde schriftlich aufrechterhalten. Zehntausende von Briefen zeugen von der Intensität dieser Kommunikation, und Karl blieb auch bei Abwesenheit über die Ereignisse informiert und konnte entsprechende Anweisungen erlassen. Diese Art der Herrschaftsausübung wurde allerdings durch die Entfernung erheblich erschwert, zumal Ferdinand zunächst kaum eigener Handlungsspielraum zugebilligt wurde.
Im Kaisertum sah Karl V. die universale Ordnungsmacht in Europa oberhalb der Einzelstaaten. Zu seinen Aufgaben gehörten die Abwehr der Ungläubigen und die Sicherung des Friedens innerhalb des Abendlandes. Hinzu kamen der Schutz, aber auch die Reform der Kirche. Der Großkanzler Mercurino Gattinara mit seiner Vorstellung des Kaisers als dominus mundi, d. h. als Weltmonarch, hat Karls Selbstverständnis stark geprägt.

### Überseeische Besitzungen

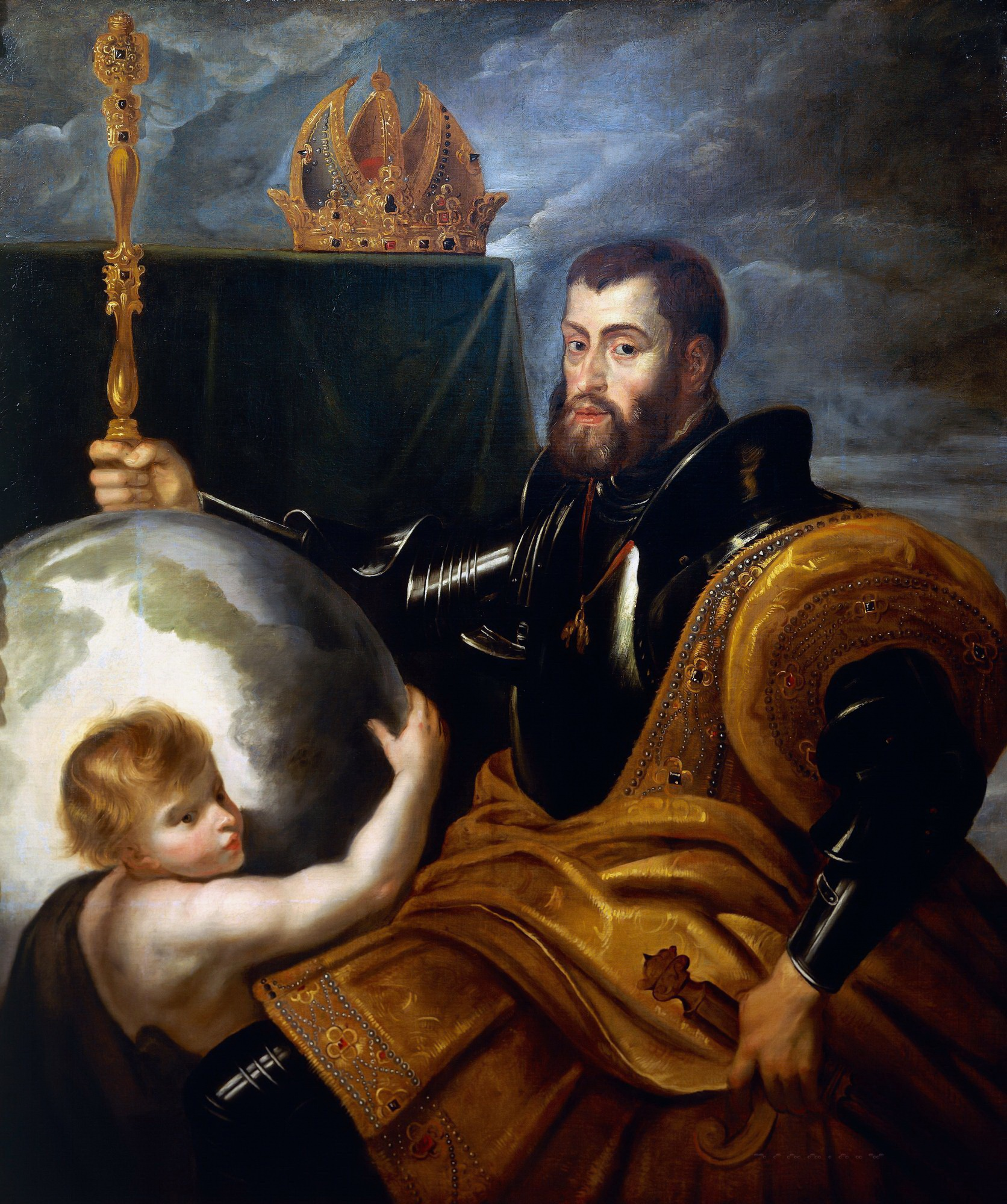
„Allegorie auf Kaiser Karl V. als Weltenherrscher“ (Gemälde von Peter Paul Rubens, um 1604). Der Spruch: „In meinem Reich geht die Sonne niemals unter“ wird Karl V. zugesprochen.

Zur Finanzierung der weitgespannten Machtpolitik sowie der Armee und der Flotte, wofür die Kosten vor allem in den 1530er Jahren stark anstiegen, war Karl V. nicht zuletzt auf die spanischen Einkünfte angewiesen. In der mittleren Phase seiner Herrschaftszeit bezog Karl aus den spanischen Besitzungen pro Jahr immerhin eine Million Dukaten. Der Leiter der spanischen Angelegenheiten Francisco de los Cobos y Molina baute eine wirkungsvolle Bürokratie auf, um die Gelder einzutreiben. Bald jedoch reichten diese nicht mehr aus. Die Gold- und Silberlieferungen der Konquistadoren aus den neu eroberten Ländern auf dem amerikanischen Kontinent gewannen an Bedeutung. Nach der Erschließung der Silberminen von Potosí erreichten in den Jahren zwischen 1541 und 1560 480 Tonnen Silber und 67 Tonnen Gold Spanien. Ein Fünftel der Einnahmen (quinto real) aus Amerika stand der Krone zu, weshalb die Kriegszüge Karls V. ohne die Goldsendungen Hernán Cortés’ aus Neu-Spanien und Francisco Pizarros aus Peru nicht durchführbar gewesen wären. In Spanien wurde damit begonnen, die Verwaltung und Ausbeutung der neuen Vizekönigreiche zu organisieren. Sevilla wurde 1525 zum Monopolhafen für den Verkehr mit Amerika, mit dem Indienrat wurde die zentrale Behörde der Kolonien ebenfalls dort angesiedelt. Im Jahr 1535 wurde das Vizekönigreich Neuspanien und 1542 das Vizekönigreich Peru ausgerufen. Das gewonnene Edelmetall diente als Basis für Anleihen. Trotz der hohen Einnahmen reichten die Einkünfte aber nicht aus, um die Ausgaben für Karls Machtpolitik zu decken. Zeitweise wurden die amerikanischen Besitzungen an die Gläubiger verpfändet. So kam etwa 1527 das heutige Venezuela als Klein-Venedig an das Handelshaus der Welser, die dieses Gebiet bis 1547 ausbeuteten. Insgesamt hat die Politik der Anleihen die Verschuldung insbesondere Spaniens stark beschleunigt.
Wenn auch die Eroberungen nicht zentral gelenkt wurden, förderte Karl doch die Expansionspolitik und beteiligte sich an der Finanzierung der Weltumsegelung Ferdinand Magellans und Juan Sebastián Elcanos. Durch die neuen Besitzungen in Amerika und auf den nach seinem Sohn und Thronfolger Philipp benannten Philippinen (die allerdings erst nach Karls Tod formal spanisch wurden) im Pazifik regierte Karl V. über ein Reich, von dem er selber gesagt haben soll, dass in ihm „die Sonne niemals unterging“. Gerechtfertigt waren die Eroberungen in Übersee nach Meinung des Kaisers durch die Bekehrung der Heiden zum Christentum. Auch unter Einfluss von Bartolomé de las Casas versuchte Karl durch verschiedene Verordnungen und Gesetze der Versklavung der Indianer entgegenzuwirken. In den 1540er Jahren wurde sogar eine Befreiung aller Indios befohlen. Letztlich scheiterten diese Versuche jedoch an den Gegebenheiten in den amerikanischen Vizekönigreichen und an dem Goldbedürfnis Karls.
Karl nutzte die riesigen Einnahmen aus den Kolonien weitgehend zur Finanzierung der Kosten seiner europäischen Feldzüge. Aber die Mönche der Dominikaner und Franziskaner stellten zunehmend die moralische Frage nach der Behandlung der eingeborenen Indios, die 1542 durch die „Leyes Nuevas“ („Neue Gesetze“) neu geregelt wurden. Insbesondere katholische Juristen und scholastische Philosophen stellten sich philosophische Fragen darüber, ob die hispanische Monarchie das moralische Recht hatte, Indien legal zu erobern. Seit dem Jahr 1542 entwickelte sich in der Regierung aufgrund der spanischen Kolonisierung in Amerika eine moralische Krise, während die Krone von Kastilien von den ständigen Anschuldigungen über Missbräuche überwältigt wurde, die sie erhielt, insbesondere durch die Eroberungen in Peru und diejenigen die im Neuen Königreich Granada stattfanden, was den Menschen aller Stände Kummer bereiten würde, selbst wenn sie Prälaten oder Ritter des spanischen Adels wären. So wurde Karl I., beeinflusst von den Überlegungen von Francisco de Vitoria und der Schule von Salamanca, und unter dem Druck von Missionaren wie Bartolomé de las Casas bewogen, sicherzustellen, dass ihre Macht über jeden Zweifel erhaben war. Daher wurde befohlen, alle Militärunternehmen in den überseeischen Gebieten zu stoppen, bis ein Gremium kluger Männer über die gerechteste Art und Weise entschieden hatte, sie durchzuführen, und ernsthaft über die vollständige oder teilweise Aufgabe der Neuen Welt nachdachte, bis die imperialen Zweifel darüber ausgeräumt waren, wie um in Zukunft die Möglichkeit missbräuchlicher Entdeckungen, überwältigender Eroberungen und räuberischer Kolonisierungen zu vermeiden, die auf der unterdrückerischen Ausbeutung einheimischer Arbeitskräfte beruhten. Am 3. Juli 1549 befahl Karl I. dem Indienrat, alle Eroberungen zu stoppen, bis sicher war, dass Spanien im Einklang mit der moralischen Linie handelte, weshalb das Eindringen in den amerikanischen Kontinent bis 1556 ausgesetzt wurde.
Schließlich kam es 1550–1551 zu dem berühmten Disput in Valladolid, wo sich Las Casas als Verteidiger der Rechte der Indios und Sepúlveda gegenüberstanden, aus der Vorstellungen über die Menschenrechte der Indianer nach dem thomistischen Naturrecht hervorgingen, wobei die hispanische Monarchie sowohl in der Theorie als auch in der Praxis ein Vorreiter bei der Annäherung an Respekt war für die Besiegten. Theologen und Juristen aus allen Teilen des Reiches kamen in die Hauptstadt und präsentierten sich mit den besten Seelen Spaniens, wie Domingo de Soto, Bartolomé de Carranza, Melchor Cano und auch Pedro de la Gasca (Perus erster Friedensstifter danach Bürgerkriege zwischen den Eroberern Perus) zusammen mit den Rechtsberatern des Indischen Rates. Das Gericht stimmte nach langen Debatten unentschieden, so dass es kein offizielles Urteil gab, aber mehrere verbindliche Berichte, in denen sichergestellt werden sollte, dass die Behandlung der Eingeborenen korrekt war. Es war das erste Mal, dass Könige und Theologen davon ausgingen, dass Menschen allein aufgrund der Tatsache, dass sie Menschen sind, Grundrechte besitzen (Ius gentium), Rechte des ewigen Gesetzes, die Vorrang vor jedem in den Verträgen niedergelegten positiven Gesetz haben. Noch nie hat sich ein europäisches Volk so tiefgehend gefragt, wo seine eigenen Rechte enden, die Rechte des Siegers, und wo die Rechte anderer, die der Besiegten, beginnen. Noch nie hatte sich die Macht der Moralphilosophie so unterworfen.
Schließlich gab Spanien Indien nicht auf, was größtenteils auf den Aussprüchen von Vitoria beruhte: „Nachdem dort viele Barbaren konvertiert waren, wäre es für den Prinzen weder bequem noch rechtmäßig, die Verwaltung dieser Provinzen aufzugeben.“ Daher war die spanische Herrschaft beibehalten, wie Sepúlveda behauptete, aber es wurde anerkannt, dass die Indianer Menschen mit eigenen Rechten waren, die De las Casas zusammen mit der päpstlichen Bulle Sublimis Deus in den Neuen Gesetzen verankerte. Da nicht mehr von Eroberung, sondern von Befriedung die Rede war, wurde die Urbanisierung mit konkreten Anweisungen zur Vermeidung von Schaden für die Indianer wieder aufgenommen. Die Regelungen zum künftigen Vorgehen im Hinblick auf Entdeckungen und Kolonisationen waren folgende:

„- In den Entdeckungen: Sie würden mit einer Lizenz der Audiencia hergestellt werden und mindestens einen von ihr benannten Ordensmann tragen. Auf diesen Reisen war es verboten, den Eingeborenen die Waren zu stehlen und sie gewaltsam an sich zu nehmen, außer einigen von ihnen, die als Dolmetscher mitfahren wollten. Kein Vizekönig oder Gouverneur würde auf eigene Faust neue Entdeckungsreisen unternehmen. Weder auf dem Seeweg noch auf dem Landweg.
- In den Kolonisationen: Parzellen wären vom ersten Leben an verboten; Indische Sklaven würden befreit (es war in Zukunft verboten, sie zu Sklaven zu machen); eine Überprüfung der repartimientos de indios (an die Audiencias) würde angeordnet werden, damit diejenigen, die einige Spanier im Überschuss hatten, an die Krone übergingen; Alle Indianer, die Privatpersonen ohne rechtmäßigen Titel besaßen, würden an die Krone übertragen; es wäre verboten, die Eingeborenen zu belasten (es sei denn, es wäre unentschuldbar); Auf Steuern und Dienstleistungen würden moderate Sätze erhoben. Zölle und Tribute würden an den Orten, an denen die Indianer heftiger Ausbeutung ausgesetzt waren (auf den Antillen), vollständig abgeschafft.“

Ein Großteil der Arbeit in Spanisch-Amerika ließ Karl von Sklaven erledigen, die aus Afrika herbeigeschafft wurden. Von 1518 stellte er sogenannte Asientos de Negros aus, Verträge mit Sklavenhändlern, die sich gegen eine Gebühr und Kopfsteuern verpflichteten, eine bestimmte Zahl versklavter Menschen über den Atlantik zu transportieren. An diesem lukrativen Geschäft beteiligten sich zunächst Niederländer wie Laurent de Gorrevod, der den ersten Asiento erhielt (und ihn gleich weiterverkaufte), aber auch Italiener und Portugiesen.

### Reichstag von Worms 1521

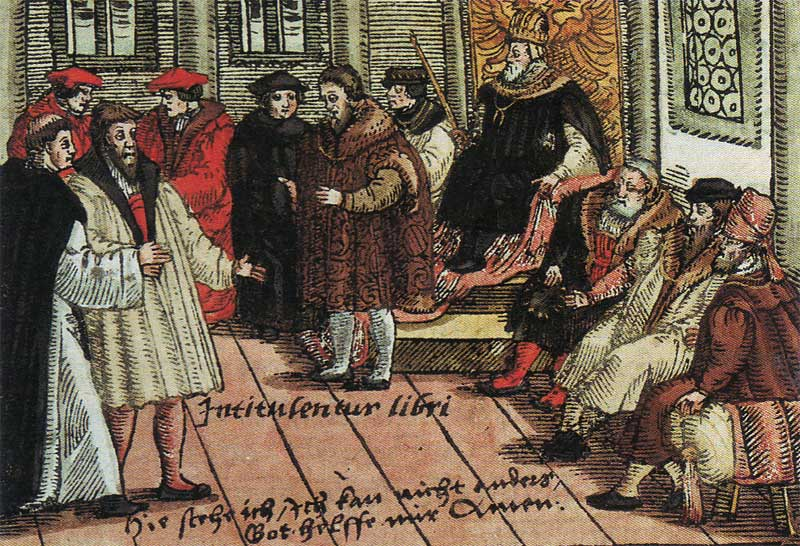
Martin Luther auf dem Reichstag in Worms (kolorierter Holzschnitt, 1557)

Die Situation im Reich war bei Karls Machtantritt schwierig. Unter den Bauern und ärmeren Stadtbewohnern machte sich Unruhe breit. Auch die Reichsritterschaft war unruhig. Insbesondere begann die Reformationsbewegung um Martin Luther an Bedeutung zu gewinnen. Karl V. folgte in der Sache Luther zunächst seinen Beratern aus dem Umfeld des Humanismus und sagte Ende November 1520 ein Schiedsgerichtsverfahren zu. Luther wurde 1521 vom Papst exkommuniziert. Zu der in solchen Fällen üblichen Vollstreckung der Reichsacht kam es nicht, da Luther unter dem Schutz des Kurfürsten Friedrich des Weisen stand. Dieser forderte ohne Berücksichtigung des römischen Ketzerprozesses eine Klärung des Falles auf reichsrechtlicher Basis. Damit wurde das bisherige Verhältnis von Reich und Kirche in Frage gestellt. Zur Klärung der Frage war der Reichstag das geeignete Forum. Karl ließ sich auf einen Kompromiss ein und lud Luther nach Worms ein, damit dieser dort seine Lehren widerrufen sollte. Würde Luther standhaft bleiben, drohte Karl mit der Vollstreckung der Acht. Zwischen Kaiser und Papst Leo X. wurde die Causa Luther für politische Zwecke genutzt. Sie diente als Druckmittel des Kaisers, um eine Annäherung an die Kurie zu erreichen.
Der erste Reichstag zur Zeit Karls V. fand in Worms im Jahr 1521 statt. Dabei standen Fragen der Reichsreform und der Umgang mit der von Martin Luther ausgehenden reformatorischen Bewegung im Mittelpunkt. Was die Fragen der Reichsverfassung anging, ging es zunächst im Konflikt zwischen Kaiser und Reichsständen um die Regierungsgewalt. Diese Frage war unter Maximilian I. nicht eindeutig geklärt worden, und die Stände verlangten erneut, durch Einsetzung eines Reichsregiments an der Regierung beteiligt zu werden. Dies hatte Karl auch in seiner Wahlkapitulation zugesichert. Karl bestand aber darauf, dass das Reichsregiment nur bei Abwesenheit des Kaisers wirksam werden sollte. In der am 26. Mai 1521 beschlossenen Regimentsordnung konnte er sich damit weitgehend durchsetzen. Außerdem wurde mit seinem Bruder Ferdinand als Statthalter und Leiter des Reichsregiments der kaiserliche Einfluss auch bei dessen Abwesenheit weitgehend gesichert. Aber letztlich handelte es sich bei der Entscheidung nur um einen Kompromiss zwischen dem ständischen und dem monarchischen Prinzip. Ein Konflikt zwischen Kaiser und Reichsständen war daher nicht auszuschließen. Weitere Fragen, die es zu klären galt, betrafen das Reichskammergericht und die Ordnung des Landfriedens. Im Hinblick auf das in eine Krise geratene Reichskammergericht konnte ein tragfähiger Kompromiss zwischen dem Kaiser und den Reichsständen erzielt werden, der dazu beitrug, dass das Gericht an Ansehen und Bedeutung gewann. Auch mit Blick auf den Landfrieden wurde die Exekution der Urteile des Gerichts den Reichskreisen übertragen. Damit wurde den Reichskreisen eine den einzelnen Reichsständen übergeordnete Kompetenz übertragen. Ebenso geregelt wurden die Reichsfinanzen, die auf eine tragfähige Basis gestellt wurden. Als Finanzierungsmittel einigte man sich schließlich auf das System von Matrikularbeiträgen. Im Grundzug galt diese Regelung bis zum Ende des Reiches.
Bekannt geworden ist der Reichstag zu Worms durch die Lutherfrage. Welche Haltung der Kaiser zu Luthers Positionen vor dem Reichstag hatte, ist nicht ganz eindeutig. Persönlich scheint er ein durchaus differenziertes Verhältnis zu den reformatorischen Thesen gehabt zu haben. Allerdings hielt er Luther nach dem Urteil des römischen Ketzerprozesses für überführt. Außerhalb des Reiches ließ er die Schriften verbieten und gegen Luthers Anhänger vorgehen.
Im Vorfeld des Reichstages hatte es von Seiten des Kaiserhofs Verhandlungen sowohl mit Kursachsen wie auch mit der Kurie in Rom gegeben. Eine feste Linie scheinen Karl V. und seine Berater zunächst nicht gehabt zu haben. Allerdings wollte der Kaiser eine Mitbestimmung der Reichsstände in der Frage der Verhängung der Reichsacht verhindern. Dies gelang ihm nicht. Karl V. sah sich gezwungen, Luther freies Geleit nach Worms zuzusichern. Am 17. April fand in Anwesenheit des Kaisers ein erstes Verhör Luthers statt. In einem weiteren Verhör am nächsten Tag verweigerte Luther den Widerruf seiner Schriften, solange niemand sie auf Basis der Bibel widerlegt hätte. Nach der Abreise Luthers gab Karl V. am 19. April eine Erklärung ab, in der er sich zur tausendjährigen christlichen Tradition, zur Treue gegenüber Rom und zum Schutz der römischen Kirche bekannte. Auf den Inhalt der Lehre Luthers ging er nicht ein. Nach einiger Vorbereitungszeit erließ Karl V. am 8. Mai das Wormser Edikt, das die Reichsacht über Luther verhängte und seine Schriften verbot. Allerdings konnte er damit die reformatorische Bewegung nicht mehr aufhalten, zumal Luther von Friedrich dem Weisen auf der Wartburg in Sicherheit gebracht wurde. In Geheimverhandlungen zwischen Friedrich und dem kaiserlichen Hof kam es zu der Einigung, dass Sachsen das Edikt nicht offiziell zugestellt wurde. Der Hintergrund für die kaiserliche Zurückhaltung waren die Auseinandersetzungen mit Frankreich. Insgesamt spielte das Reich zu dieser Zeit für Karl nur eine Nebenrolle. Ein wirkliches Verständnis für das Reich und seine Probleme fand Karl auf dem Reichstag nicht.

### Herrschaftssicherung in Spanien, Hochzeit

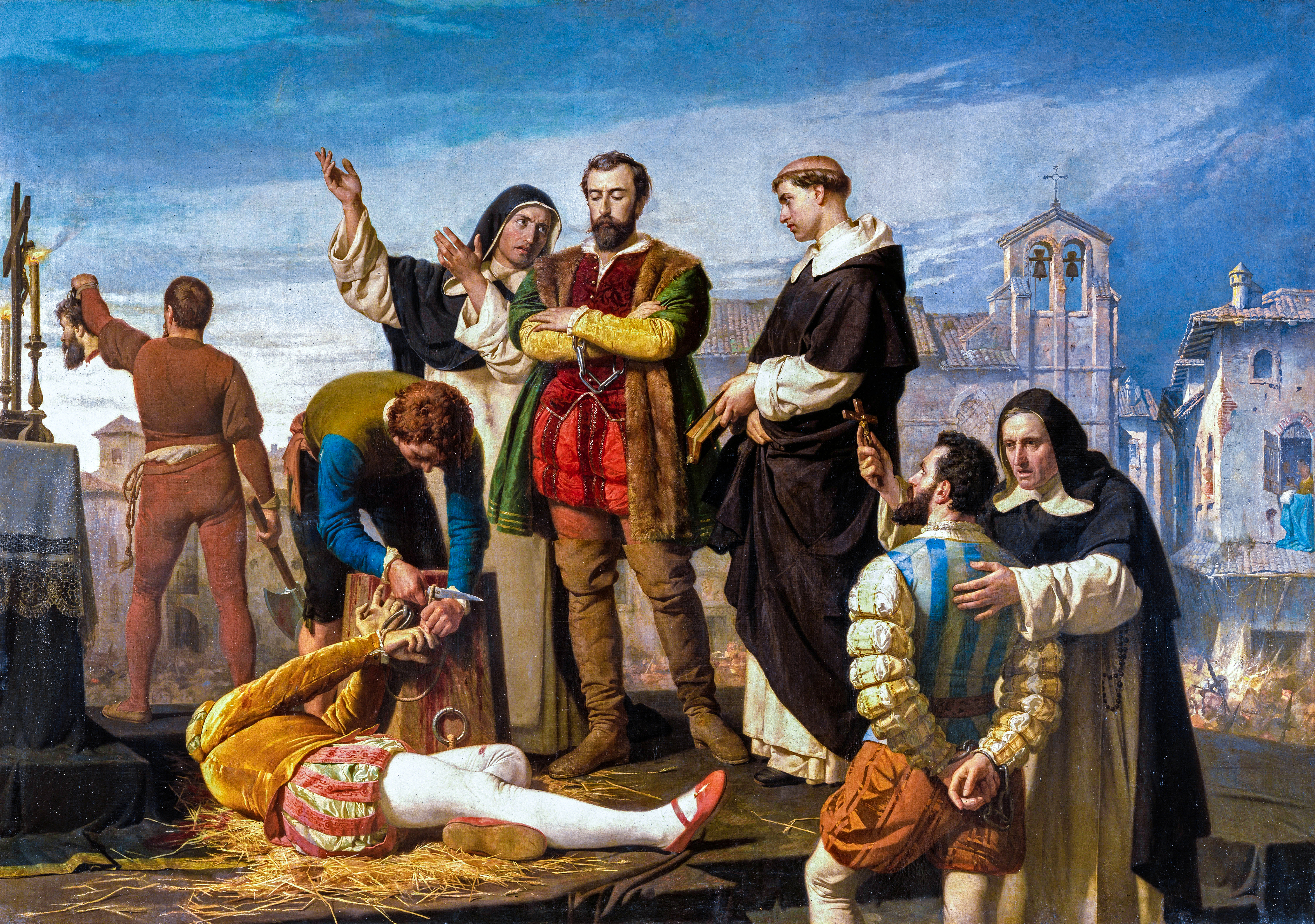
Hinrichtung der Comuneros (Ölgemälde von Antonio Gisbert, 1880)

Während seiner Abwesenheit in Spanien hatte Karl seinen früheren Lehrer Adrian von Utrecht mit der Regentschaft in Kastilien beauftragt. Gegen diese als Fremdherrschaft empfundene Regentschaft entwickelte sich 1519 die Aufstandsbewegung der Comuneros, die vor allem vom Bürgertum der kastilischen Städte, insbesondere Toledos, getragen wurde. Die Comuneros fanden Unterstützung bei Teilen des Klerus und des Adels. Ihr Ziel war es, die königliche Macht zu Gunsten der Cortes zu beschränken. Gleichzeitig kam es im Königreich Valencia zu einer sozialrevolutionären Bewegung, die unter dem Namen Germanía bekannt wurde, eine Zusammenarbeit der Bewegungen in den verschiedenen spanischen Territorien erfolgte nicht. Besorgt über die antifeudale Haltung der Aufständischen in Valencia stellte sich ein Großteil des Adels auf die Seite Karls, und die Aufständischen unter Juan de Padilla wurden 1521 bei Villalar besiegt. Zur Klärung der Verhältnisse reiste Karl V. im Winter 1521/22 persönlich nach Spanien, und obwohl er betonte, Milde walten zu lassen, sah er in dem Aufstand ein Vergehen gegen die göttliche Ordnung. Es kam zu mehreren Todesurteilen und dem Einziehen von Vermögen. Unter den Hingerichteten war auch der Bischof von Zamora, was Karl die Exkommunikation fürchten ließ. Auch wenn einige Zeit später die päpstliche Absolution eintraf, haben die Hinrichtungen Karl bis zu seinem Tod stark beschäftigt. Im Laufe seiner Herrschaft gelang es Karl, den politischen Einfluss des Hochadels zu begrenzen, ohne seine sonstigen Privilegien anzutasten, und sicherte sich damit dessen Gefolgschaft. Die Spanische Inquisition, die in erster Linie gegen zum Christentum konvertierte Juden und Muslime und ihre Nachkommen vorging, blieb auch unter Karl V. in Funktion. In Hinblick auf die Notwendigkeit des Kampfes gegen Ketzer und der Verteidigung des Katholizismus waren sich Karl und die führenden Kräfte in den spanischen Gebieten einig. Nach der Sicherung der Macht zu Gunsten der Krone wurde Spanien zu einer zentralen Machtbasis des Kaisers.

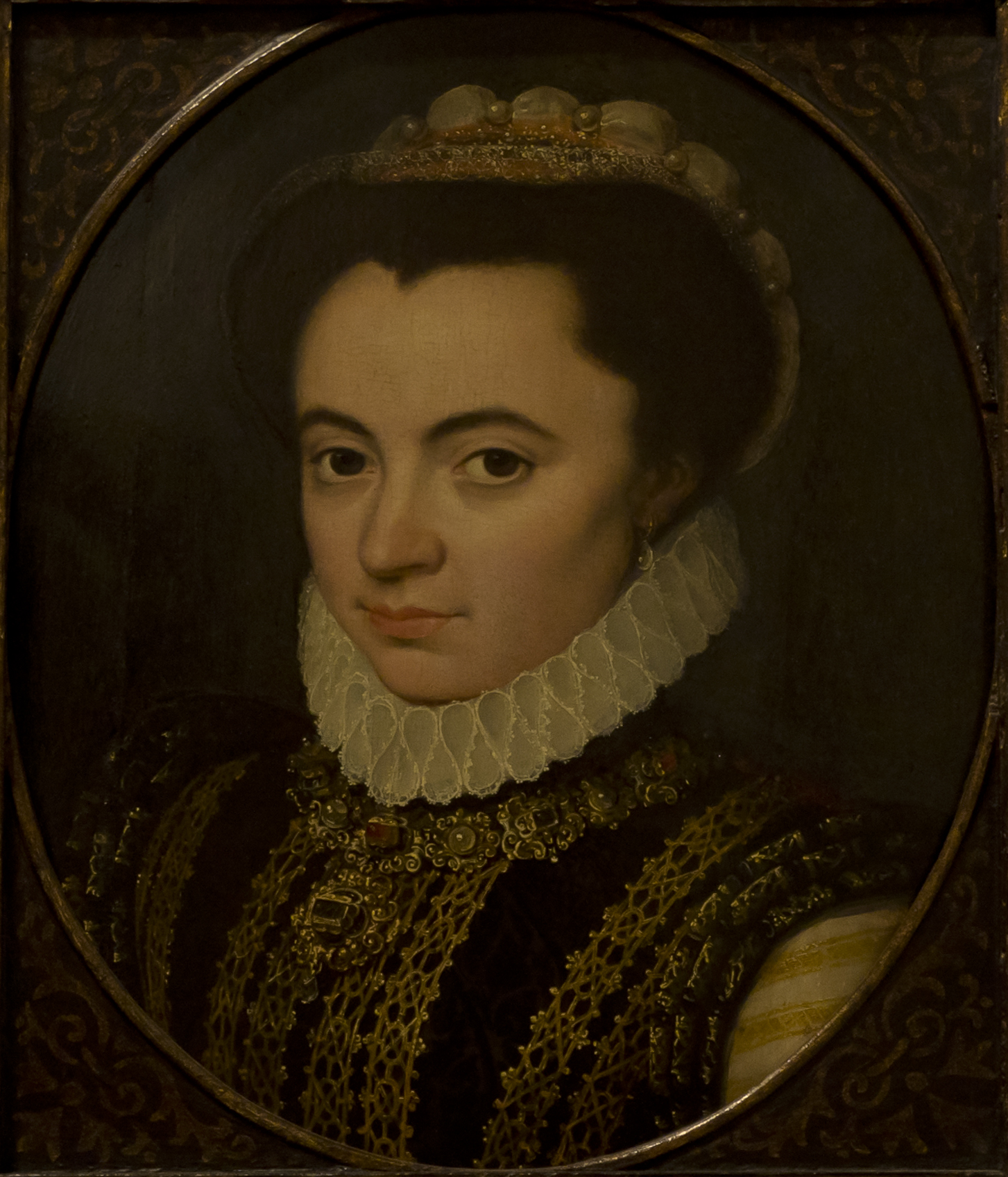
Isabella von Portugal

Karl war seit 1522 mit Mary Tudor, der Tochter des englischen Königs Heinrich VIII., verlobt. Auch wegen finanzieller Vorteile entschloss er sich aber zur Heirat mit Isabella von Portugal, der Tochter des portugiesischen Königs Manuel I. Die Hochzeit fand am 10. März 1526 im prächtigen Alcázar von Sevilla statt. Weil Isabellas Mutter Maria zugleich eine Tante Karls V. war und somit die kaiserlichen Ehepartner Vetter und Cousine ersten Grades waren, benötigten sie für die Ehe eine Dispens, die Papst Clemens VII. auch erteilte. Das Volk umjubelte die grazile Portugiesin, die sich in reinstem Kastilisch für die unendlichen Ovationen bedankte und so sofort das Herz der Massen für sich gewann. Obwohl die Heirat des Herrscherpaars rein politisch motiviert gewesen war, verliebten sich die Eheleute rasch ineinander und führten eine äußerst glückliche Ehe, was auch für die Nachwelt in Form zahlreicher Briefe zwischen den beiden nachgewiesen ist. Karl V. brachte seiner Gattin stets eine weit über das übliche Maß hinausgehende höfische Verehrung entgegen.
Im Sommer 1526 zog das jungvermählte Paar von Sevilla nach Granada um und logierte dort bis Jahresende in der Alhambra. Der Kaiser wurde deshalb sogar von Mitgliedern des spanischen Staatsrates gerügt, seine Flitterwochen nicht zu lange auszudehnen.

## Europäische Machtpolitik

### Krieg bis zum Frieden von Madrid (1520–1526)

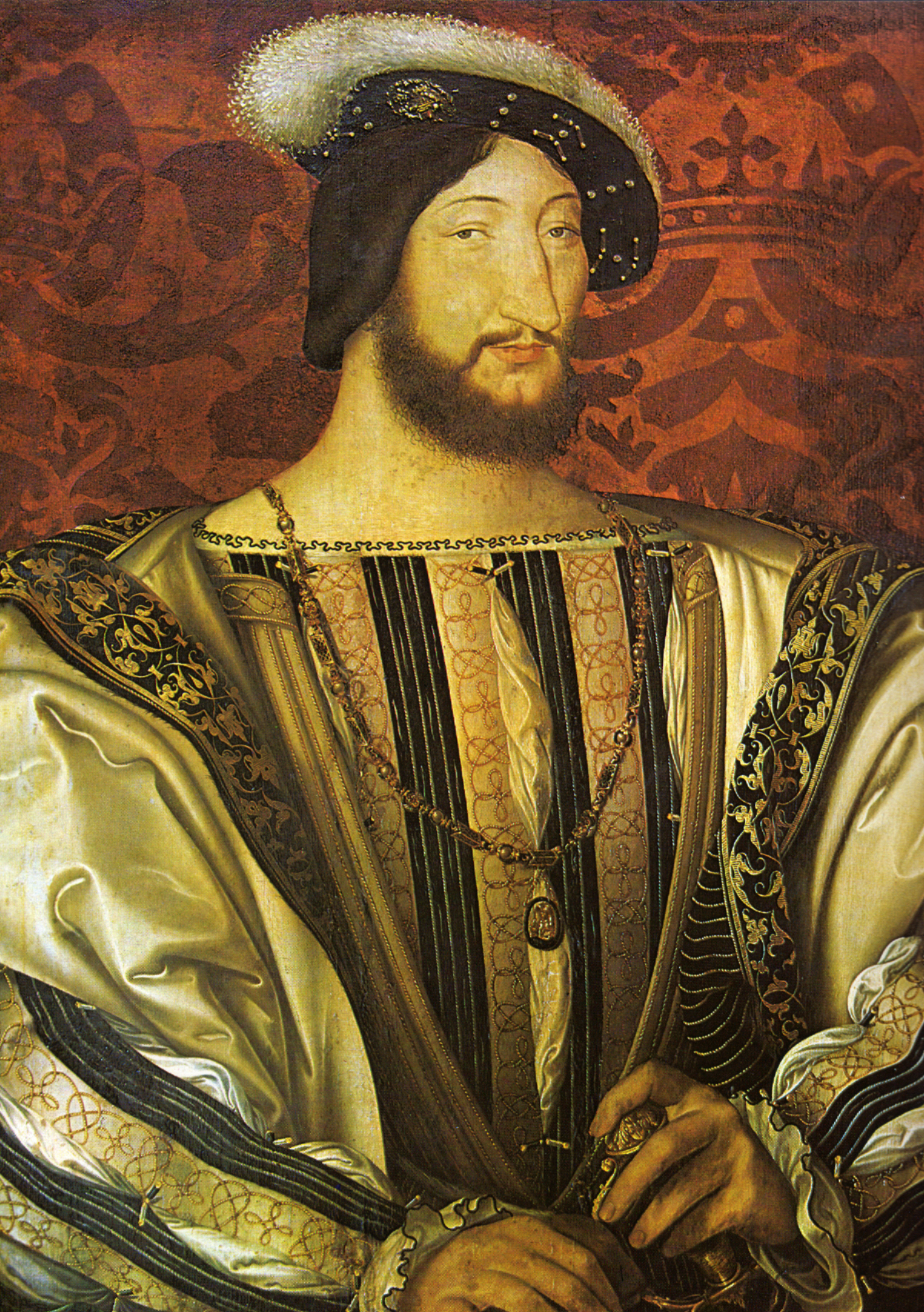
Franz I. (Porträt von Jean Clouet, 1527)

Um Karls Anspruch, das Kaisertum als übergeordnete, supranationale europäische Ordnungsmacht durchzusetzen, bedurfte es einer den anderen Staaten überlegenen Macht. Dabei spielte das wohlhabende Italien eine zentrale Rolle, denn wenn es gelang, dort maßgeblichen Einfluss zu gewinnen, war die europäische Hegemonie möglich. Daneben wollte der Kaiser das 1477 an Frankreich gefallene Herzogtum Burgund für das Haus Habsburg zurückgewinnen, da seine burgundischen Vorfahren in Dijon bestattet waren. Sein testamentarischer Wunsch von 1522 hob die Bedeutung Burgunds für Karl hervor, indem er verfügte, neben seinen Ahnen in der Chartreuse de Champmol von Dijon beigesetzt zu werden. Mit diesem nostalgischen Bestreben stellte er den Kompromiss der Aufteilung des burgundischen Erbes von 1493 (Vertrag von Senlis) in Frage. Weiterhin wollte Karl V. die französischen Lehnsrechte in der Grafschaft Flandern und dem Artois beenden und beanspruchte auch die südfranzösischen Gebiete der Provence sowie des Languedoc als Reichslehen für sich.
Durch diese territorialen Forderungen geriet Karl in Konflikt mit dem machtbewussten französischen König Franz I., der nicht bereit war, den Ansprüchen nachzugeben. Auch er hegte in Italien Hegemoniebestrebungen: Nach einem militärischen Sieg über die Schweizer in der Schlacht bei Marignano waren 1515 weite Teile Oberitaliens und insbesondere das Herzogtum Mailand an Frankreich gefallen, zusätzlich erhob er Ansprüche auf das Königreich Neapel und die 1512 an Spanien gefallenen Teile des Königreichs Navarra.

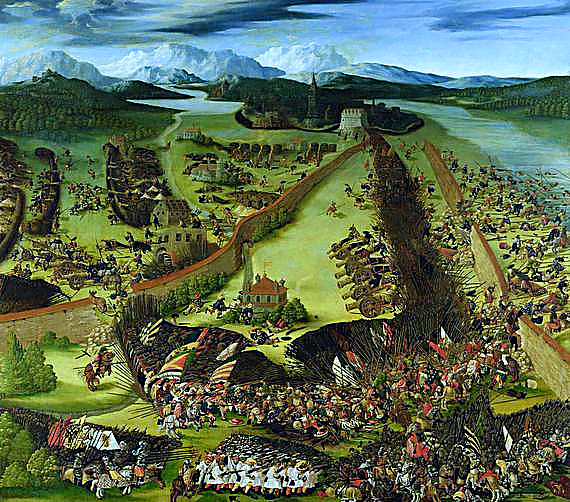
Schlacht bei Pavia 1525 (Ölgemälde von Ruprecht Heller, 1529)

Bereits 1520 hatte Karl die Duldung des englischen Königs Heinrich VIII. für seinen geplanten Krieg gegen Frankreich erreicht, ein Jahr später konnte er den Papst für ein antifranzösisches Bündnis gewinnen. Zunächst marschierte der im französischen Exil lebende Henri d’Albret ins spanische Navarra ein, musste sich aber nach ein paar Wochen wieder zurückziehen; auch an der niederländisch-französischen Grenze kam es zu Gefechten. In der zweiten Hälfte des Jahres 1520 begann die direkte Konfrontation zwischen Karl V. und Franz I. in der Champagne sowie Oberitalien, im November 1520 trat auch Heinrich VIII. auf Seiten des Kaisers in den Krieg ein.
Anfangs waren die kaiserlichen Truppen erfolgreich, bis Mai 1522 waren weite Teile Oberitaliens in der Hand des Kaisers. Das Haus Sforza erhielt Mailand als Reichslehen zurück, Herzog Charles III. de Bourbon-Montpensier fiel vom französischen König ab, aber die Pläne, ein eigenes Territorium zu Lasten der französischen Krone zu erwerben, scheiterten und er musste an den kaiserlichen Hof ins Exil fliehen. Aufgrund der starken Position Karls V. entwickelte sich in Italien eine antikaiserliche Stimmung, der Papst und die Republik Venedig tendierten immer stärker zu Frankreich. Die französischen Truppen ihrerseits begannen nun militärische Erfolge zu erringen. Am 19. Juni 1522 wurde der Vertrag von Windsor anlässlich der Verlobung Karls mit Mary Tudor zwischen König Heinrich VIII. und Karl V. geschlossen. Das Papier behandelte den Plan eines gemeinsamen Angriffes auf Frankreich. Die englische Invasion in Frankreich scheiterte ebenso wie 1524 der Vormarsch der Kaiserlichen in die Provence. Im Gegenzug gelang es den Franzosen, Mailand zu erobern und Pavia zu belagern, wodurch sie nun fast ganz Oberitalien kontrollierten. Am 24. Februar 1525 schließlich gelang den Truppen Karls V. in der Schlacht bei Pavia ein entscheidender militärischer Sieg und sie konnten den französischen König gefangen nehmen.
Franz I. traf am 19. Juni 1525 als Gefangener in Barcelona ein und wurde im Juli nach Madrid gebracht. Wie man mit dem gefangenen König und der machtpolitisch vorteilhaften Situation umgehen sollte, war zwischen Karl und seinen Beratern umstritten. Gattinara hätte ihn am liebsten töten lassen, auch eine faktische Zerschlagung Frankreichs war in seinem Sinn. Karl V. aber schloss sich den Vorschlägen zu einem maßvollen Frieden an. Erst im November 1525 ging Franz auf die Forderungen des Kaisers unter der Bedingung ein, die Übergabe Burgunds erst nach seiner Rückkehr nach Frankreich vornehmen zu können. Im Frieden von Madrid (14. Januar 1526) verzichtete Franz I. auf das Herzogtum Mailand sowie die Lehnshoheit in Flandern und dem Artois. Der Forderung, auch auf die Ansprüche in Burgund zu verzichten, gab er jedoch nicht nach. Die Freilassung des französischen Königs sollte unter der Zurücklassung seiner beiden Söhne erfolgen, die bis zum Frieden von Cambrai (1530) unter ungünstigen Bedingungen auf verschiedenen kastilischen Festungen untergebracht wurden.
Von Seiten des Kaisers waren die Friedensbedingungen als milde Geste der Versöhnung gedacht, auch das Versprechen, seine Schwester Eleonore dem französischen König zur Frau zu geben, zielte in diese Richtung. Karl hoffte, Franz zum gemeinsamen Kampf gegen die Osmanen und die Lutheraner bewegen zu können und der Habsburger appellierte an die „gloire“ – die ritterliche Ehre – sich an den Vertrag zu halten und entließ Franz – gegen den Ratschlag seiner Berater – aus der Gefangenschaft. Auf französischer Seite wurde der Friede jedoch nicht als mäßig, sondern als Unterwerfungsfriede angesehen.

### Krieg gegen die Heilige Liga von Cognac (1526–1529)

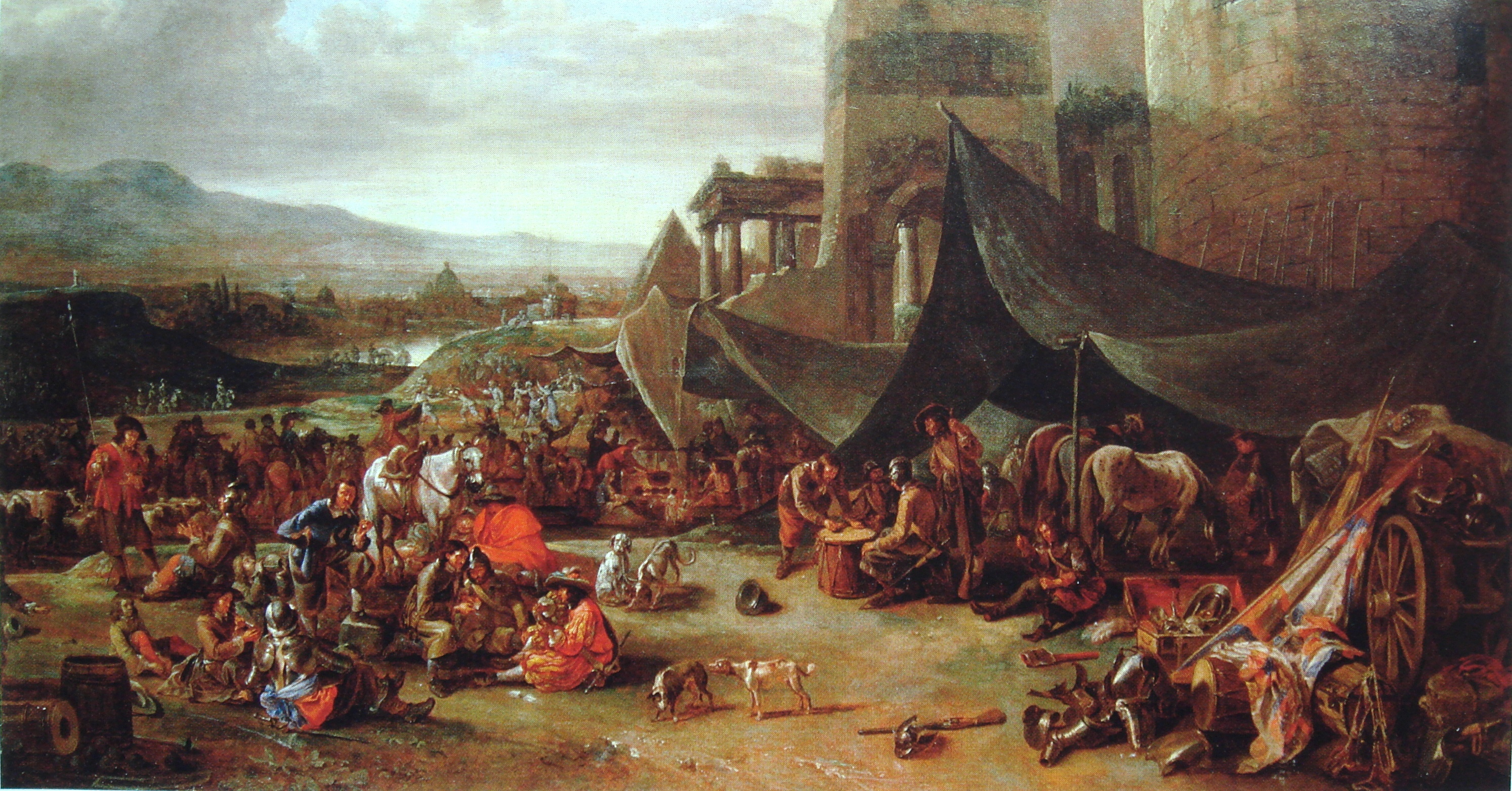
Die Plünderung Roms, Sacco di Roma
Gemälde von Johann Lingelbach aus dem 17. Jahrhundert

Nach seiner Freilassung aus der spanischen Gefangenschaft und der Rückkehr nach Paris, widerrief Franz I. die Bestimmungen des Friedens von Madrid, da er unter Zwang gehandelt habe. Ihm gelang es, ein breites antikaiserliches Bündnis zwischen Frankreich, Papst Clemens VII., der Republik Venedig, Florenz und schließlich auch Mailand zu schaffen (Heilige Liga von Cognac). Auch das Herzogtum Bayern gehörte der antihabsburgischen Opposition an. Bereits zuvor hatte sich Franz mit Heinrich VIII. verständigt und die Kampfhandlungen brachen erneut aus. Als 1526 ein osmanisches Heer mit den Angriffen auf Ungarn auch die österreichischen Erblande bedrohten, wurde die Lage für Karl V. bedrohlich., 
Die Expansion des Osmanischen Reiches in der Frühen Neuzeit bedeutete eine langfristige Verschiebung der europäischen Machtverhältnisse. Die Eroberungszüge der osmanischen Streitkräfte entlang der Mittelmeerküste und auf der Balkanhalbinsel in Stoßrichtung Wien bedrohten die habsburgische Herrschaft in den Erblanden sowie den Frieden in Europa. Die Osmanen eroberten 1521 Belgrad, 1526 besiegten sie den ungarischen König Ludwig II. in der Schlacht bei Mohács, der dabei den Tod fand. Durch den Tod Ludwigs erhielt das Haus Habsburg in der Person Ferdinands Erbanspruch auf die Kronen Böhmens und Ungarns. Nun bedrohten die Osmanen die Herrschaft Ferdinands in Ungarn (Erster Österreichischer Türkenkrieg) und belagerten 1529 mit einer Streitmacht von 120.000 Mann die Stadt Wien (Erste Wiener Türkenbelagerung). Kaiser Karl war jedoch aufgrund seiner Feldzüge in Oberitalien militärisch gebunden und konnte seinen Bruder Ferdinand nicht unterstützen, der schließlich nur einen Teil Ungarns behaupten konnte.
Der Krieg gegen Frankreich überforderte zunehmend die kaiserlichen Finanzen. Die Landsknechte in Oberitalien waren mit ihrem Sold unzufrieden und als ihr Befehlshaber Georg von Frundsberg versuchte eine drohende Meuterei zu verhindern, erlitt er einen Schlaganfall. Anschließend zogen die Landsknechte gegen Rom, das von ihnen als „Hure Babylon“ angesehen wurde. Als der Führer Karl von Bourbon am 5. Mai 1527 bei der Stürmung der Stadt fiel, plünderten die führerlosen kaiserlichen Landsknechte die Stadt beim berüchtigten Sacco di Roma. Papst Clemens VII. hatte sich in die Engelsburg geflüchtet und ergab sich Anfang Juni 1527. Abermals befand sich ein Widersacher in der Hand der Kaiserlichen und wieder setzte sich Karl V. mit einer milden Behandlung des Gegners durch. Obwohl Karl nicht verantwortlich war, wurde der Vorgang als Beleg für die Bedrohung des Papsttums durch den Kaiser und die gewalttätige Politik des Kaisers in Italien angesehen. Die Vorgänge des Sacco di Roma stärkten die antikaiserlichen Kräfte in Italien und Karl geriet in Bedrängnis. Dieser garantierte der Republik Genua ihre Unabhängigkeit, wodurch Andrea Doria mit der genuesischen Flotte auf die Seite des Kaisers wechselte und die Nachschubwege der französischen Truppen in Italien abschnitt. Die Kräfte der Liga von Cognac erlitten militärische Niederlagen und Franz I. musste erneut Frieden schließen.
Der am 5. August 1529 ausgehandelte Damenfriede von Cambrai besiegelte den Verzicht Frankreichs auf Ansprüche in Italien. Der Verzicht auf die französischen Lehnsansprüche in Flandern und Artois wurde bestätigt, während der Kaiser seinerseits vom Anspruch auf das Herzogtum Burgund zurücktrat. Mit dem Frieden war die Vorherrschaft des Hauses Habsburg bis zum Ende des 16. Jahrhunderts gesichert. Im Frieden von Barcelona gewährte Karl dem Papst günstige Friedensbedingungen und schloss mit ihm eine Defensivallianz ab. Die Abhaltung eines Konzils zu einer Kirchenreform konnte Karl aber nicht durchsetzen.

### Krönung zum Kaiser

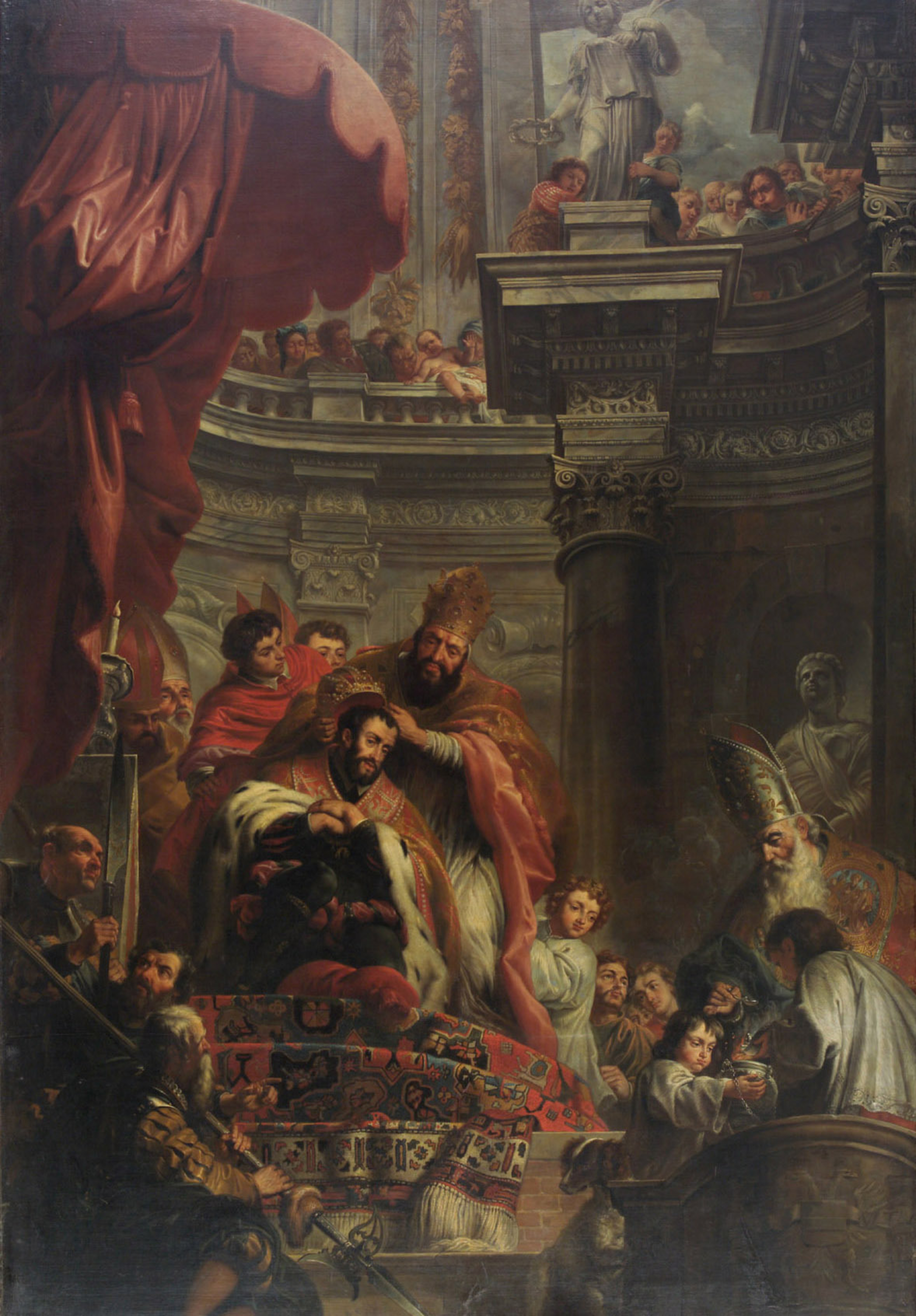
Krönung Karl V., Jan Erasmus Quellinus, um 1681

Die Aussöhnung mit dem Papst führte dazu, dass Karl am 22. Februar 1530 in Bologna aus den Händen Clemens VII. die Eiserne Krone der Langobarden erhielt und dieser ihn an seinem Geburtstag am 24. Februar 1530 in Bologna in der Basilika San Petronio zum Römischen Kaiser krönte. Karl V. war damit der letzte römisch-deutsche Kaiser, dessen Herrschaft durch die Krönung durch den Papst bestätigt wurde. Im Hinblick auf die kirchlichen Probleme in Deutschland suchte Karl während seines Aufenthalts in Bologna sich der ausdrücklichen päpstlichen Konzilszusage zu versichern. Doch Clemens VII. war nur zur Unterstützung einer kaiserlichen Ausgleichspolitik bereit, die ohne Konzil auskam.

### Durchsetzung der Königswahl Ferdinands
Auf dem Augsburger Reichstag wurde zwischen Karl, den Kurfürsten und Ferdinand über dessen Wahl zum römischen König verhandelt. Am 5. Januar 1531 wurde Ferdinand in Köln von den katholischen Kurfürsten zum römischen König gewählt und am 11. Januar in Aachen gekrönt. Für das Reich bedeutete die Durchsetzung der Königswahl Ferdinands einen „weiteren Schritt zu einer habsburgischen Erbmonarchie“ (Heinrich Lutz). Als dessen Folge ist der Zusammenschluss evangelischer Fürsten und finanzstarker Reichsstädte im Schmalkaldischen Bund (27. Februar 1531) zu sehen. Der Kaiser hatte von nun an im Reich mit einer fest organisierten Opposition zu rechnen.

### Kämpfe gegen Osmanen und Franzosen (1532)
Der Friede war indes nur von kurzer Dauer. Im Jahr 1532 kam es zu einem neuen großen Feldzug gegen die Osmanen. Daran nahm Karl V. selbst teil, ohne dass dieser Krieg eine Entscheidung gebracht hätte. Karl kehrte nach Spanien zurück, um von dort einen „Kreuzzug“ gegen die Osmanen zu starten. Den Kampf im Reich überließ er aber seinem Bruder.

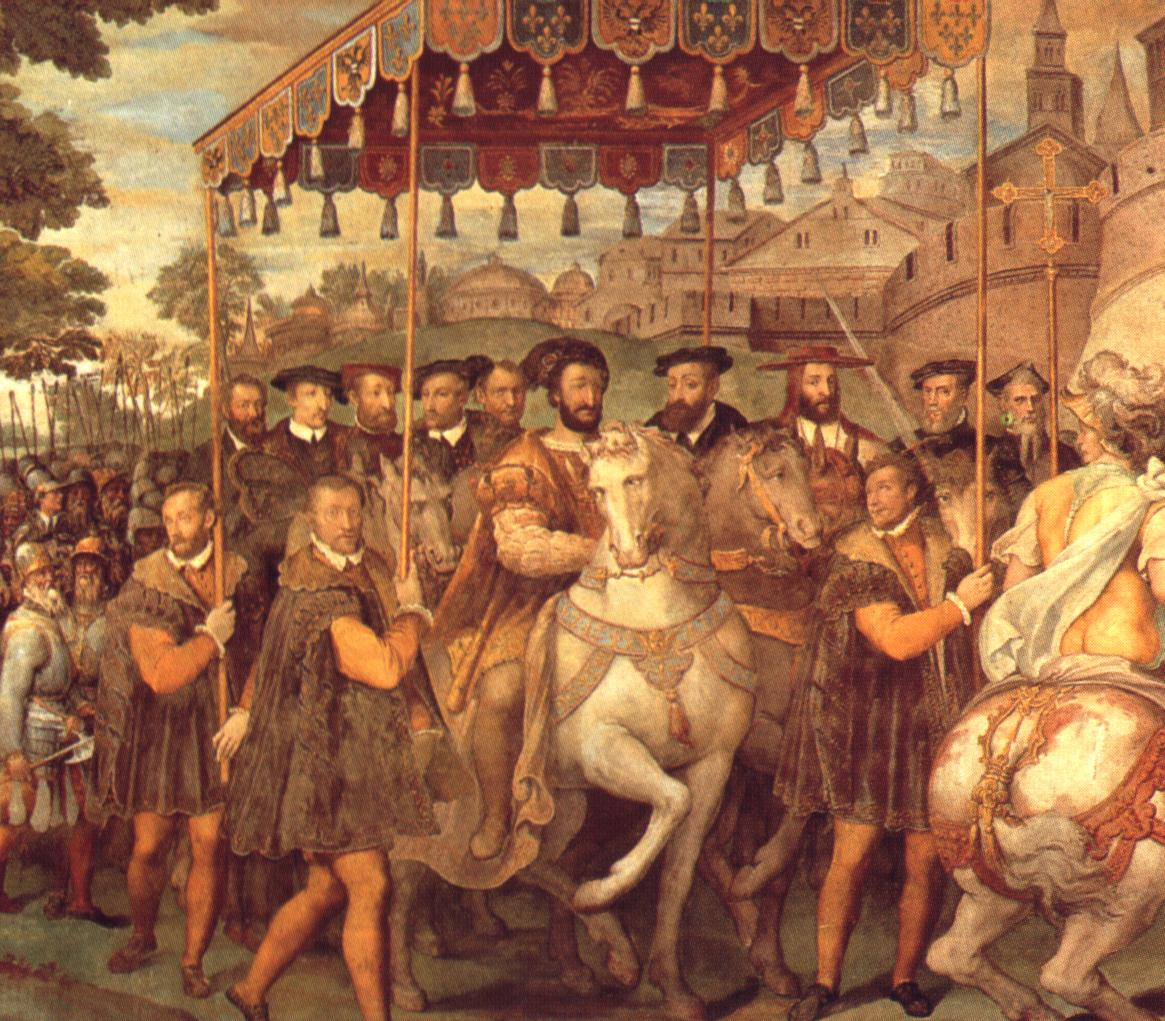
Feierlicher Einzug von Karl V. und Franz I. im Jahr 1540 in Paris

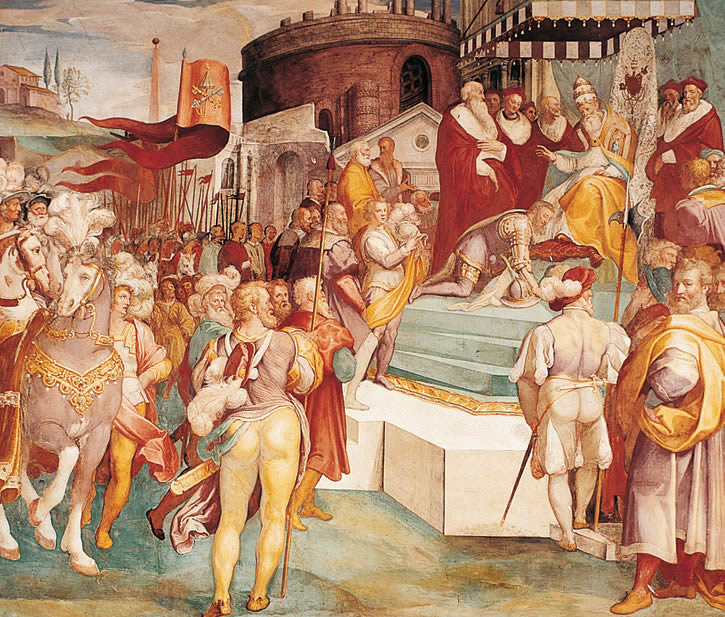
Karl V. verkündet dem Papst 1535 den Sieg in Tunis

Das Verhältnis zu Papst Clemens VII., der sich immer mehr Frankreich anschloss, verschlechterte sich. Auch Heinrich VIII. wandte sich eher gegen die Habsburger. Es gelang Franz I. allerdings nicht, mit den deutschen Protestanten ein antikaiserliches Bündnis zu schließen. Die Franzosen waren dagegen seit 1534 mit den Barbaresken und den Osmanen verbündet. Insgesamt war Karl nicht in der Lage, das osmanisch-französische Bündnis entscheidend zu schwächen. Aber auch den Franzosen gelang es nicht, die Ergebnisse des Friedens von Cambrai zu revidieren. Vielmehr gelang es Karl nach dem Aussterben der Sforza, Mailand als Reichslehen an sich zu ziehen und es an seinen Sohn Philipp zu vergeben. Einen wichtigen Sieg konnte Karl 1535 durch die Eroberung von Tunis im Tunisfeldzug erringen. Es war das erste Mal, dass der Kaiser persönlich an einer Schlacht teilnahm. Der Sieg steigerte sein Ansehen in Europa. Von Tunis aus besuchte er das Königreich Neapel, unter anderem die Kartause San Lorenzo di Padula, und zog von dort nach Rom. Sein Einzug dort glich einem Triumphzug. Allerdings war die Macht der Barbaresken keineswegs gebrochen. Franz I. eroberte Turin. Karl V. hielt im Vatikan am Ostermontag eine lange Rede, klagte den französischen König des Friedensbruchs an und appellierte an den Papst, als Schiedsrichter aufzutreten. Auch als Propagandamaßnahme für die italienische Öffentlichkeit gedacht, führte dies beim Papst nicht zum Erfolg. Immerhin kam ihm dieser in der Konzilsfrage entgegen. Auf Raten von Andrea Doria entschloss sich Karl, eine Gegenoffensive in Richtung Marseille zu starten. Der Angriff auf die Stadt scheiterte und die kaiserliche Armee musste in die Lombardei zurückkehren. Inzwischen förderte die Zusammenarbeit der Franzosen mit den Osmanen die Annäherung des Papstes an die Seite Karls. Im Jahr 1538 wurde eine gegen die Türken gerichtete Liga zwischen Karl, seinem Bruder Ferdinand, der Republik Venedig und dem Papst abgeschlossen. Im selben Jahr vermittelte Papst Paul III. den auf zehn Jahre angelegten Waffenstillstand von Nizza zwischen Karl V. und Franz I. Dieser schrieb den Status quo in Italien fest. Nach einem Treffen Karls mit Franz I. schien zeitweise sogar eine Aussöhnung möglich.

### Krieg gegen Frankreich (1540–1544)

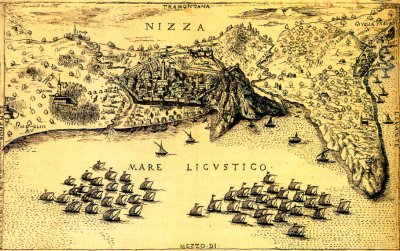
Belagerung von Nizza von 1543

Bereits seit 1540 begannen sich Karl und Franz I. diplomatisch auf den nächsten Waffengang vorzubereiten. Die Situation verschärfte sich, als die nach Konstantinopel entsandten französischen Gesandten bei der Rückkehr von spanischen Soldaten ermordet wurden. Auch wenn der Kaiser eine Beteiligung abstritt, hatte er eine gewisse Mitwisserschaft. Anstatt seinem Bruder an der ungarischen Front zu helfen, befahl Karl 1541 eine Flottenexpedition nach Algier, die durch den Untergang zahlreicher Schiffe in einem Sturm jedoch scheiterte. Franz I., der noch immer mit dem osmanischen Reich verbündet war, erklärte 1543 Karl den Krieg. Dieser setzte diesmal auf ein defensives Konzept und war damit gegen die französischen Vorstöße erfolgreich (siehe auch: Belagerung von Nizza (1543)). Kaum Bedeutung hatte das Bündnis Frankreichs mit Dänemark und dem Königreich Schweden. Karl ging 1543 ein Bündnis mit Heinrich VIII. ein. Anstatt die Entscheidung im Mittelmeerraum zu suchen, verlagerte Karl den Schwerpunkt seiner Anstrengungen nach Mitteleuropa. Durch die Niederlage des mit Frankreich verbündeten Herzogs Wilhelm von Kleve verlor Franz I. seinen letzten Verbündeten im Reich. Im Jahr 1544 stimmten auf dem Reichstag von Speyer Kaiser und Reichsstände in der Politik gegen Frankreich überein. Karl drang daraufhin auf französisches Gebiet vor. Allerdings scheiterte der Vorstoß an der hinhaltenden Taktik des Gegners und den Festungen des Landes. Heinrich VIII. beschränkte sich im Wesentlichen auf die Belagerung von Boulogne. Wegen ausbleibender Soldzahlungen begann sich die Armee aufzulösen. Ein Vorstoß nach Paris konnte darum nicht stattfinden. Dennoch veranlasste die Gefahr Franz I. zum Waffenstillstand 1544 im Frieden von Crépy. Franz I. verzichtete vertraglich auf zukünftige Bündnisversuche mit den protestantischen Ständen im Reich und verpflichtete sich, Teilnehmer zu einem Konzil auf Reichsboden zu entsenden.

### Letzte auswärtige Kriege

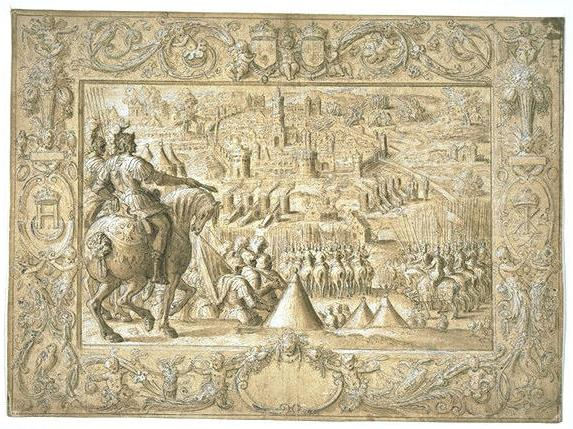
Belagerung von Metz

Nach dem Tod Franz I. arbeitet der neue französische König Heinrich II. seit 1550 auf ein neues Offensivbündnis mit den Osmanen hin. Er beabsichtigte, den Sultan Süleyman I. zum Bruch des 1547 mit Ferdinand geschlossenen Waffenstillstands zu bewegen. Karl verstimmte mit seinem Vorgehen gegen einen Piratenführer im Mittelmeer, der auch türkischer Vasall war, die Hohe Pforte. Damit scheiterten Verhandlungen Ferdinands mit den Türken, und es drohte ein Zweifrontenkrieg in Italien und Ungarn. Heinrich II. schloss zudem ein Bündnis mit der protestantischen Opposition im Reich. Im reichsrechtlich ungültigen Vertrag von Chambord verpflichtete sich Heinrich II., die Verbindung Karls zu seinen Truppen in den Niederlanden abzuschneiden. Außerdem sollte er erhebliche Subsidien an die Fürstenopposition zahlen. Dafür sollte er die Städte Metz, Toul, Verdun und Cambrai als Reichsvikar erhalten. Heinrich besetzte daraufhin mit einer Armee von 35.000 Mann die genannten Städte im sogenannten Trois-Évêchés. Karl versuchte nach der Einigung mit der Opposition die Städte zurückzugewinnen. Er belagerte die Stadt Metz, die strategisch günstig an der Verbindungslinie zwischen den Niederlanden und Italien lag. Die Festung war mit den damaligen Mitteln kaum zu nehmen und wurde zudem gut verteidigt. Die Belagerung scheiterte daher auch mit hohen Verlusten. Der Kriegszug war mit zweieinhalb Millionen Dukaten ungemein kostspielig; dies entsprach dem Doppelten der jährlichen Einnahmen Spaniens. So schädlich die Niederlage vor Metz für Karls Ansehen auch war, bedeutete dies nicht die Niederlage oder das Ende des Krieges insgesamt. Vielmehr nahmen die Kaiserlichen die Kämpfe seit 1553 sowohl in Italien wie auch in den Niederlanden wieder auf. Erst nach der Abdankung Karls wurde Friede geschlossen.

## Reichs- und Religionspolitik

### Bis zur Protestation von Speyer
Durch Feldzüge, Kriege oder andere Verpflichtungen war Karl V. ab dem Winter 1521/22 neun Jahre lang vom Reich abwesend und hatte seinem Bruder Ferdinand gemäß den Bestimmungen des Vertrages von Brüssel (1522) zahlreiche Kompetenzen übertragen. Er hatte Ferdinand auch zugesagt, dessen Wahl zum römisch-deutschen König und damit zum möglichen Nachfolger zu betreiben. Die Verwaltung des Reiches wurde dadurch erschwert, dass Karl auf den Reichstagen mit eigenen Gesandten vertreten war, deren Instruktionen oft nicht mit dem Statthalter oder dem Reichsregiment abgestimmt waren und er sich persönlich die Bestätigung der Reichstagsbeschlüsse vorbehielt. Darüber hinaus erwies sich das Reichsregiment als wenig effektiv und das Wormser Edikt blieb somit ohne größere Wirkung. Vielmehr beharrten die Reichsstände in der Religionsfrage auf einem allgemeinen oder zumindest einem nationalen Konzil, der Kaiser indes untersagte 1524 die Vorbereitungen zu einem nationalen Konzil. Eine nationalkirchliche Lösung der Religionsfrage war damit nicht mehr möglich.
Zwischen 1524 und 1526 erschütterte der deutsche Bauernkrieg die Verhältnisse im Reich, wobei sich soziale Forderungen und Einflüsse der reformatorischen Bewegung verbanden. An der Niederschlagung dieser Aufstände war der abwesende Kaiser kaum beteiligt, Hauptkontrahenten der Bauern waren der schwäbische Bund und verschiedene Reichsstände.
Auf dem Reichstag von Speyer 1526 kam erneut Bewegung in die Lösung des Religionskonfliktes: Erneut scheiterten Ansätze zu einer Kirchenreform auf nationaler Grundlage am Widerspruch des in Spanien weilenden Kaisers, die Reichsstände drängten weiter auf ein Konzil und beschlossen, dass die Umsetzung des Wormser Edikts in die Verantwortung der einzelnen Stände fallen sollte. Der Reichsabschied legte die Grundlagen für die Konfessionswahl der Reichsstände wie auch für den Aufbau eines reformatorischen Kirchenwesens. Die weitere Expansion der Reformationsbewegung wurde durch die Feindschaft zwischen Kaiser und Papst während der Liga von Cognac weiter erleichtert. Landgraf Philipp von Hessen wurde zum Motor einer protestantischen und zugleich antihabsburgischen Politik. Auf einem weiteren Reichstag in Speyer im Jahr 1529 verschärfte Ferdinand gegen den Willen Karls die Gangart gegenüber den Evangelischen. Diese legten dagegen die Protestation zu Speyer ein, was zur Bezeichnung Protestanten führte. Die evangelischen Stände versuchten vergeblich, Karl V. zu einer Aussetzung des Wormser Edikts zu bewegen. Daraufhin begannen die Protestanten mit den Vorbereitungen zu einem Defensivbündnis.

### Bis zum Nürnberger Anstand

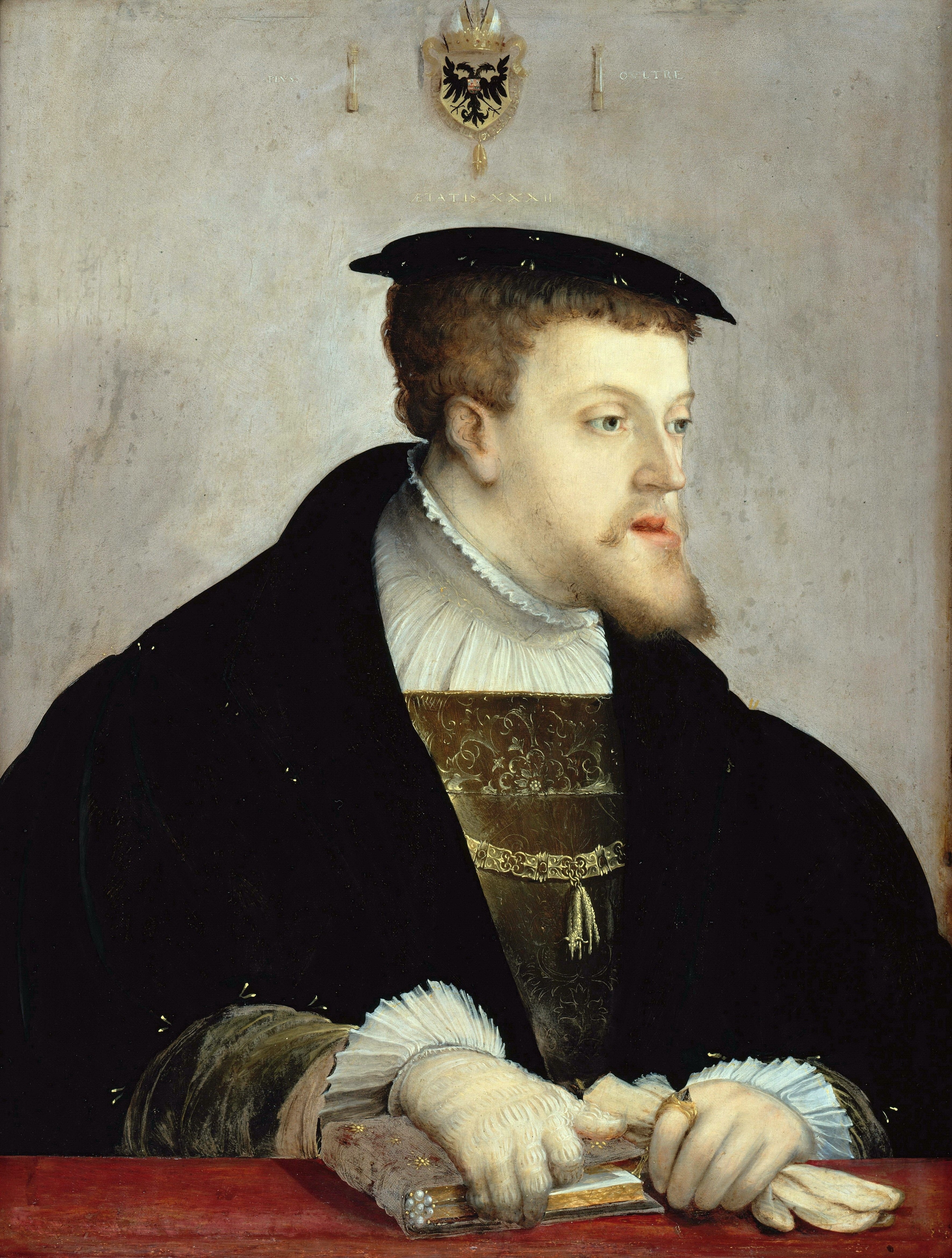
Kaiser Karl V., König von Spanien (Porträt von Christoph Amberger, um 1532)

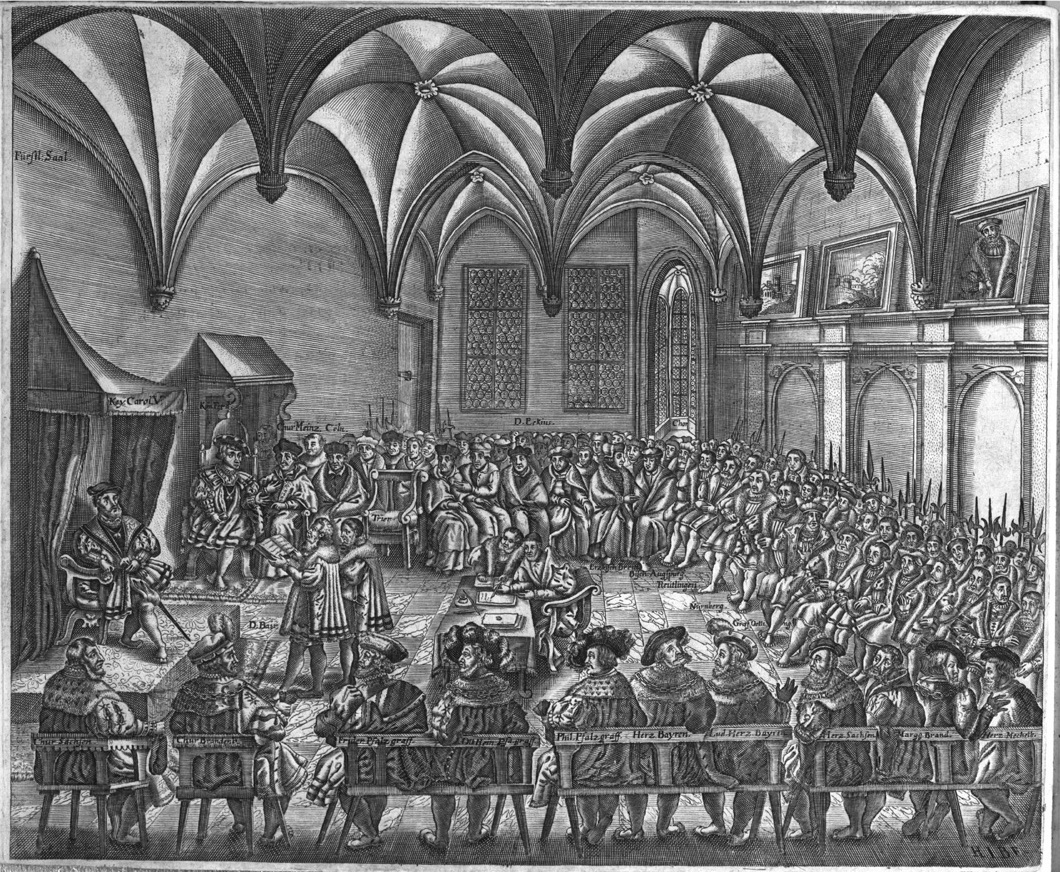
Augsburger Reichstag von 1530

Nach seiner Kaiserkrönung kehrte Karl 1530 mit einem Programm der kirchlichen Einheit ins Reich zurück und übernahm den Vorsitz auf dem
Reichstag in Augsburg. Durch die Anwesenheit des Kaisers bekam die Versammlung eine weit größere Verbindlichkeit als alle Reichsversammlungen seit 1521. In der Ausschreibung deutete er einen Verzicht auf das Wormser Edikt an und traf mit dieser Position auf den Widerstand der katholischen Reichsstände und des Papstes. Bereits in der Reichstagsproposition war Karl vor diesem Hintergrund von seiner angestrebten Schiedsrichterrolle schon etwas abgerückt. Von den Protestanten verlangte Karl eine Darlegung ihrer Auffassungen als Diskussionsgrundlage für die weiteren Verhandlungen. Die Protestanten nahmen die Verhandlungsbereitschaft Karls nicht ganz ernst und kamen ohne die Darlegung nach Augsburg. Philipp Melanchthon verfasste dann während des Reichstages die Confessio Augustana. Zusätzlich reichten Straßburg, Konstanz, Memmingen und Lindau die Confessio Tetrapolitana ein. Der Kaiser ließ die Schriften durch eine katholische Expertenkommission begutachten. Vor allem Johannes Eck verfasste eine Gegenstellungnahme, die zur Basis der katholischen „Confutatio“ wurde, mit der der Kaiser die Confessio Augustana für widerlegt erklärte. Weil er auf die finanzielle Hilfe des Reiches gegen die Osmanen angewiesen war, gingen die Verhandlungen letztlich ohne Erfolg weiter. Nach der Abreise der evangelischen Stände ließ Karl mit den Stimmen der katholischen Stände das Wormser Edikt wieder in Kraft setzten.
Trotz des Gegensatzes der Konfessionen gelang es Karl, die Kurfürsten zur Wahl seines Bruders Ferdinand zum römisch-deutschen König zu bewegen. Allerdings hatte er sich in einem Geheimvertrag weiterhin die entscheidenden Machtbefugnisse gesichert. Weil die protestantischen Stände befürchten mussten, dass Karl gewaltsam gegen die Reformierten vorgehen würde, schlossen sich einige im Februar 1531 im Schmalkaldischen Bund zusammen. Dieser Zusammenschluss zielte auch auf den Schutz vor einem übermächtigen Habsburg ab. Daher stand zumindest zeitweise das katholische Bayern dem Bund nahe. Der Bund war auch für äußere Mächte wie Frankreich ein möglicher Bündnispartner. Diese Situation zwang den Kaiser zu Zurückhaltung in der Religionsfrage.
So wichtig auch die Religionsfrage war, so wurden doch daneben in dieser Zeit auch wichtige reichsrechtliche Entscheidungen getroffen. Karl erließ mit der Constitutio Criminalis Carolina ein einheitliches Straf- und Prozessrecht für das gesamte Reich. Die Carolina wurde im Jahre 1532 auf dem Reichstag in Regensburg ratifiziert und gilt als das erste allgemeine deutsche Strafgesetzbuch. Auf dem Augsburger Reichstag von 1530 wurde die Reichspolizeiordnung erlassen, die zur Basis weiterer Reichsgesetze und von Regelungen in den einzelnen Territorien wurde. Waren die Regelungen insgesamt maßvoll, galt dies für die diskriminierenden Bestimmungen zu den Juden nicht. Ein weiterer Punkt während des Reichstages war erneut die Diskussion über die Monopole der großen Handelsgesellschaften. Ein sehr weitgehender Gesetzentwurf wurde jedoch nicht verabschiedet.
Vor dem Hintergrund der Türkengefahr sah sich Karl, auch auf Drängen Ferdinands, gezwungen, mit den protestantischen Reichsständen 1532 den Nürnberger Religionsfrieden bzw. Nürnberger Anstand zu schließen. Dieser bedeutete eine Art Waffenstillstand zwischen den Konfessionen bis zur Klärung der Religionsfrage durch ein allgemeines Konzil. Er war rechtlich gesehen ein Vertrag des Kaisers mit den evangelischen Reichsständen und nicht Teil des Reichstagsabschieds. Bei allen Vorbehalten bedeutete dies, dass Karl den seit 1521 beschrittenen antireformatorischen Weg erstmals verlassen hatte. Luther hat den Anstand als göttliche Bestätigung der Reformation gesehen und war überzeugt, dass über kurz oder lang eine Versöhnung des Reiches mit der Reformation möglich sei.
Nach dem Feldzug gegen die Türken 1532 verließ Karl erneut für fast zehn Jahre das Reich. In diesen Jahren übertrug Karl die Verantwortung für Deutschland auf seinen Bruder Ferdinand. Karls Abwesenheit wirkte sich auf die habsburgische Herrschaft im Reich nachteilig aus. Bereits seit 1531 hatten sich Kursachsen, Hessen und Bayern unter dem Vorwand der Nichtanerkennung der Königswahl Ferdinands über konfessionelle Grenzen hinweg zum Saalfelder Bund zusammengeschlossen und betrieben eine mehr oder weniger offene Anti-Habsburg-Politik.

### Religionsgespräche

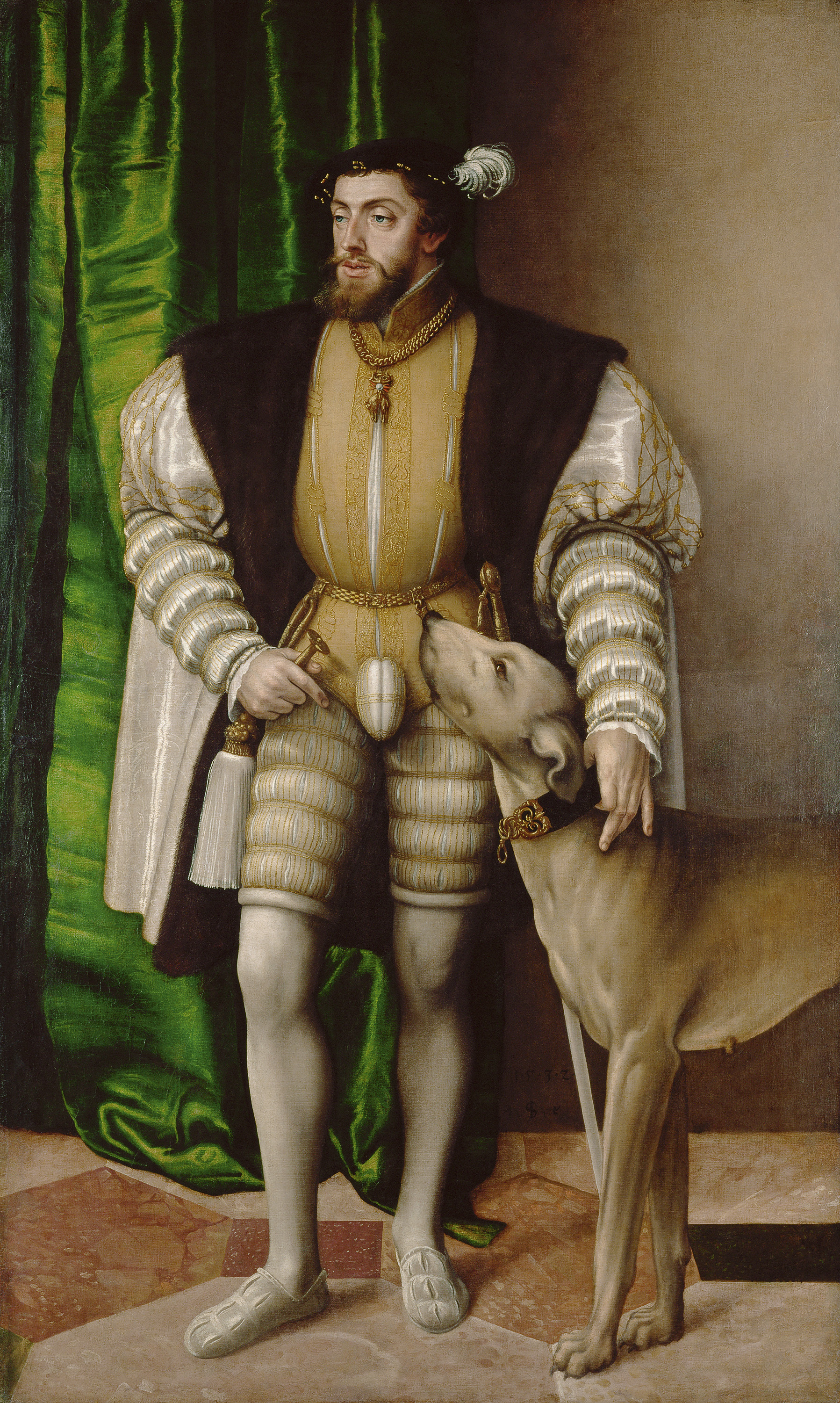
Karl V. mit Hund (Gemälde von Jakob Seisenegger, 1532)

Auch die Wiederherstellung der Herrschaft von Herzog Ulrich von Württemberg und dessen Übergang zum Protestantismus waren 1538 ein Auslöser für die Gründung des Nürnberger Bundes der Altgläubigen, an dem auch Karl und Ferdinand beteiligt waren. Auf der anderen Seite hatte der Schmalkaldische Bund seine Bündnisverhandlungen mit Dänemark und Frankreich verstärkt. Zeitweise drohte die Situation sogar in gewalttätige Auseinandersetzungen zu münden.
Im Jahr 1539 starb Karls Frau, Isabella von Portugal, bei einer Fehlgeburt. Dieser Verlust traf ihn tief. Am Ende des Jahres verließ er Spanien, um gegen Unruhen in seiner Geburtsstadt Gent vorzugehen. Dort hatten sich die unteren Volksschichten gegen die herrschenden Patrizier aufgelehnt. Dabei spielten auch religiöse Motive eine Rolle. Die Bürger träumten von einer protestantischen Stadt unter französischem Schutz und wollten keine weiteren Kriegslasten mehr tragen. Karl reiste dabei auf Drängen von Franz I. auf dem Landweg durch Frankreich. Weil er längere Strecken nicht mehr reiten konnte, benutzte er eine Sänfte. Nachdem er vom König in Ehren aufgenommen worden war, reiste er in die Niederlande weiter. Mit militärischer Gewalt unterdrückte er den Genter Aufstand und ließ eine Reihe von Todesurteilen verkünden. Ab 1541 war er wieder im Reich.
Seit den 1540er Jahren nahm Karl verstärkt Anteil an der Reichspolitik. Er fuhr dabei in der Glaubensfrage auch mit Blick auf außenpolitische Gefahren zunächst einen versöhnlichen Kurs. Auf protestantischer Seite kamen entsprechende Initiativen von Kurfürst Joachim II. von Brandenburg. Auch der Papst signalisierte zunächst Zustimmung. Ein erster Schritt in diese Richtung war der Frankfurter Anstand von 1539. Dieser sicherte den Protestanten einen zeitlich zunächst begrenzten Religionsfrieden zu. Er erwies sich jedoch als wenig wirksam, da sich beide Seiten nicht an die festgelegten Bedingungen hielten. Der Kaiser versuchte den Weg des Ausgleichs fortzusetzen. Er ließ ein Religionsgespräch organisieren, das im Juni 1540 in Hagenau unter Vorsitz König Ferdinands stattfand. Allerdings kam es zu keinem greifbaren Ergebnis. Ein weiteres Gespräch sollte in Worms stattfinden. Auch bat man um die Anwesenheit des Kaisers bei einem der nächsten Reichstage, um mit seiner Autorität die Verhandlungen voranzubringen. Das Wormser Religionsgespräch war erfolgreich, und beide Seiten einigten sich in wichtigen theologischen Streitfragen auf Kompromissformeln. Die Weiterführung der Gespräche sollte auf dem Reichstag erfolgen.
Auf dem Regensburger Reichstag von 1541 war Karl denn tatsächlich erneut persönlich anwesend. Dort kam es auf Basis der Wormser Beschlüsse zu einem weiteren Religionsgespräch zwischen hochrangigen und angesehenen Vertretern beider Glaubensrichtungen. Gewisse Kompromisse in Einzelfragen wurden geschlossen, und es deuteten sich eine Teileinheit und die reichsrechtliche Anerkennung des Protestantismus an. Dagegen erhoben die Kurie und die entschiedenen Altgläubigen, vor allem das Herzogtum Bayern und Kurmainz, Einspruch. Auch die protestantischen Stände sowie auch Luther und Melanchthon waren mit den Ergebnissen nicht einverstanden. Nach dem Scheitern dieses Ausgleichsversuchs trat wieder die Konzilsfrage in den Vordergrund. Der kaiserliche Ausgleichsversuch war somit weitgehend gescheitert. In anderen Fragen kam der Kaiser den Protestanten entgegen. So wurde etwa der Nürnberger Anstand verlängert. Einen gewissen Erfolg konnte Karl verbuchen, als er mit dem geheimen Regensburger Vertrag Philipp von Hessen, einen der Führer der Protestanten, auf seine Seite bringen konnte.

### Konzilspolitik

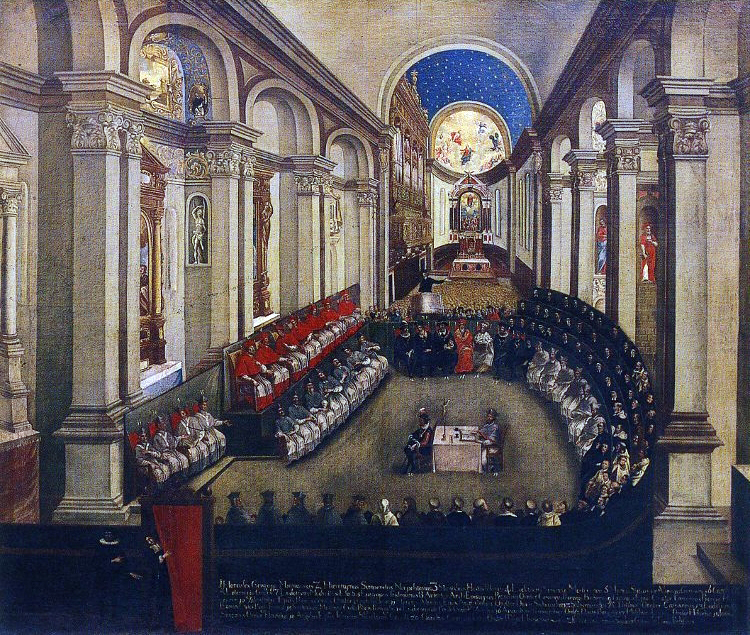
Sitzung des Konzils in der Kathedrale von Trient (Gemälde aus dem 17. Jahrhundert)

Karl begann bereits seit 1529/30 verstärkt auf ein allgemeines Konzil zur Reform der Kirche zu drängen. Gleichzeitig war es für ihn ein Mittel, um das Religionsproblem in Deutschland zu lösen. Bei Clemens VII. stieß Karl damit auf wenig Entgegenkommen. Der 1534 zum Papst gewählte Paul III. sah zwar die Notwendigkeit einer Kirchenversammlung ein, fürchtete aber den Einfluss Karls auf die Mitglieder des Konzils. Franz I. war nicht bereit, in Sachen eines Konzils Zugeständnisse zu machen. Vielmehr war er ja gerade am Konflikt des Kaisers mit den Protestanten im Reich interessiert. Auf Druck des Kaisers berief Paul III. das Konzil zum 23. Mai 1537 nach Mantua ein. Die deutschen Protestanten beschlossen allerdings, nicht am Konzil teilzunehmen, verzichteten aber auf ein Gegenkonzil. Das Konzil selber wurde als Folge der französischen Politik verschiedentlich verschoben. Zusammen mit dem Kaiser erneuerten die katholischen Reichsstände die Forderung nach einem Konzil. Auf dem Reichstag von Regensburg von 1541 wurde beschlossen, notfalls ein Nationalkonzil einzuberufen. Die Einberufung eines allgemeinen Konzils scheiterte erneut an Franz I. Erst mit dem Frieden von Crépy war der Weg frei. Auf Betreiben des Kaisers wurde 1545 das Konzil von Trient eröffnet. Der Papst war zwar der Forderung der Protestanten gefolgt, das Konzil auf Reichsboden abzuhalten, aber die wesentlichen Entscheidungen fielen ohne Beteiligung der Protestanten. Der Abschluss des Konzils etwa zwanzig Jahre später markiert den eigentlichen Beginn der Gegenreformation.

### Schmalkaldischer Krieg

Kaiser Karl V. nach der Schlacht bei Mühlberg (Gemälde von Tizian, 1548, Madrid Prado)

In Abwesenheit des Kaisers kamen die Reichstage in den folgenden Jahren insbesondere in der Religionsfrage nicht weiter voran. Nach oft langer Abwesenheit war der Kaiser zwischen 1543 und 1551 dann aber für lange Zeit im Reich anwesend. Von Deutschland aus wollte er seinen Plan der Universalmonarchie verwirklichen. Frankreich sollte geschlagen, das Religionsproblem im Reich gelöst und die Reichsverfassung im monarchischen Sinn umgestaltet werden. Dabei setzte Karl vor allem auf militärische Mittel. Er ließ seinen sechzehnjährigen Sohn Philipp als Regenten in Spanien zurück. Dieser wurde mit der Infantin Maria von Portugal verheiratet. Karl übergab dem Sohn ein privates und ein politisches Testament. Das Letztere machte deutlich, dass er seine Pläne für das größte Wagnis seiner Herrschaft hielt. Auf den Krieg mit Frankreich bis zum Frieden von Crépy wurde schon hingewiesen. Aber auch im Reich ging Karl nunmehr in die Offensive.
Im Jahr 1543 griff Karl die Vereinigten Herzogtümer Jülich-Kleve-Berg im Dritten Geldrischen Erbfolgekrieg an. Ein Hintergrund war das Interesse aus den Niederlanden am Herzogtum Geldern, das durch Erbe an Wilhelm von Jülich-Kleve-Berg gefallen war. Der Herzog suchte Schutz bei Frankreich, beim Schmalkaldischen Bund sowie bei Erzbischof Hermann von Wied. Eine nennenswerte Unterstützung blieb aus. Die Stadt Düren wurde zerstört. Das Herzogtum Geldern fiel an Karl, der es mit den Niederlanden vereinte. Der Herzog musste im Vertrag von Venlo aber auch zusagen, sich nicht der Reformation anzuschließen. Insgesamt hemmte der Erfolg Karls das Vordringen der Reformation in Teilen Nordwestdeutschlands und machte die Schwäche des Schmalkaldischen Bundes deutlich.
Auf dem Reichstag von Speyer von 1544 trat Karl mit einer gestärkten Position gegenüber den Reichsständen auf. Diese bewilligten ihm nicht nur Unterstützung für den Krieg gegen Frankreich, sondern zum ersten und einzigen Mal finanzielle Hilfe für einen neuen Krieg gegen die Osmanen unter Süleyman I. Damit war es gelungen, die beiden gefährlichsten Gegner seiner Politik voneinander zu trennen. Die protestantischen Stände forderten aber einen hohen Preis. Die Religionsprozesse vor dem Reichskammergericht sollten endgültig eingestellt werden, und die Augsburger Konfession sollte reichsrechtlich anerkannt werden. Sein Selbstverständnis als Schirmherr der Kirche stellte Karl zu Gunsten des Kampfes gegen Frankreich zurück und stimmte den Forderungen bis zu einer Konzilsentscheidung oder der eines Reichstages zu. Der Papst antwortete auf diesen Kompromiss mit scharfer Kritik, auf die hin Luther und Calvin ihrerseits Karl V. in Schutz nahmen.
Der Vertrag von Crépy vom September 1544 gab dem Kaiser Spielraum für eine Lösung der Religionsfrage. Karl hatte sich nach dem Scheitern seiner Vermittlungspolitik entschlossen, gewaltsam gegen den Protestantismus vorzugehen. Dazu wurden noch einmal erhebliche finanzielle Anstrengungen unternommen. Der Papst versprach dem Kaiser eine Armee von 12.500 Mann sowie hohe Geldsummen. Auch durfte Karl spanische Kirchengüter zur Finanzierung des Krieges verkaufen. Der Kriegsbeginn verzögerte sich aus verschiedenen Gründen. Nicht zuletzt spielte dabei der Übergang der Kurpfalz zur Reformation eine wichtige Rolle. Das Religionsgespräch von Regensburg von 1546 brachte keinerlei Fortschritte. Die Entscheidung zum Krieg fiel auf dem Reichstag von Regensburg 1546, der erneut vom Kaiser geleitet wurde. Es gelang diesem, den Papst, Bayern, Herzog Moritz von Sachsen und weitere Verbündete zu gewinnen.
Gegen die protestantischen Städte Frankfurt am Main, Straßburg, Augsburg und Ulm wurde ein Wirtschaftskrieg geführt. Handelswaren wurden beschlagnahmt und dadurch die Wirtschaft der Städte getroffen. Im Jahr 1546 eröffnete der Kaiser den Krieg gegen den Schmalkaldischen Bund. Die Armee der Protestanten war mit 57.000 Mann den Armeen des Kaisers und seiner Verbündeten überlegen. Der Bund konnte seine Überlegenheit allerdings nicht ausspielen, da man sich nicht auf ein koordiniertes Vorgehen einigen konnte. Die numerischen Vorteile wurden durch die päpstlichen Truppen und Einheiten aus den Niederlanden weitgehend ausgeglichen. Nach ersten Erfolgen der Kaiserlichen begann die Front der Gegner zu bröckeln. Der Kaiser beherrschte schließlich Oberdeutschland weitgehend. Danach konnte er gegen Mittel- und Norddeutschland vorstoßen. Im März 1547 marschierte der Kaiser in Richtung Sachsen, um dort die Entscheidung zu suchen. In dieser Zeit problematisch war, dass das Konzil von Trient die protestantische Rechtfertigungslehre als ketzerisch verdammte. Damit war die Hoffnung der Anerkennung des Konzils durch die Protestanten endgültig beendet. Politisch begann sich der Papst aus Sorge vor einer kaiserlichen Vorherrschaft wieder in Richtung Frankreich zu orientieren. Das Bündnis mit dem Kaiser wurde gekündigt. Durch die Verlegung des Konzils nach Bologna wurde es dem kaiserlichen Einfluss weitgehend entzogen. Im Krieg selbst drang der Kaiser in Kursachsen ein. Karl V. besiegte Johann Friedrich von Sachsen in der Schlacht bei Mühlberg (24. April 1547). Dieser und später auch Philipp von Hessen wurden gefangen genommen. Der Kurfürst von Sachsen wurde später sogar zum Tode verurteilt. Das Urteil wurde zwar nicht vollstreckt, aber die Kurwürde vergab Karl an Moritz von Sachsen. Beide Gefangene hat der Kaiser über Jahre inhaftiert. Die Gelegenheit bei seinem Aufenthalt in Wittenberg nutzte der Kaiser angeblich, um das Grab von Martin Luther zu besichtigen. Der Kaiser ließ sich von Tizian 1549 als Triumphator porträtieren. Auch im Zusammenhang mit der Beteiligung am Schmalkaldischen Krieg hat Karl V. an Stelle der von Zünften dominierten eine patrizische Verfassung (Hasenrat) in den Reichsstädten in Oberdeutschland erzwungen.

### Geharnischter Reichstag

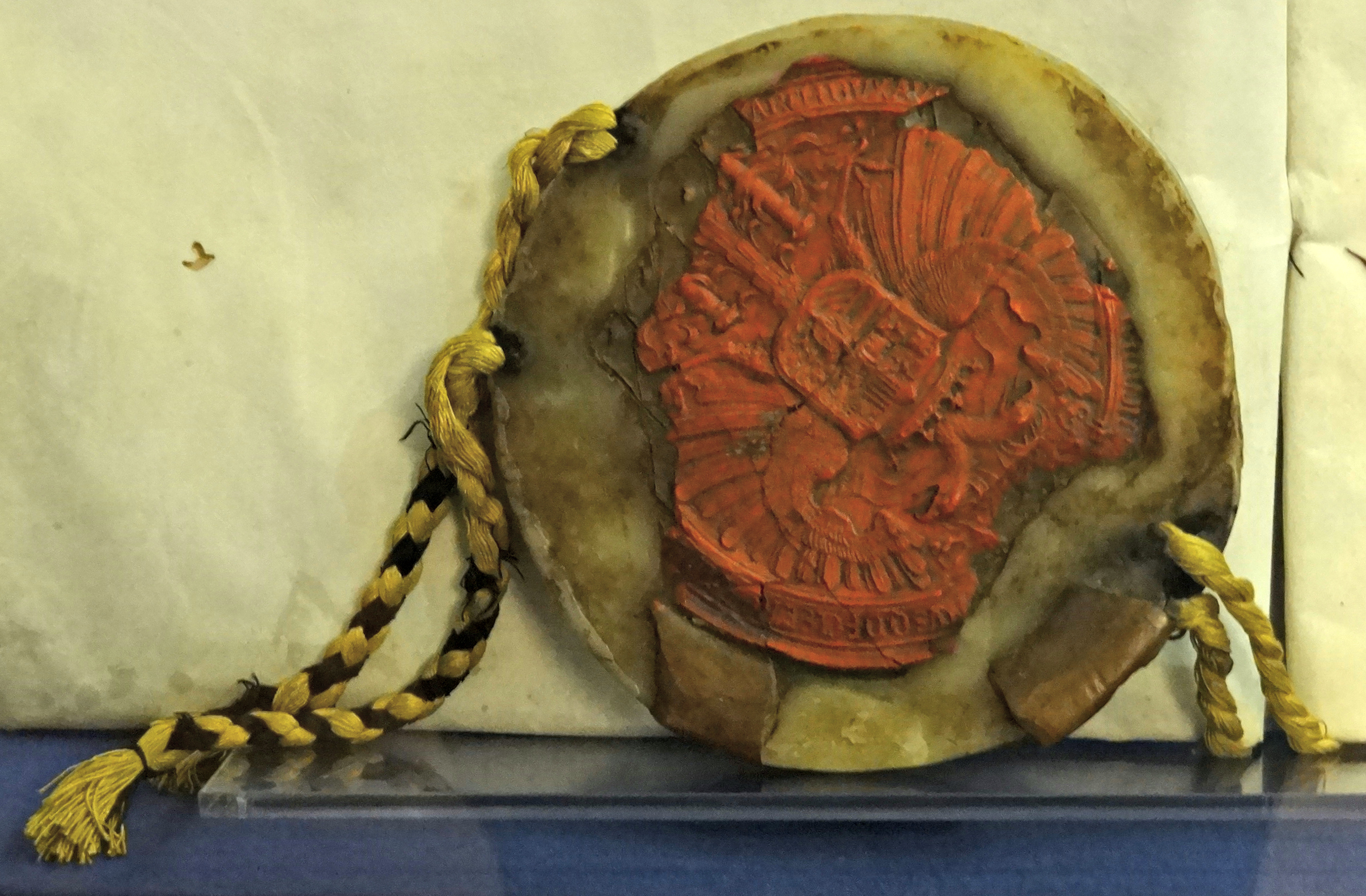
Siegel Karls V. an einem Reichskammergerichtsurteil 1531

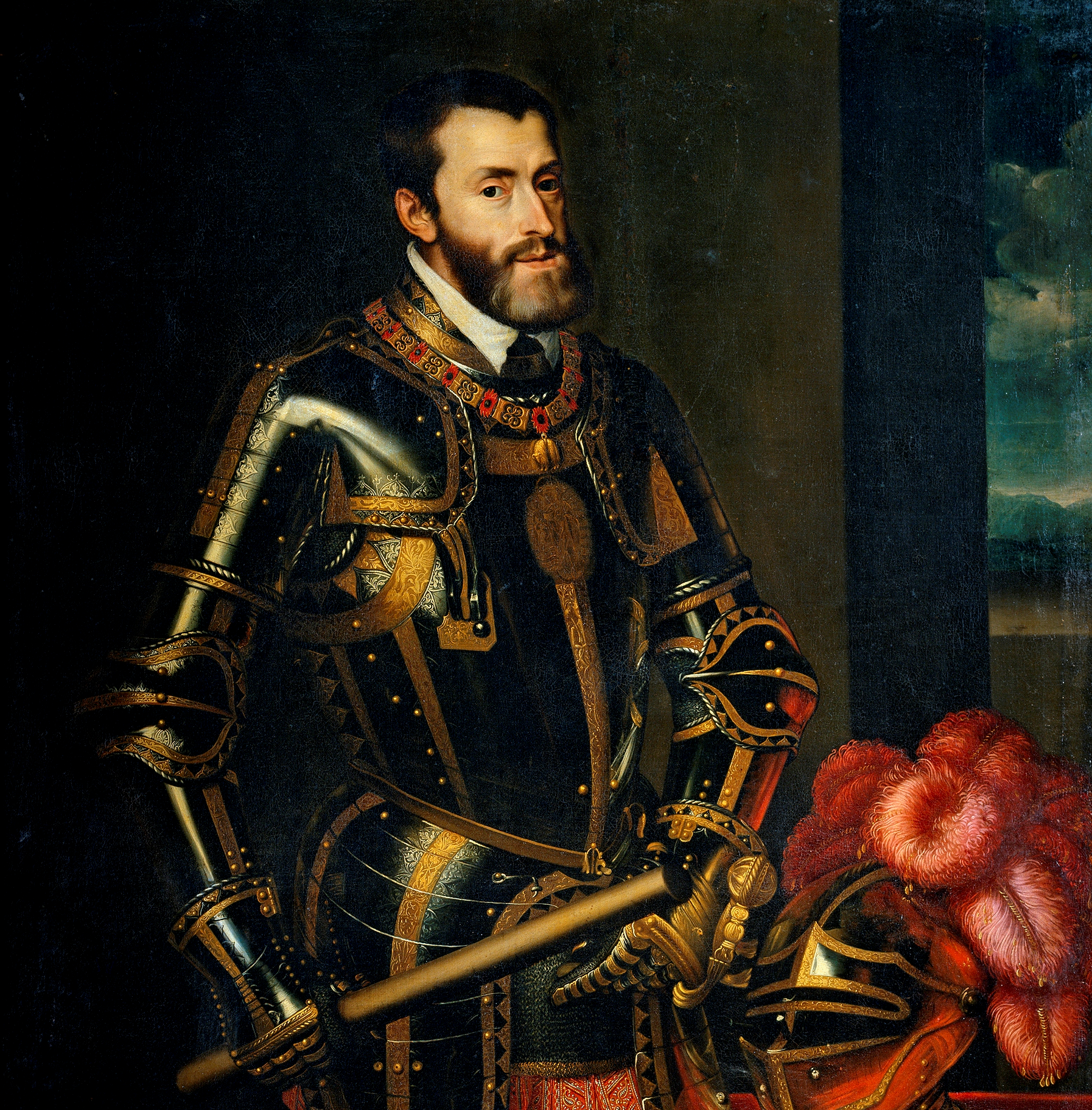
Karl in Rüstung (Gemälde von Tizian, Original um 1550)

Karl gedachte den Sieg für seine Ziele zu nutzen. Zwischen September 1547 und Mai 1548 tagte in Augsburg der sogenannte geharnischte Reichstag. Dieser wurde so bezeichnet, weil die Stadt als Mitglied des Schmalkaldischen Bundes besetzt war und zahlreiche Regimenter vor allem aus Spanien als Demonstration kaiserlicher Macht um die Stadt zusammengezogen wurden. Der Reichstag behandelte sowohl Fragen der Reichsreform wie auch das Religionsproblem. Der Kaiser setzte sich mit seinen Vorstellungen zur Wiederherstellung des Reichskammergerichts durch. Die Kosten hatten die Reichsstände zu tragen, während der Kaiser das Recht der Stellenbesetzung bekam. Auch wurde eine Kammergerichtsordnung beschlossen, die im Wesentlichen bis zum Ende des Reiches Bestand hatte. Besonders zentral für Karl war die Bildung eines Bundes aus Reichsständen für die Kriegsführung nach außen und die Sicherung des Landfriedens nach innen. Gegen den kaiserlichen Entwurf leisteten vor allem die Kurfürsten Widerstand. Als Karl merkte, dass er sich nicht durchsetzen konnte, gab er das Projekt auf.
Mit dem Burgundischen Vertrag vom 26. Juni 1548 wurde die Stellung der Habsburgischen Niederlande neu geregelt: Karl löste einige Territorien, die bislang zum Niederrheinisch-Westfälischen Reichskreis gehört hatten, aus diesem heraus und schlug sie dem Burgundischen Reichskreis zu; damit wurden die 17 niederländischen Provinzen, die unter Karls direkter Herrschaft standen, zu einer staatsrechtlichen Einheit erhoben. Gegen die Verpflichtung eines fortwährenden Schutzes durch das Reich wurde der Burgundische Reichskreis der Jurisdiktion des Reichskammergerichts entzogen. Im Gegenzug sollte der Kreis deutlich höhere Reichsumlagen an die Staatskasse zahlen als die Kurfürsten, etwa zur finanziellen Unterstützung im Kampf gegen die Türken; in der Realität fielen die Hilfsgelder aber deutlich geringer aus.
Das zentrale Thema war jedoch die Religionsfrage. Dabei ging es zunächst um die Anerkennung des Konzils auch durch die evangelischen Stände. Der Kaiser versprach unter anderem sicheres Geleit für die Protestanten zum Konzil. Der Kaiser schaffte es, die Mehrheit der Stände von seiner Konzilsresolution zu überzeugen. Damit hatte er ein zentrales Ziel auch des Schmalkaldischen Krieges erreicht. Die Realisierung hing indes vom Entgegenkommen des Papstes ab. Durch Konflikte in Italien hatte sich das Verhältnis von Kaiser und Papst allerdings stark verschlechtert, so dass von dieser Seite keine Unterstützung für Karls Konzilspläne zu erwarten war.
Vor diesem Hintergrund gewann die Suche nach einer provisorischen Lösung des Religionsproblems in Deutschland an Bedeutung. Der Kaiser hatte schon zuvor eine Gruppe von katholischen Theologen mit der Ausarbeitung von Reformvorschlägen beauftragt und um die Formulierung von Bedingungen für eine Duldung der Protestanten gebeten. Diese Entwürfe fielen aber so antiprotestantisch aus, dass sie keine Basis für eine Lösung darstellen konnten und der Kaiser kein tragfähiges Konzept hatte. Daher sah er sich gezwungen, einen Ausschuss aus Vertretern beider Lager einzusetzen, der nach Kompromissen suchen sollte. Der Ausschuss erwies sich aber als nicht arbeitsfähig. Inzwischen hatte eine Kommission, an der neben kompromissbereiten Katholiken auch der protestantische Theologe Johannes Agricola beteiligt war, einen neuen Vorschlag ausgearbeitet. Dieser Kompromiss sah einerseits das Zugeständnis des Laienkelches und die Anerkennung bereits verheirateter Priester vor und griff auch andere Aspekte der reformatorischen Lehre auf, forderte aber ansonsten die Rückkehr der Protestanten zur alten Kirche.
Das von Karl durchgesetzte Augsburger Interim scheiterte in der Praxis. Die katholischen Stände weigerten sich, die Bestimmungen umzusetzen. In den protestantischen Gebieten gab es kaum noch katholische Priester, und wo es sie gab, wurden ihre Gottesdienste gemieden. Als der Kaiser versuchte, die Beschlüsse durch spanische Soldaten gewaltsam umsetzen zu lassen, löste dies heftigen Unmut aus. Die „viehische spanische Servitut“ wurde zu einem bekannten Schlagwort. Die antikaiserliche Opposition behauptete für die Erhaltung der „deutschen Libertät“ zu streiten. Die Reichsstände fanden Unterstützung beim neuen französischen König Heinrich II.
- Siehe auch: Spotttaler auf das Augsburger Interim

### Fürstenaufstand (1552–1555)

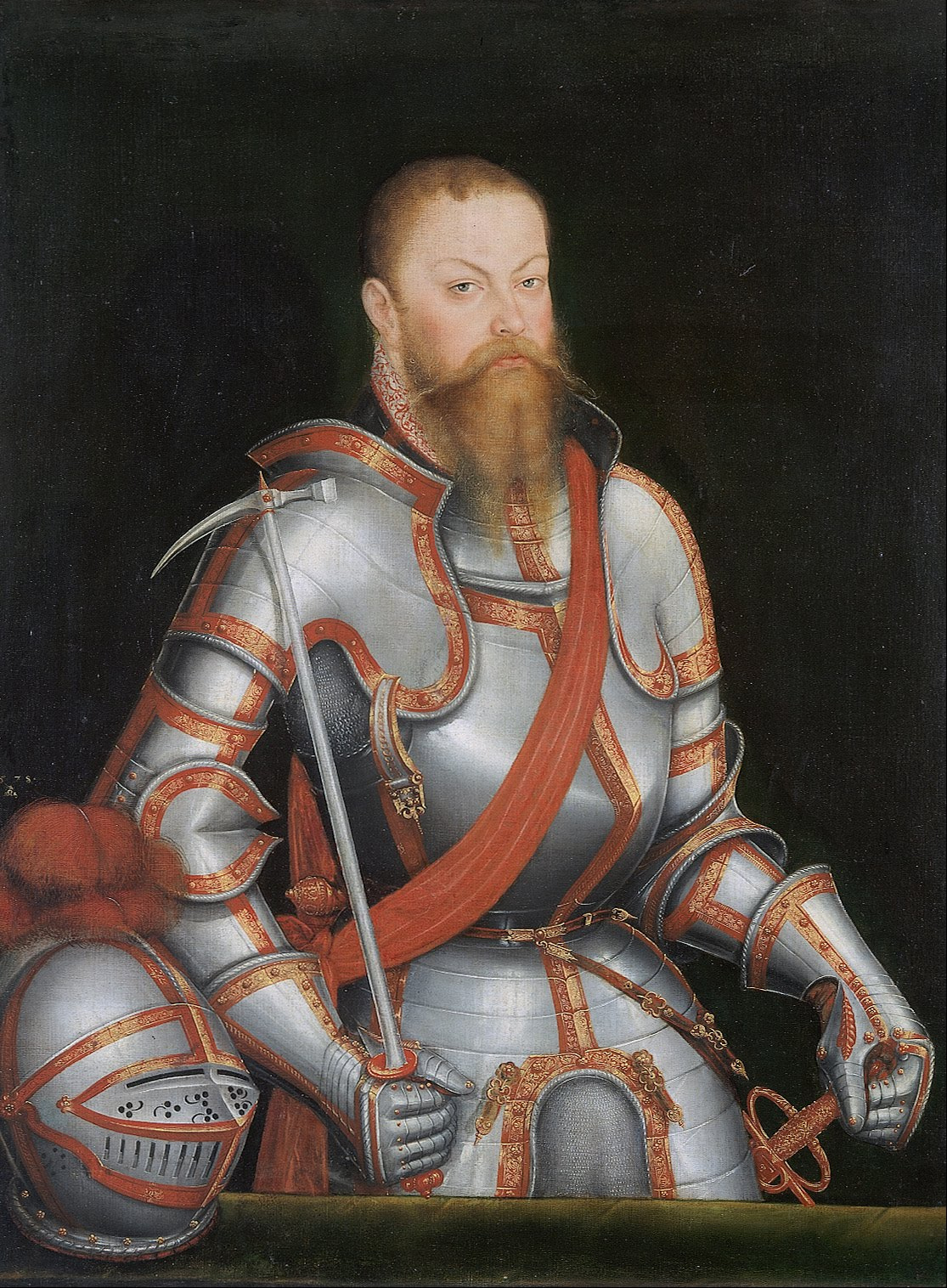
Moritz von Sachsen unterstützte Karl während des Schmalkaldischen Krieges, war dann aber während des Fürstenaufstandes das Haupt der antikaiserlichen Opposition (Gemälde von Lucas Cranach d. J., (1578))

Die kaiserliche Übermacht nach dem Schmalkaldischen Krieg und der Unmut über den Versuch der Lösung der Religionsfrage von oben löste unter den Reichsständen oppositionelle Bewegungen aus. Deren Motor war zunächst Hans von Küstrin. Er plante den Aufbau eines großen antikaiserlichen und proevangelischen Bundes. Dem schlossen sich verschiedene Reichsstände an. Die Führung der Bewegung ging auf Moritz von Sachsen über, der in das Lager der Gegner Karls gewechselt war. Der wachsende Bund wollte die evangelische Sache verteidigen und den Landgrafen Philipp von Hessen befreien. Später wurde auch die Freiheit der Stände als Kriegsgrund genannt. Der Bund verband sich mit Heinrich II. von Frankreich. Im Reich kam es zum sogenannten Fürstenaufstand. Karl blieben die Vorbereitungen zwar nicht völlig verborgen, aber er reagierte erst, als die Bewegung schon auf dem Weg war. Im Februar 1552 marschierte Heinrich II. mit einer Armee von 35.000 Mann in Lothringen ein und besetzte die dortigen zum Reich gehörenden Hochstifte. Kurz darauf marschierte die Fürstenarmee in die österreichischen Erblande ein und kam Karl, der sich in Innsbruck aufhielt, nahe. Außerdem führte daneben Albrecht Alkibiades im Zweiten Markgrafenkrieg (1552–1554) auf eigene Faust Krieg gegen die fränkischen Hochstifte und gegen die Reichsstadt Nürnberg. Die Armee der Gegner drang bis nach Tirol vor. Die Lage Karls war zeitweise verzweifelt. Ihm fehlten Geld und Truppen, die Verbindung in die Niederlande war unterbrochen, er hatte keine Verbündeten im Reich und selbst der Bruder Ferdinand bekannte sich nicht klar zu ihm. Damit war Karls Politik der harten Hand gegenüber den Protestanten gescheitert. Er musste sich auf Verhandlungen mit den Gegnern einlassen. Ferdinand verhandelte mit den Fürsten in Linz. Neben verschiedenen anderen Bedingungen gehörte zu den fürstlichen Forderungen auch ein dauernder Religionsfrieden. Ferdinand war bereit, auf die meisten Forderungen einzugehen. Karl spielte auf Zeit. Bald aber marschierten die Gegner in Innsbruck ein und der Kaiser musste nach Villach fliehen. In Passau wurden die Verhandlungen wieder aufgenommen. Noch immer versuchte der Kaiser Widerstand zu leisten. Aber auch katholische Reichsfürsten und selbst geistliche Fürsten drängten auf einen dauernden Religionsfrieden, der auch ihre Existenz sichern würde. Auch Ferdinand drängte mit Blick auf die osmanische Gefahr den Kaiser zum Nachgeben. Karl brachte gestützt auf inzwischen gesammelte Truppen noch verschiedene Änderungen ein, die die gesamten Verhandlungen gefährdeten. Auch wenn die Fürsten nicht alle Kriegsziele erreicht hatten, waren die Vorteile für sie doch beträchtlich. Der Passauer Vertrag lief im Kern auf die Rückkehr zum Nürnberger Anstand hinaus. Das Interim war damit faktisch schon beseitigt. Über die Religionsfrage sollte dann der nächste Reichstag entscheiden. Damit waren die Erfolge Karls aus dem Schmalkaldischen Krieg verspielt. Karl führte nun verstärkt den Krieg gegen Frankreich zur Befreiung der lothringischen Hochstifte weiter. (s. o.) Er verbündete sich dabei mit Albrecht Alkibiades. Diese Zusammenarbeit mit einem Landfriedensbrecher beschädigte Karls Ansehen stark. Nach dem ruhmlosen Ende des Feldzuges nach Lothringen begann Alkibiades erneut gegen die fränkischen Hochstifte vorzugehen. Dies löste den Markgräflerkrieg aus. Vor allem Ferdinand und Moritz von Sachsen gingen gegen Alkibiades vor.

### Augsburger Religionsfriede (1555)

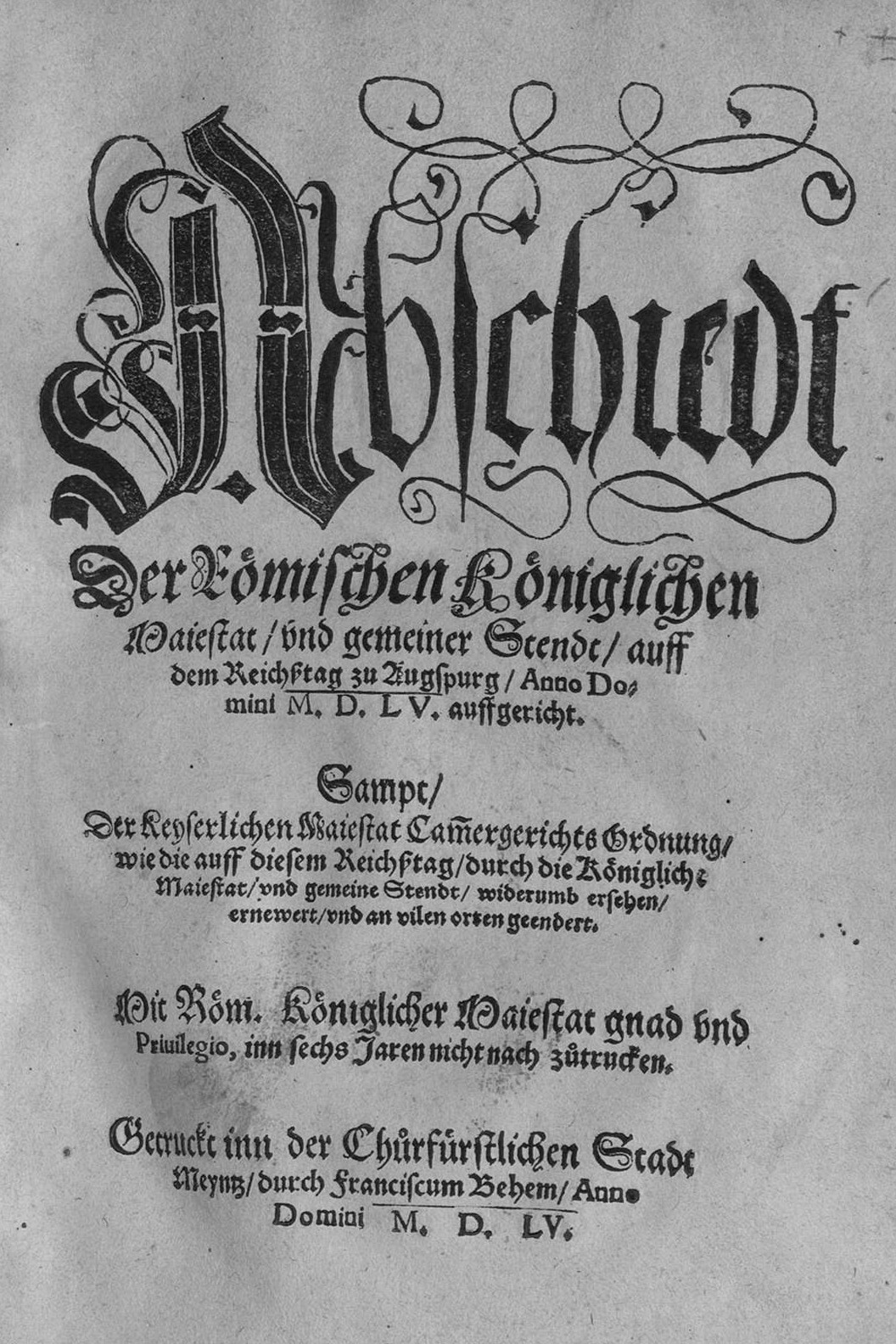
Reichstagsabschied von Augsburg. Erste Seite des von Franz Behem in Mainz gedruckten Dokuments

Der Kaiser hatte nach dem Scheitern der Belagerung von Metz im Krieg gegen Heinrich II. von Frankreich und nach dem Passauer Vertrag in der Reichspolitik weitgehend resigniert und zog sich nach Brüssel zurück. Allerdings boten sich mit der Heirat seines Sohnes Philipp mit Maria, der Erbin von England, neue dynastische Perspektiven und die Aussicht, Frankreich weiter einzukreisen. Die Geschäfte im Reich führte erneut im Wesentlichen der Bruder Ferdinand.
Der Kaiser zögerte lange, den im Passauer Vertrag vereinbarten Reichstag einzuberufen. Als er sich dazu entschloss, machte er sofort klar, dass nicht er, sondern Ferdinand die Leitung übernehmen sollte. Er wollte nicht für wahrscheinliche Zugeständnisse an die Protestanten verantwortlich sein. Allerdings wurde der Reichstag von Augsburg von 1555 im Namen des Kaisers eröffnet. Bis auf die Fertigung der Proposition hat sich Karl an den Verhandlungen insbesondere in der Religionsfrage nicht beteiligt. Gegen die Bedenken Karls wurde am 25. September 1555 der Augsburger Religionsfriede geschlossen. Er erkannte die lutherische Variante des Protestantismus an. Den Reichsständen, mit Ausnahme der geistlichen Territorien, wurde das Recht der freien Religionswahl („cuius regio, eius religio“) zugestanden. Es wurden daneben auch eine Reform der Kammergerichtsordnung des Reichskammergerichts und eine Exekutionsordnung für den Landfrieden beschlossen.
Kurz vor dem Ende des Reichstages erschien einer der kaiserlichen Räte bei Ferdinand und kündigte die Abdankung des Kaisers zu Gunsten Ferdinands noch während des Reichstages an, so dass der Reichsabschied mit dem Religionsfrieden nicht in Karls Namen veröffentlicht würde. Dies bedeutete das Eingeständnis des Scheiterns seiner Politik. Die Sendung des Gesandten kam allerdings zu spät, so dass der Reichsabschied doch im Namen Karls erlassen wurde. Ferdinand sandte den Boten nach Brüssel mit der Bitte an seinen Bruder zurück, die Entscheidung noch einmal zu überprüfen. Tatsächlich verging bis zur Abdankung noch einige Zeit, aber der Kaiser hatte sich schon entschlossen, sein Amt aufzugeben.

### Kontrolle des Schrifttums und Buchdrucks

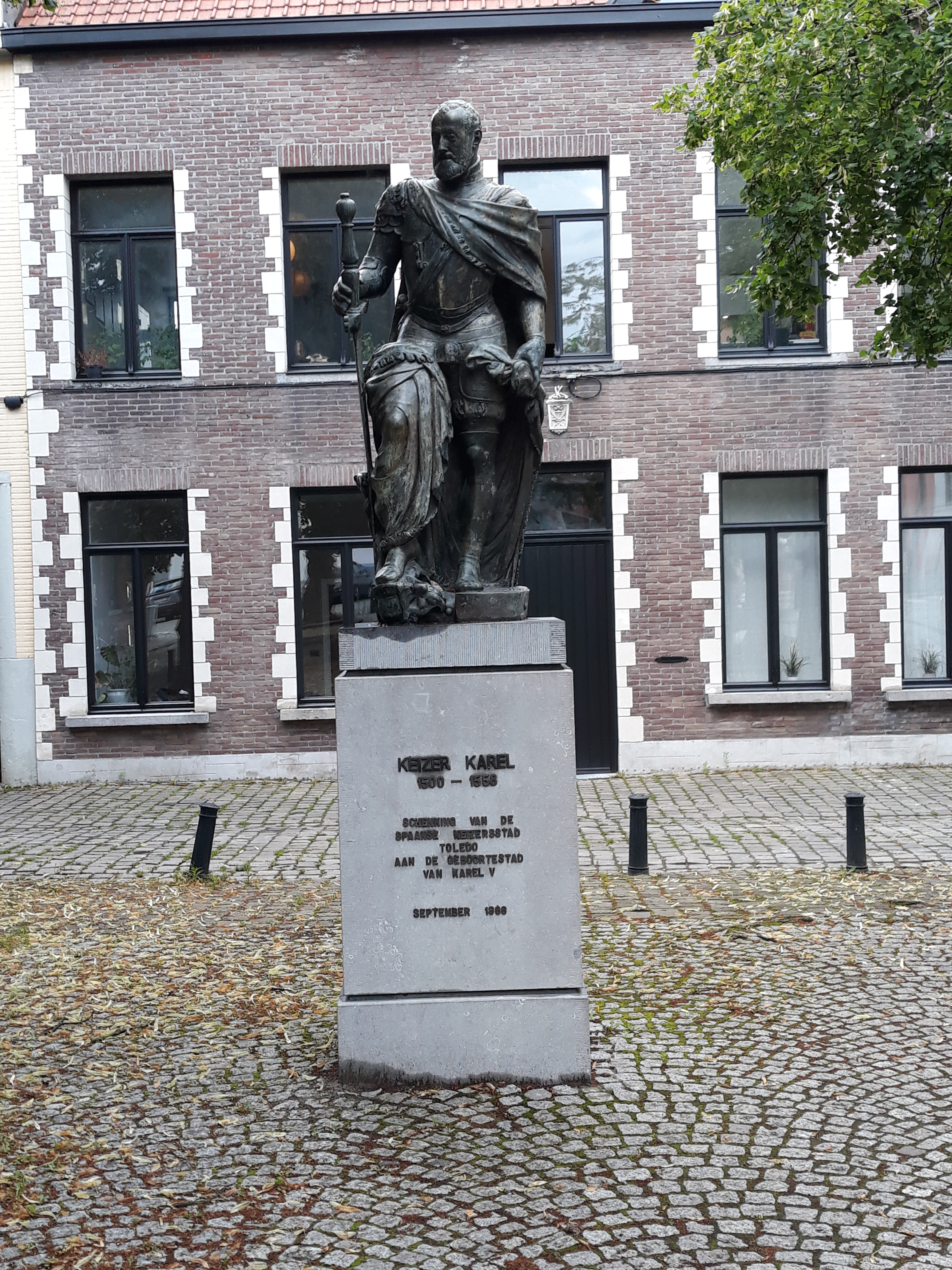
Denkmal Karls V. in seiner Geburtsstadt Gent am Prinsenhof

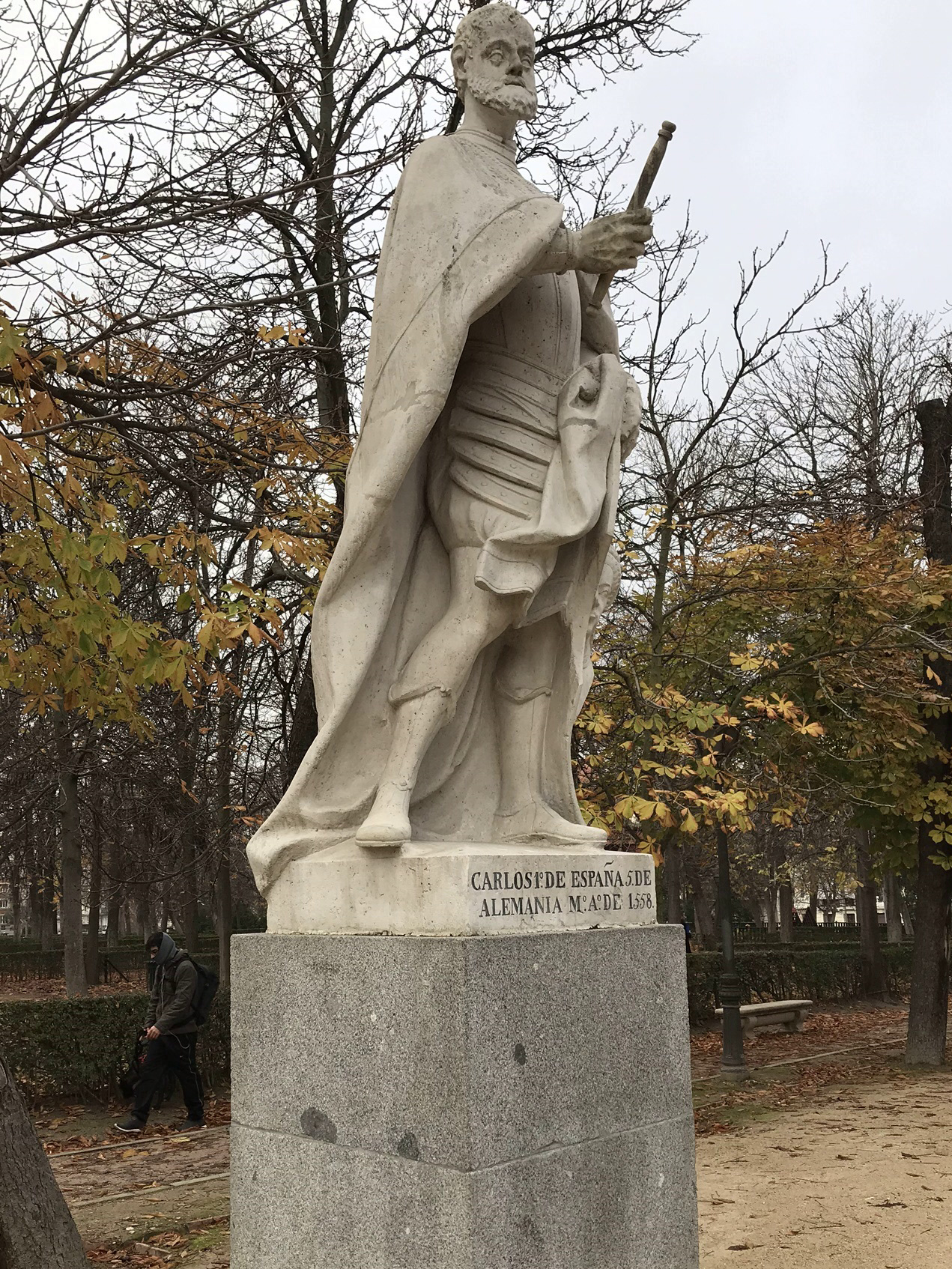
Karl V. Statue im Retiro-Park in Madrid

Karl V. übernahm die Maßnahmen zur Zensur von Druckerzeugnissen im Königreich Spanien von seinen Vorgängern. Denn schon unter den Katholischen Königen war im Jahre 1502 eine Verordnung verfügt worden, die es verbot, dass ein Buch ohne die vorherige Lizenz des Königlichen Rates, Consejo real, oder gleichwertiger Instanzen gedruckt werden dürfe. Dies waren die Präsidenten der Gerichtshöfe, Audiencias in Valladolid und Ciudad Real, die Erzbischöfe und Bischöfe in Toledo, Sevilla, Granada, Burgos, Salamanca und Zamora. Diese Kontrolle galt ebenfalls für importierte Bücher. Schon im Jahre 1546 hatte Karl V. Mitglieder der Universität Löwen beauftragt, einen Index von zu verbietenden Büchern aufzustellen. Diese indexierte Bücherliste stand der spanischen Inquisition zur Verfügung. Sie wurde übernommen und unabhängig vom römischen Index Librorum Prohibitorum erweitert angewendet. 1554 verschärften Karl V. und sein Sohn Philipp II. die Zensurverordnungen, indem sie die Zulassungsstellen reduzierten und die Kriterien strenger auslegten. Im Übrigen unterlagen der Zensur auch Bibeln in einer der Volkssprachen (Spanische Bibelübersetzungen). Im Verlauf des Wormser Reichstages 1521 verbot Karl V. nicht nur sämtliche Schriften Martin Luthers, sondern ordnete an, dass:

„(…) kein bücher noch ander schriften, in der etwas begriffen wirdet, das den christlichen glauben wenig oder vil anrüret, zum ersten druck nicht drucke ohn wissen und willen des ordinarien desselben ortes (…) Aber ander bücher, sie seien in weltlicher facultet und begreifen, was sie wöllen, die sollten mit wissen und willen des ordinarien und ausserhalb desselben keineswegs gedruckt, verkauft, noch zu drucken oder zu verkaufen unterstanden, verschaffet noch gestattet werden, in keiner weise“

Im Heiligen Römischen Reich übernahm diese Funktion die Kaiserliche Bücherkommission.

## Letzte Jahre (1555–1558)

### Abdankung

Übertragung der Herrschaft über die Niederlande am 25. Oktober 1555 durch Karl V. an Philipp II. (Gemälde von Louis Gallait, 1842)

Von der Gicht gezeichnet, das Scheitern seiner Religionspolitik im Reich erkennend und von seiner Familie gedrängt, eine Einigung mit Ferdinand zu finden, entschied sich der Kaiser zur Abdankung.
Die Klärung der Nachfolge hatte Karl schon länger beschäftigt. Das spanische Erbe sollte an seinen Sohn Philipp fallen. Komplizierter war die Nachfolge im Reich. Karl wollte, dass auf Ferdinand auch im Reich Philipp folgen sollte. In Augsburg kam es darüber zu Verhandlungen zwischen Karl, Philipp und Ferdinand. Letzterer hat diesen Plänen widersprochen. Auch Ferdinands Sohn Maximilian war damit nicht einverstanden. Maria von Ungarn versuchte zu vermitteln. Es wurde schließlich vereinbart, dass Ferdinand Philipp helfen sollte, zum römisch-deutschen König gewählt zu werden. Auf Philipp wiederum sollte Maximilian folgen. Außerdem sollte Philipp eine Tochter Ferdinands heiraten. Dieser Plan der spanischen Sukzession scheiterte. Im September 1555 fiel dann die Entscheidung, die Besitzungen zu teilen. Die spanische Linie bekam auch die Niederlande und die italienischen Besitzungen. Die Österreichische Linie erhielt die Erblande, Böhmen, Ungarn und den Anspruch auf die Kaiserkrone.
Bereits 1554 war das Königreich Neapel anlässlich der Hochzeit Philipps mit Maria von England an seinen Sohn übergegangen. Staatsrechtlich war Karl erst nach dem Tod der Mutter am 13. April 1555 alleiniger König von Spanien geworden. Er verfügte die unbedingte Primogenitur, so dass nach seinem Sohn Philipp dessen Sohn Don Carlos die Nachfolge antreten würde. Am 2. Oktober 1555 legte er das Amt des Großmeisters des Ordens vom Goldenen Vlies nieder. Am 25. Oktober übergab er in Brüssel die Herrschaft über die Niederlande an Philipp. Karl erschien zu diesem feierlichen Staatsakt in Trauerkleidung und gestützt auf Wilhelm von Oranien. In einer Ansprache hielt er Rückblick auf sein Leben.

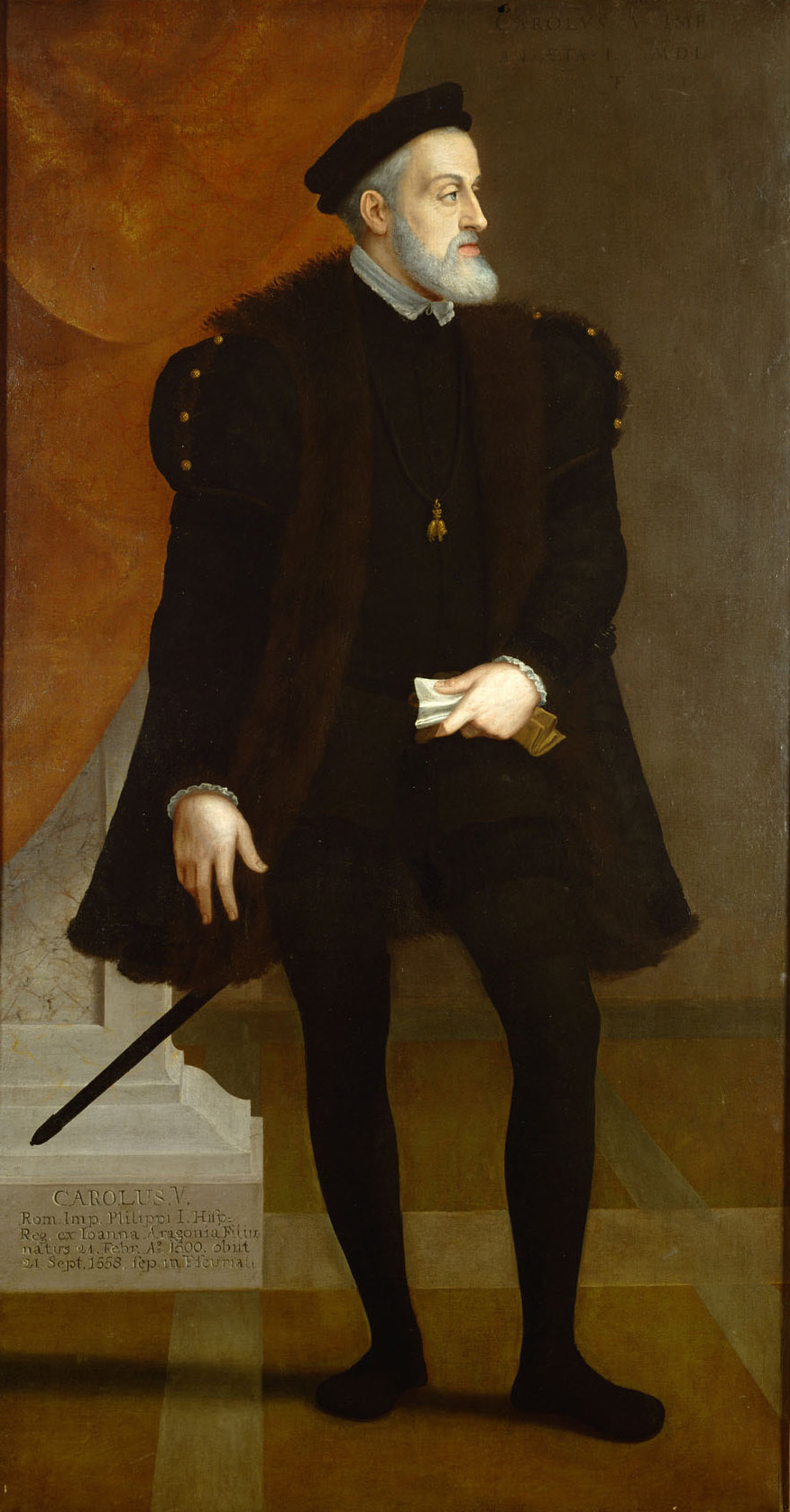
Francesco Terzio Karl V. als Fünzigjähriger
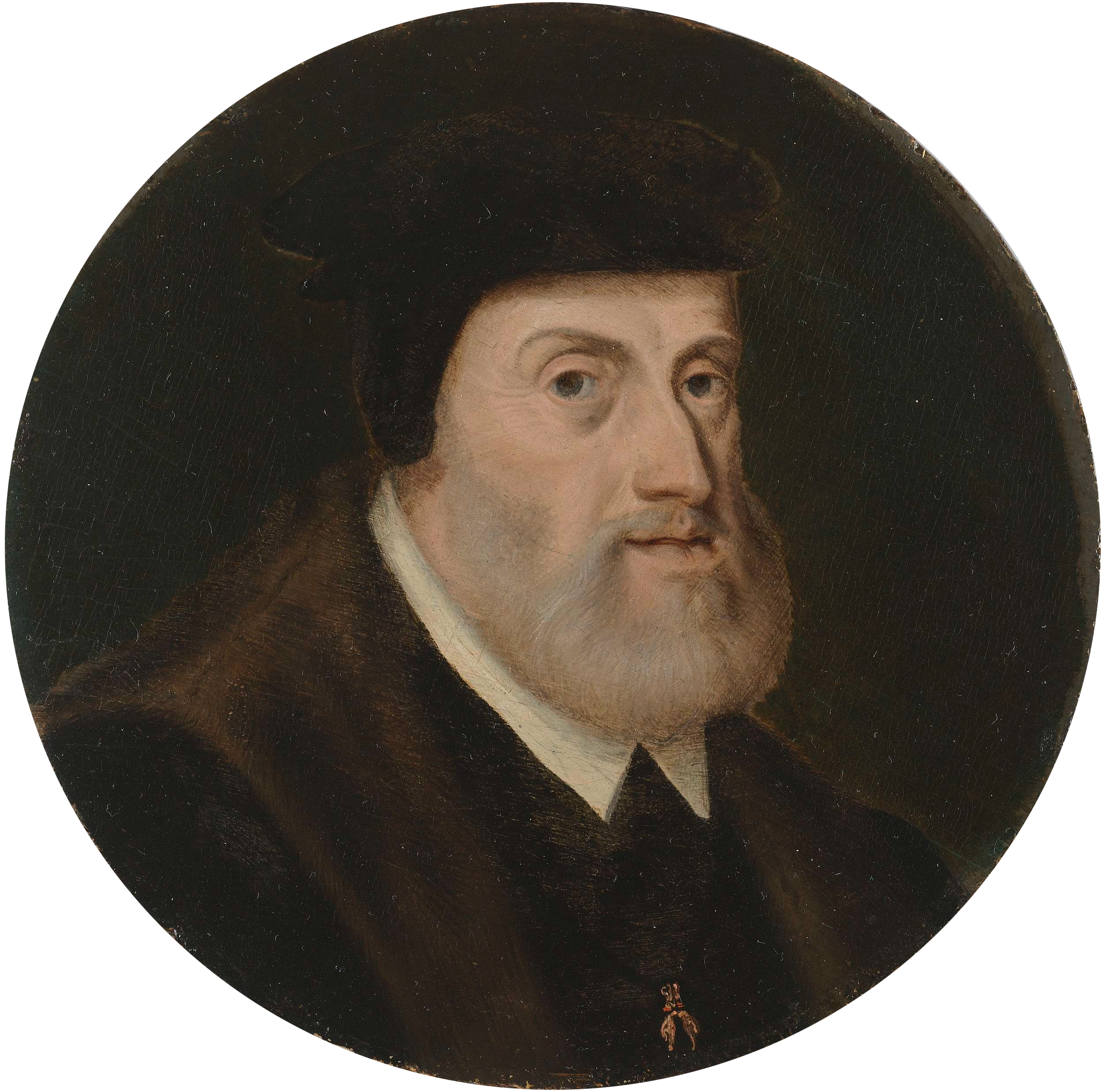
Karl V. um 1550

Auszug aus der Abdankungserklärung Kaiser Karls V. – Brüssel, 25. Oktober 1555

„Vor vierzig Jahren, am selben Ort, am Vorabend des Dreikönigstages, hat mich der Kaiser, mein Großvater, für volljährig erklärt. Dann wurde ich König von Spanien, dann selbst Kaiser – Ich habe die Kaiserkrone gesucht, nicht um über noch mehr Reiche zu gebieten, sondern um für das Wohl Deutschlands und der anderen Reiche zu sorgen, der gesamten Christenheit Frieden und Eintracht zu erhalten und zu schaffen und ihre Kräfte gegen die Türken zu wenden. Ich habe darum viel beschwerliche Reisen machen, viele beschwerliche Kriege führen müssen … aber niemals mutwillig, sondern stets sehr gegen meinen Willen als Angegriffener …“

„Große Hoffnung hatte ich – nur wenige haben sich erfüllt, und nur wenige bleiben mir: und um den Preis welcher Mühen! Das hat mich schließlich müde und krank gemacht. Ihr wisst alle, wie sehr … Ich habe alle Wirrnisse nach Menschenmöglichkeit bis heute ertragen, damit niemand sagen könnte, ich sei fahnenflüchtig geworden. Aber jetzt wäre es unverantwortlich, die Niederlegung noch länger hinauszuzögern. Glaubt nicht, dass ich mich irgend Mühen und Gefahren entziehen will: Meine Kräfte reichen einfach nicht mehr hin. Vertraut meinem Sohn, wie er euch vertraut, seid einig, übt stets Gerechtigkeit und lasset den Unglauben nicht in eure Reihen.“

„Was mich betrifft: ich weiß, daß ich viele Fehler begangen habe, große Fehler, erst wegen meiner Jugend, dann wegen des menschlichen Irrens und wegen meiner Leidenschaften, und schließlich aus Müdigkeit. Aber bewusst habe ich niemandem Unrecht getan, wer es auch sei. Sollte dennoch Unrecht entstanden sein, geschah es ohne mein Wissen und nur aus Unvermögen: ich bedaure es öffentlich und bitte jeden, den ich gekränkt haben könnte, um sein Verzeihen.“

Anlässlich seiner Abdankung in Brüssel 1555 erwähnte Karl neun Reisen nach Deutschland, sechs nach Spanien, sieben nach Italien, zehn zu den Niederlanden vier nach Frankreich, zwei nach England und zwei nach Afrika. Acht Mal habe er das Mittelmeer überquert, drei Mal den Atlantik, zähle man seine damals bevorstehende Rückreise nach Spanien mit, ergäbe das sogar vier.
Am 16. Januar 1556 gingen dann auch Kastilien, Aragon, Sizilien und die amerikanischen Kolonien an seinen Sohn Philipp über.
Wegen der ungeklärten Nachfolge im Reich wurde die Abdankung dort zunächst zurückgestellt. Einerseits bedurfte es hierfür der Zustimmung der Kurfürsten, andererseits wollte Ferdinand alle Eventualitäten insbesondere durch französische Einflüsse ausgeschlossen wissen. Da kam der auf fünf Jahre angelegte Waffenstillstand 1556 gelegen. Allerdings begannen die Osmanen eine neue Offensive, was die Machtübergabe weiter verzögerte. Am 3. August 1556 richtete er eine Instruktion für die Abdikationsgesandtschaft an Ferdinand und die Kurfürsten. Karl reiste nach Spanien ab und überließ Ferdinand am 8. August 1556 die Regierung des Reiches. Am 12. September 1556 stellte er den Kurfürsten seine förmliche Abdankungsurkunde zu, was ein einmaliger Vorgang in der Geschichte des Heiligen Römischen Reiches war. Ferdinand I. wurde jedoch erst durch den Frankfurter Kurfürstentag am 26. Februar 1558 durch die Kurfürsten als „erwählter Kaiser“ im Heiligen Römischen Reich anerkannt.

### Das Leben in San Jerónimo de Yuste

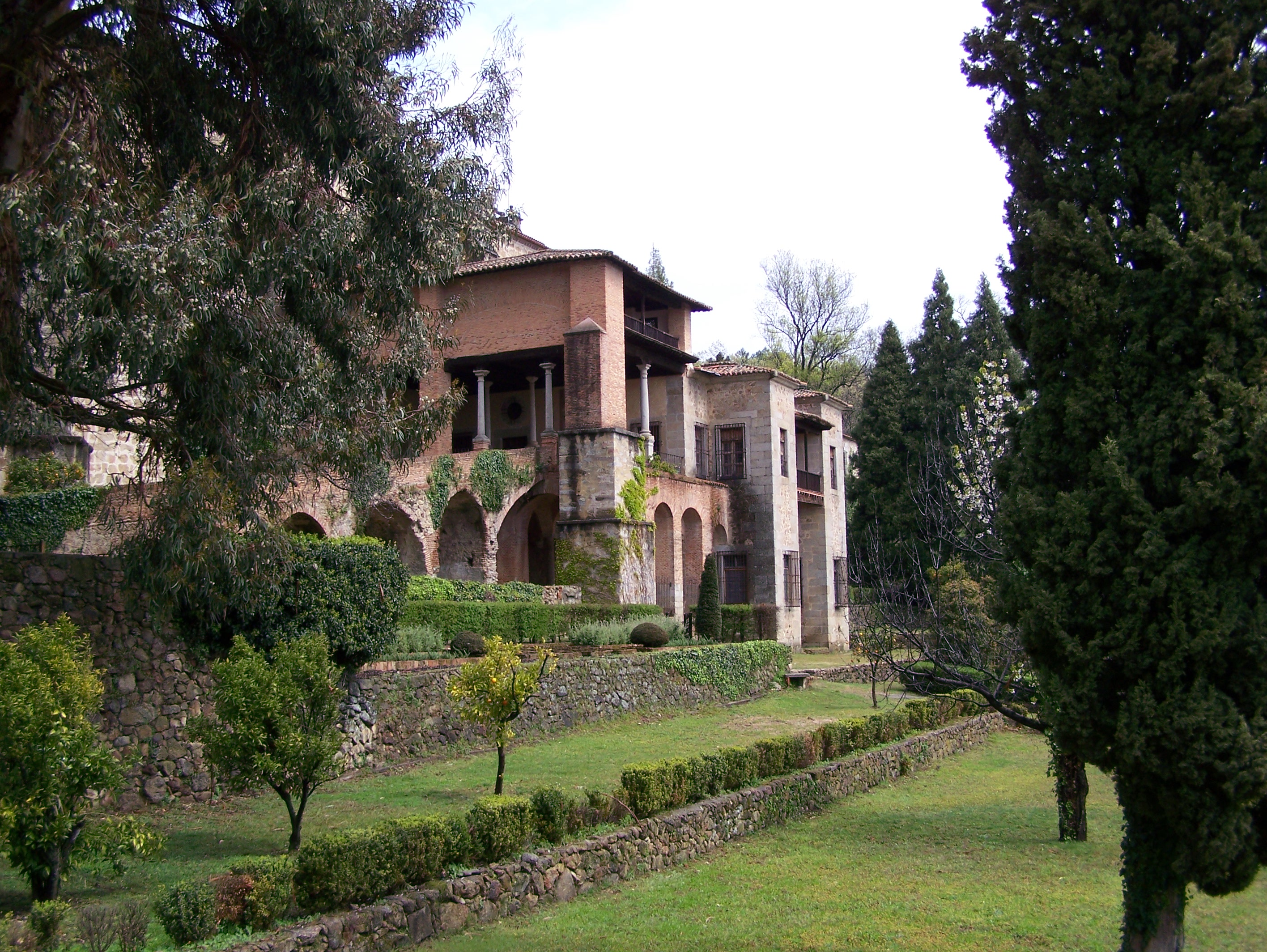
Karls Villa am Kloster San Jerónimo de Yuste

Grab Karls V. im Escorial

Nach seiner Abdankung reiste Karl per Schiff von Vlissingen über Santander, Burgos nach Valladolid und bezog schließlich am 5. Februar 1557 ein Landhaus, das an das abgelegene Hieronymiten-Kloster von San Jerónimo de Yuste in der Extremadura angeschlossen war. Die Hieronymiten waren der traditionelle Hausorden der spanischen Könige und lebten in strenger Askese und Weltabgeschiedenheit, um so ihren Weg zu Gott zu finden. Fray Juan de Ortega († 1557), Ordensbruder der Hieronymiten, hatte die Aufgabe, den Alterssitz des Kaisers in Yuste einzurichten.
Karl V. trat aber nicht in den Orden ein. Er ließ ein acht Räume umfassendes Landhaus im italienischen Stil direkt neben dem Klostergebäude errichten. Mit der Rückseite lehnte die Villa, die einen vom Kloster separierten Eingang besaß, an die Kirche an. Die Raumaufteilung der beiden Stockwerke war gleich, zu beiden Seiten des nach Westen ausgerichtet verlaufenden Korridors befanden sich zwei Räume, die jeweils mit Kaminen versehen waren. Der ehemalige Kaiser bewohnte die oberen Zimmer und schlief im nordöstlichen Eckzimmer, dessen Fenster bzw. Tür mit der Kirche des Klosters in Verbindung stand. So konnte Karl aus seinem Kubikel durch diese Verbindung in den Altarraum des Klosters einsehen. Karl litt an einem Gichtleiden, so dass er zuletzt oft bewegungsunfähig war. Das Verbindungsfenster ließ ihm die Möglichkeit, die Messen von seinem Bett aus zu verfolgen.
Von einem Raum der Villa hatte der Kaiser einen direkten Blick auf den Hochaltar und Zugang zur Klosterkirche. Sein dortiger Hofstaat war mit etwa 50 Personen relativ klein, und auch wenn der Hof aufgrund der angespannten Staatsfinanzen mit nur 20.000 Dukaten pro Jahr auskommen musste, fehlte es Karl an keinen Annehmlichkeiten. Dass er das asketische Leben eines mönchischen Einsiedlers führte, kann in das Reich der Legenden verwiesen werden.
Wenn er auch jede direkte Beteiligung an den Staatsgeschäften ablehnte, diktierte er viele Depeschen und gab mitunter entscheidende Anweisungen. Auswärtige Besucher empfing er nur widerwillig und brachte sie in den umliegenden Dörfern unter. Karl widmete sich intensiv seiner umfangreichen Uhrensammlung, darunter vier Exemplare des berühmten italienischen Uhrmachers Juanelo Turriano. In der Villa stand ihm nur eine kleine Bibliothek von ca. 30 Bänden zur Verfügung, darunter eine Bibel, für deren Lektüre er die förmliche Genehmigung seitens der Inquisitionsbehörde eingeholt hatte. Eine französische Chronik des Hauses Burgund übersetzte er selbst ins Kastilische. In Yuste verbrachte Karl viel Zeit mit seinem Beichtvater, Juan de Regla. An der Spitze seines Hofstaates stand der Majordomus, Luis de Méndez de Quijada († 1569), er hatte seine Laufbahn als Page am kaiserlichen Hof begonnen, war hiernach Hauptmann des Fußvolkes, dann Oberst und schließlich Vize-Majordomus geworden. Er genoss das Vertrauen des Kaisers. Der Sekretär des ehemaligen Kaisers war Martín Gaztelú, er regelte die gesamte Korrespondenz. Mit Willem van Male aus Brüssel wurde die Position des Kammerherren besetzt, der ihm aber auch als gelehrter Ratgeber diente. Sein Leibarzt war der flämische Mediziner Henri Mathys, ein weiterer der Humanist und Mediziner Francisco López de Villalobos (1474–1549).
Der Tagesablauf verlief wöchentlich in einer gewissen Monotonie. Am Morgen betrat Juan de Regla das Zimmer des Herrschers, hiernach widmete er sich zusammen mit Juanelo Turriano den Uhren. Gegen zehn Uhr stand die Körperpflege und das Ankleiden durch Kammerdiener und Barbiere an. Sofern er gesundheitlich hierzu in der Lage war, begab er sich in die Klosterkirche oder aber er hörte von seinem Zimmer aus die Messe. Um zwölf Uhr speiste er zu Mittag. Danach verlas Juan de Regla einen religiösen Text, meist von Bernhard von Clairvaux oder von Augustinus von Hippo, anschließend folgte eine kurze Siesta. Mittwochs und freitags hörte er sich eine Predigt in der Klosterkirche an; an den übrigen Tagen sprach einer seiner drei Prediger zu ihm persönlich.
Karl V. verstarb am 21. September 1558 an Malaria, die in der Gegend endemisch war. Die Verdachtsdiagnose einer Malaria tropica bzw. des Erregers Plasmodium falciparum konnte 2007 durch ein Pathologenteam der Universität Barcelona anhand mikroskopischer Untersuchungen an einem mumifizierten Fingerglied des Kaisers zweifelsfrei bewiesen werden.
Am Sterbebett sprach ihm der erst am Vortag angereiste und in diesen Stunden von den Hieronymiten eifersüchtig als Eindringling betrachtete, von Karl aber erwartete Dominikaner und Erzbischof von Toledo Bartolomé de Carranza Trost zu. Dabei benutzte er auch Worte traditioneller Christusfrömmigkeit, was den Bischof, immerhin Primas von Spanien, unmittelbar nach dem Tod des Kaisers in den Verdacht der Nähe zu Luthers Botschaft und vor ein Inquisitionsgericht brachte. Letztlich verbrachte Carranza anderthalb Jahrzehnte in Kerkerhaft.
Der Leichnam des Kaisers wurde in der Krypta des Klosters beigesetzt und im Jahr 1574 von seinem Sohn Philipp II. in das Pantheon der Könige des Klosters El Escorial bei Madrid überführt, wobei bereits bei der Überführung festgestellt wurde, dass der Leichnam eine Mumifikation durchgemacht hatte.

## Kunstförderung
Karl setzte die Kunst bewusst zu Propagandazwecken ein. Besonders deutlich wird dies bei den Bildprogrammen anlässlich verschiedener triumphaler Einzüge in italienische oder niederländische Städte. In Mantua schuf Giulio Romano eine Säule nach dem Vorbild der Trajanssäule. Nach dem Sieg im Tunisfeldzug wurden 1535 bei seinem Einzug in Neapel Verbindungen zu Scipio Africanus, Hannibal, Alexander dem Großen und Gaius Iulius Caesar gezogen. Auf der Alhambra von Granada ließ Karl 1533 einen neuen Palast im Stil der Renaissance erbauen, der bei seinem Tod allerdings noch unvollendet war. Vergleichsweise selten trat Karl als Mäzen auf. Eine besondere Rolle auch zur Verbreitung des von Karl gewünschten Kaiserbildes spielte Tizian, der von ihm 1532/33 ein erstes Ganzkörperbildnis malte. Tizian lässt sich zeitweise dem kaiserlichen Hof zurechnen. Zu längeren Begegnungen zwischen Karl und Tizian kam es anlässlich der Reichstage in Augsburg in den Jahren 1547/48 und 1550/51. Zu dieser Zeit entstand auch das Reiterbild, das Karl nach der Schlacht bei Mühlberg zeigte. Der niederländische Maler Jan Cornelisz Vermeyen schuf in Karls Auftrag Bilder vom Tunisfeldzug, bei dem er selbst anwesend gewesen war. Willem de Pannemaker, der damals führende Gobelinweber in Brüssel, verherrlichte den Sieg in Tunis in einer Serie von Tapisserien. Karl unterhielt eine Hofkapelle aus niederländischen Sängern. Leiter war Nicolas Gombert, der auch verschiedene anlassbezogene Kompositionen für Karl schuf.

## Persönlichkeit und Charakter

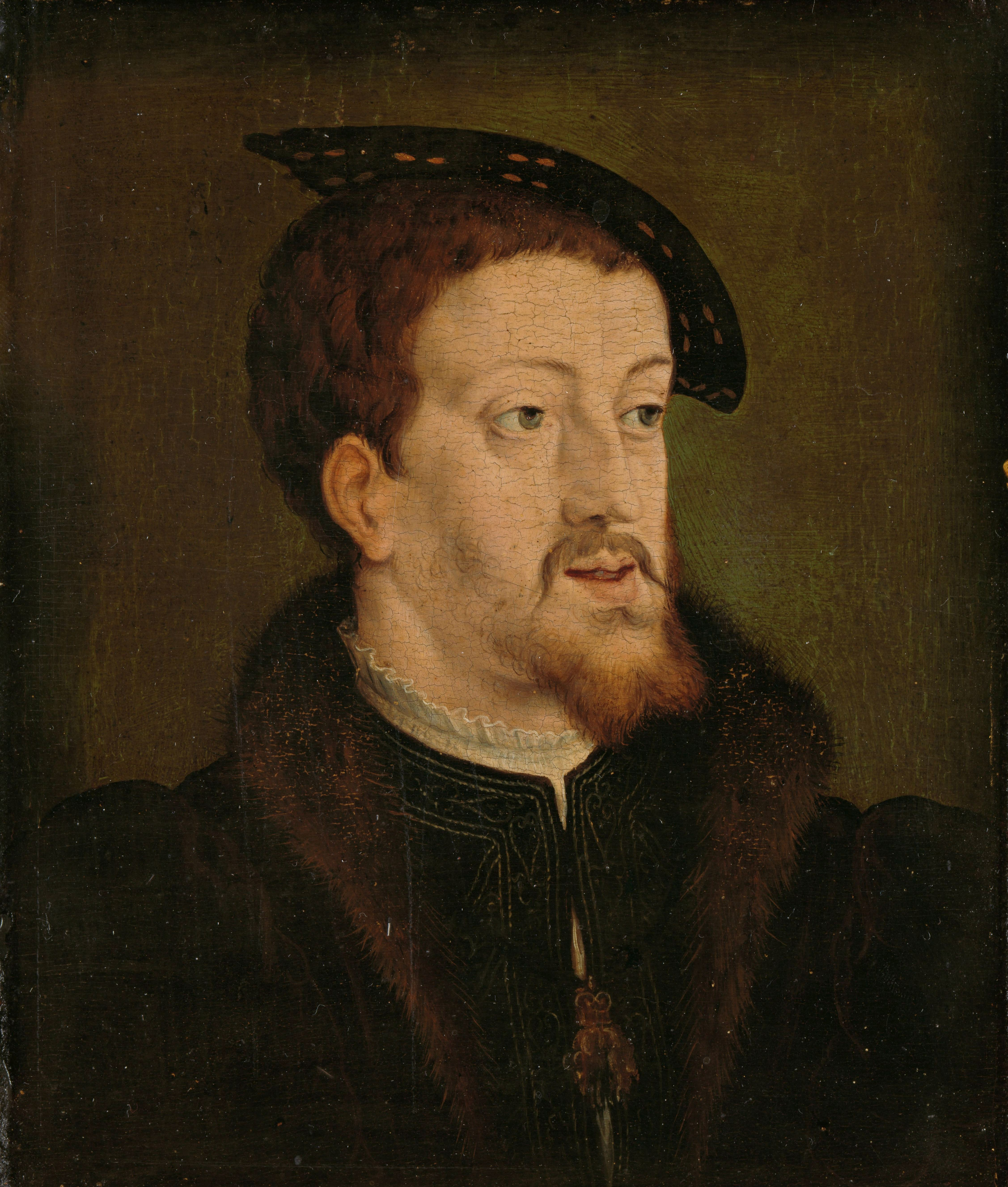
Bildnis von Karl um 1530

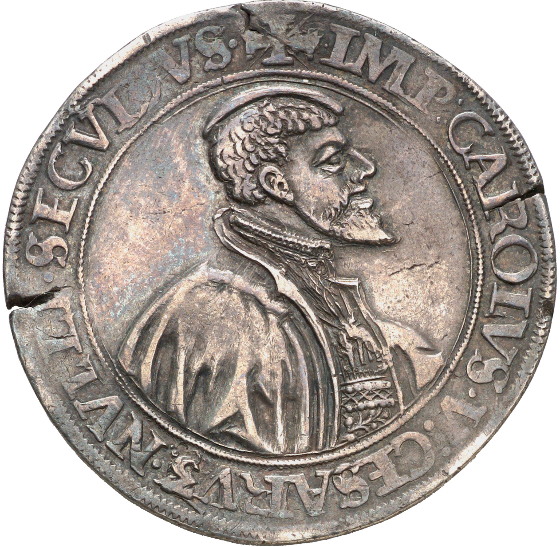
Porträt Karls V. nach einem Gemälde von Tizian auf dem Brömsentaler von 1537 mit etwas erhabenen Kopf

Karl war von hoch gewachsener, kräftiger Gestalt mit blassem Teint und feinen rotblonden Haaren. Auf Jugendporträts ist zu erkennen, dass er hervorquellende Augen hatte und einen schweren nach vorn gestreckten Unterkiefer. Weiter hatte er auch jene längliche Kopfform, die später ein Charakteristikum der österreichischen Habsburgerlinie wurde.
In seiner Jugend gab er viel Geld für Kleidung aus, später trug er meist ernstes Schwarz. Er schwankte zwischen Lethargie und Ausdauer sowie Starrsinn. In seinem Hang zur Nachdenklichkeit zögerte er große Entscheidungen zeit seines Lebens hinaus. Gelobt wurde seine Selbstbeherrschung. Im Krieg konnte er auch grausam sein. Außerdem neigte er, wie bereits seine Mutter, zu Depressionen. Er war schweigsam und wirkte unnahbar.
Mit seiner Frau lebte er nur wenige Jahre zusammen, zumal Isabella stets in Spanien blieb. Nachdem sie 1539 gestorben war, hörte er täglich eine Messe für ihre Seele. Seine Kinder, vor allem sein Sohn Philipp, waren ihm wichtig, und der Sohn hat ihn sehr geschätzt. Neben der Familie hatte er noch Mätressen. Bereits am Hof seiner Tante Margarete hatte er mit der Magd Johanna van der Gheynst eine Liebschaft und eine Tochter gezeugt. Margarete von Parma erkannte er als seine natürliche (außereheliche) Tochter an. Später hatte er eine Beziehung zur Regensburger Bürgertochter Barbara Blomberg. Aus der Beziehung stammte der Sohn Juan d’Austria, den er nach Spanien holte und dort versorgte. Karl war fromm, hat aber nicht wie seine Vorgänger Klöster errichtet oder andere Stiftungen gemacht.
Nach 1536 hatte er sein Interesse für die Astronomie und die Naturphilosophie entdeckt, in die er sich von Alonso de Santa Cruz, einem gelehrten Kosmographen, einführen ließ. Ihn faszinierten die damals schon recht präzisen Land- und Seekarten. Unter den Werken, mit denen er sich beschäftigte, war auch die von Kopernikus verfasste Schrift De revolutionibus orbium coelestium. Die astronomischen Geräte nahm Karl V. sogar während des Schmalkaldischen Krieges mit ins Feldlager. Der Kaiser stand in Kontakt zu den bedeutendsten Kartografen und Kosmografen seiner Zeit. So ließ er sich von Gerhard Mercator 1554 in einer Art Gebrauchsanweisung die Handhabung eines Doppelglobus erläutern, den dieser zuvor für ihn angefertigt hatte.
Es heißt, dass Karl von Jugend an die Waffen mehr als die Bücher liebte. Bis in das Alter liebte Karl das Jagen und Schießen. Auf den Reichstagen, die manchmal monatelang dauerten, vertrieb er sich die Zeit, um mit den Fürsten gemeinsam zu jagen. Karl liebte die Turniere der Ritter vom Goldenen Vlies, deren Großmeister er wurde. Karls Lieblingslektüre war Olivier de la Marches „Le chevalier délibéré“, das er auf seinen Alterssitz in Yuste im Original und einer spanischen Übersetzung mitnahm, ein Beleg dafür, wie sehr Karl von der burgundischen Kultur geprägt war.
Karl wird als frommer Mann beschrieben, der seinen Glauben ernst nahm. In der Karwoche pflegte er sich in ein Kloster zurückzuziehen, um die Gottesdienste zu feiern. Auch als Kaiser ließ er sich beim Essen gelegentlich aus religiösen Büchern vorlesen, beispielsweise denjenigen des Bernhard von Clairvaux. Auch Karls Beichtväter beeinflussten ihn. Als aber der Beichtvater Garcia de Loysa Karl dringend zur Mäßigung beim Essen und Trinken riet, hatte er damit keinen Erfolg.
Seine ungesund wirkende Gesichtsfarbe kam möglicherweise von seinen schon früh chronischen Verdauungsstörungen. Bereits als er noch am Hof in Gent lebte, hieß es, er sei gefräßig und auch schlecht kauend – und der übergroße Appetit blieb ihm bis zum Lebensende. Wohl aufgrund seiner „Völlerei“ litt er dreißig Jahre lang an der Gicht. Auch diese Diagnose konnte im Jahre 2006 durch Untersuchungen an dem außerhalb des Sarkophags in der Sakristei der Klosterkirche von San Lorenzo de El Escorial aufbewahrten, mumifizierten Fingerglied des Kaisers medizinisch erhärtet werden. Die Untersuchung des terminalen Fingerglieds ergab eine massive Ansammlung charakteristisch geformter Harnsäurekristalle mit weit fortgeschrittener Zerstörung der Knochenmasse. Die höchstgradige Gichterkrankung muss Karl V. große Schmerzen verursacht haben. Darüber hinaus litt er an Hämorrhoiden, was ihm das Reisen zu Pferde mehr und mehr unerträglich machte, sodass der auch von Asthma Gequälte in seinen letzten Jahren der Regierung nur noch in Kutschen und Sänften unterwegs war. Als er auch den Weisungen der Ärzte hinsichtlich Diäthaltens nicht Folge leistete und weiterhin große Mengen von Bier (bereits zum Frühstück) trank, verschlimmerte dies Gicht und Hämorrhoiden, und in Yuste wurden auch noch Anzeichen der Zuckerkrankheit bemerkbar.

## Vorfahren und Nachkommen

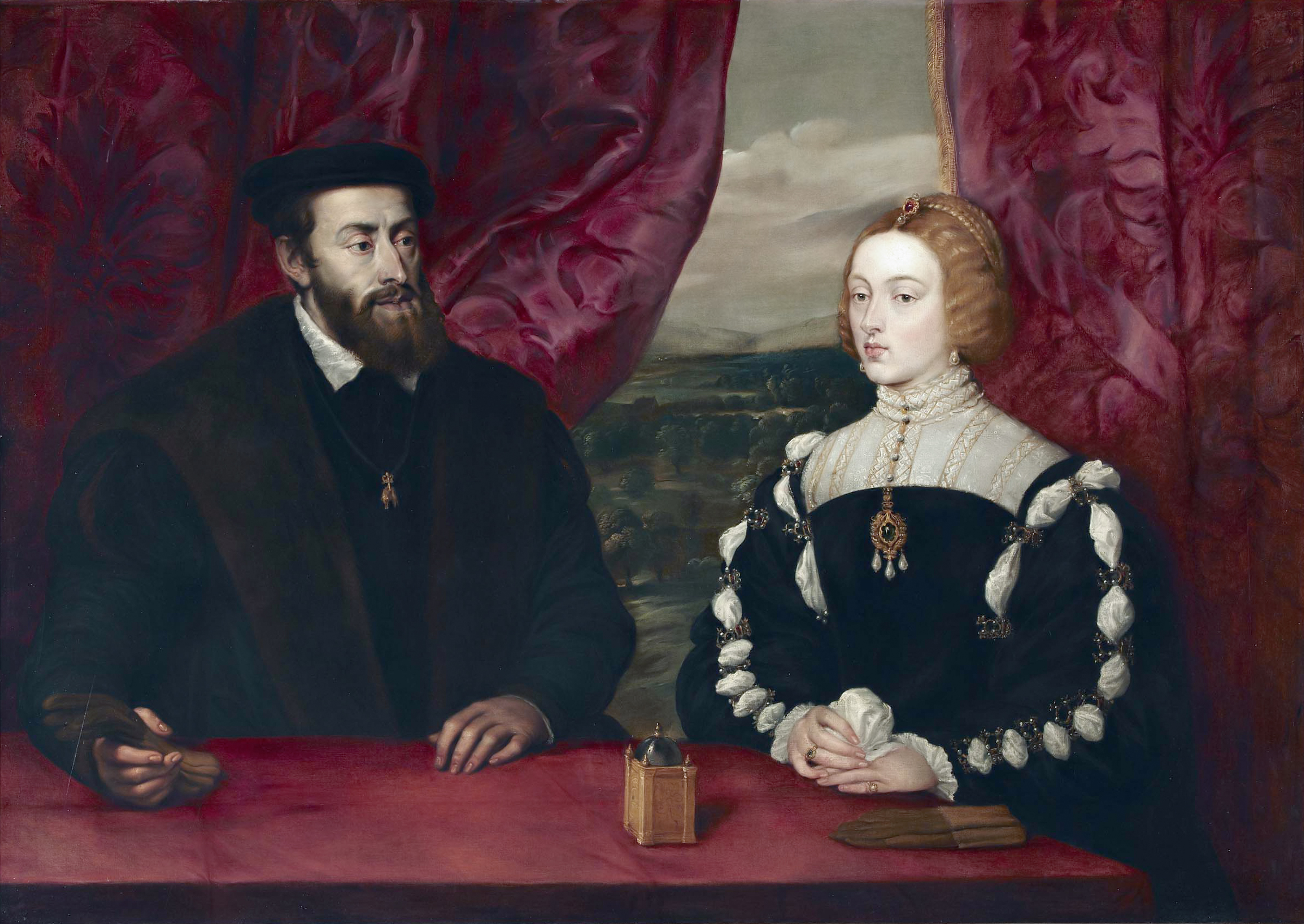
Bildnis von Carlos V und Isabel de Portugal, Kopie von Rubens nach einem verlorenen Original von Tizian, Liria-Palast, Stadtpalast der Herzöge von Alba in Madrid

Am 10. März 1526 heiratete Karl V. in Sevilla Isabella von Portugal, jüngere Schwester des portugiesischen Königs Johann III., der kurz zuvor Karls Schwester Katharina geehelicht hatte.
Aus der Verbindung gingen fünf Kinder hervor:
- Philipp II. (1527–1598), König von Spanien
  1. ⚭ 1543 Infantin Maria von Portugal, Tochter des portugiesischen Königs Johann III. und seiner Gattin Infantin Katharina von Kastilien
  2. ⚭ 1554 Königin Maria I. die Katholische von England, Tochter des englischen Königs Heinrich VIII. und seiner ersten Gattin Infantin Katharina von Aragonien
  3. ⚭ 1560 Prinzessin Elisabeth von Valois, Tochter des französischen Königs Heinrich II. und dessen Gattin Prinzessin Katharina von Medici
  4. ⚭ 1570 Erzherzogin Anna von Österreich, Tochter des römisch-deutschen Kaisers Maximilian II. und dessen Gattin Infantin Maria von Spanien.
- Maria (1528–1603), Infantin von Spanien ⚭ 1548 mit dem späteren römisch-deutschen Kaiser Maximilian II., Sohn des römisch-deutschen Kaisers Ferdinand I. und seiner Gattin Prinzessin Anna von Böhmen und Ungarn
- Ferdinand (*/† 1530), Infant von Spanien
- Johanna (1535–1573), Infantin von Spanien ⚭ 1552 Infant Johann Manuel von Portugal, Sohn des portugiesischen Königs Johann III. und dessen Gattin Infantin Katharina von Kastilien
- Johann (*/† 1539), Infant von Spanien

Karl V. hatte zwei uneheliche Kinder, beide hat er als „natürliche“, legitime Nachkommen anerkannt:
mit Johanna von Gheenst aus Oudenaarde (Flandern)
- Margarethe von Parma (1522–1586), Statthalterin der habsburgischen Niederlande
  1. ⚭ Herzog Alessandro von Florenz aus dem Hause Medici, illegitimer Sohn von Lorenzo di Piero de’ Medici
  2. ⚭ Herzog Ottavio von Parma und Piacenza aus dem Hause Farnese, Sohn von Pier Luigi II. Farnese

mit Barbara Blomberg aus Regensburg
- Don Juan de Austria (Johann von Österreich) (1547–1578), Führer der kaiserlichen Flotte in der siegreichen Seeschlacht von Lepanto

Sein Sohn Philipp war kastilisch erzogen worden. Karl hatte großen Wert auf seine Erziehung gelegt. Er sprach neben Spanisch auch Portugiesisch und Latein, aber er hatte Schwierigkeiten mit dem Französischen und Deutschen. Noch zwei Jahre vor seiner Abdankung nötigte Karl seinen Sohn Philipp, eine Ehe mit der neuen, um elf Jahre älteren Königin von England Mary Tudor einzugehen. Die Heirat fand im Juli 1554 in der Kathedrale von Winchester statt. Karl hatte vorgesehen, dass Philipp ihm als Kaiser nachfolgen sollte. Der Plan scheiterte aber an den deutschen Fürsten, da zum einen die Kurfürsten bereits 1531 Ferdinand zum "römischen König" und somit zum Stellvertreter und designierten Nachfolger als Kaiser gewählt hatten und zum anderen der Fürstenaufstand 1552 die mit dem Sieg über den Schmalkaldischen Bund erworbene Machtposition Kaiser Karls zunichtemachte: Den Augsburger Religionsfrieden handelten die deutschen Fürsten mit Ferdinand aus.

## Rezeption
Seinem Aufenthalt im Kloster San Jerónimo de Yuste widmete August von Platen-Hallermünde 1819 seine Ballade Der Pilgrim vor St. Just, die durch Carl Loewe vertont wurde und ebenfalls die Legende des asketisch lebenden, gescheiterten Kaisers schürt.
Durch die kaiserliche Entschließung von Franz Joseph I. vom 28. Februar 1863 wurde Karl V. in die Liste der „berühmtesten, zur immerwährenden Nacheiferung würdigen Kriegsfürsten und Feldherren Österreichs“ aufgenommen, zu deren Ehren und Andenken auch eine lebensgroße Statue in der Feldherrenhalle des damals neu errichteten k.k. Hofwaffenmuseums (heute: Heeresgeschichtliches Museum Wien) errichtet wurde. Die Statue wurde 1867 vom böhmischen Bildhauer Emanuel Max Ritter von Wachstein (1810–1901) aus Carrara-Marmor geschaffen, gewidmet wurde sie von Kaiser Ferdinand I.
1933 komponierte Ernst Krenek im Auftrag von Clemens Krauss seine Oper Karl V. Hans Rehberg veröffentlichte 1942 das Schauspiel Karl V.
Der antarktische Berg Monte Carlos V trägt seinen Namen.

### Medien
- War of Thrones – Krieg der Könige, mehrteilige Dokumentationen über die Zeit der Renaissance und der Glaubenskriege ab Staffel 1, Folge 1 bis Staffel 2, Folge 10 von Vanessa Pontet, Christoph Holt und Alain Brunard (zdf.de auf zdf.de)

### Romane
- Arno Geiger: Reise nach Laredo. Carl Hanser Verlag, München 2024, ISBN 978-3-446-28118-9